# Guérande
Vous lisez un « article de qualité » labellisé en 2016.
Guérande (prononcé /ge.ʁɑ̃d/), Gwenrann en breton, est une commune de l'ouest de la France, située dans le département de la Loire-Atlantique en région Pays de la Loire. Sa partie urbaine occupe le sommet d'un coteau qui domine un territoire presque entièrement entouré d'eau, salée ou douce, dénommé presqu'île guérandaise. L'histoire de la commune elle-même est fortement marquée par la présence de marais salants qui ont fait sa richesse.
La présence de l'Homme sur le territoire guérandais est attestée à partir du Néolithique moyen et il subsiste de nombreux vestiges, tels que des menhirs.
Les premiers signes avérés de l'existence de la localité actuelle datent de la seconde moitié du IVe siècle. Le haut Moyen Âge est une période troublée par les dissensions entre Francs et Bretons — Guérande est alors bretonnante sous domination mérovingienne — puis par les invasions normandes. La première référence écrite connue du bourg de Guérande date de 854.
Au XIVe siècle, la cité est entraînée dans la guerre de Succession de Bretagne qui oppose Jean de Montfort à Charles de Blois. Celle-ci s'achève par la signature à Guérande même du traité de 1365.
À la fin du XVe siècle, la cité est le refuge pendant près d'un mois d'Anne de Bretagne et de sa cour qui fuient la peste qui sévit alors à Nantes. La duchesse va entretenir des liens privilégiés avec Guérande durant tout son règne. Pendant tout le Moyen Âge, le terrouer de Guérande conserve une prééminence judiciaire, militaire, religieuse et fiscale reconnue par le duché de Bretagne et l'évêché de Nantes.
L'époque contemporaine est marquée par l'affirmation du rôle économique et environnemental des marais salants, en crise récurrente depuis la Révolution. Outre la revalorisation des filières salicoles, l'intérêt touristique des marais se trouve amplifié par la création de zones de protection du patrimoine naturel. La localité demeure au XXIe siècle un centre économique dynamique de la presqu'île, augmentant son attractivité touristique par la mise en valeur de son riche patrimoine historique, qu'il soit architectural ou culturel, et naturel ; elle perpétue ainsi l'attirance remarquable, manifestée depuis le XIXe siècle, de la cité médiévale et des marais salants auprès des écrivains, peintres et, plus récemment, des réalisateurs cinématographiques.

## Géographie

### Localisation
Guérande est située à l'ouest du département de la Loire-Atlantique, à 16,6 km à vol d’oiseau à l'ouest de Saint-Nazaire, chef-lieu de l’arrondissement auquel appartient la localité ; elle est également à 44 km à vol d’oiseau au sud-est de Vannes et à 67 km à l'ouest de Nantes.
| - OpenStreetMap Limites communales. - Frontières de Guérande avec les communes limitrophes. |

La commune de Guérande se situe sur la presqu'île guérandaise, territoire rattaché au continent par un étroit passage situé sur la commune de Saint-Lyphard. Cette presqu’île est cernée à l'ouest par l'océan Atlantique, à l'est par le marais de Brière, au sud par la Loire et au nord par la Vilaine.
|                         | Saint-Molf Herbignac | Saint-Lyphard Saint-Joachim |
| La Turballe             | Guérande             | Saint-André-des-Eaux        |
| Batz-sur-Mer Le Croisic | Le Pouliguen         | La Baule-Escoublac          |

### Géologie et relief

Guérande fait partie de la ceinture de leucogranites associée au cisaillement sud-armoricain.

La dénomination « presqu'île guérandaise » — appelée « terrouer de Guérande » au Moyen Âge — est sémantiquement incorrecte ; elle donne néanmoins bien l’idée d’un territoire marqué par l’omniprésence de l’eau à ses frontières. Il s’agit d’une étendue terrestre délimitée par l’estuaire de la Loire au sud-est, l’océan Atlantique sur ses bords sud et ouest, l’étier de Pont-d’Arm au nord, prolongé par les marais de Pompas et d’Arbourg et enfin, par la zone de marécageuse de la Grande Brière au nord-est.
Cette étendue de 35 km sur 12 km se rattache au continent par, d'une part, une vasière linéaire interrompue par la vallée du Brivet et, d’autre part, un seuil rocheux large de 2 km — l’« isthme » de Saint-Lyphard — séparant l’ensemble Mès - marais d'Arbourg de la Brière.
Elle est divisée en deux entités distinctes, le pays métais et le pays paludier, séparées par l'abrupt du coteau de Guérande. Cette ligne de faille rectiligne s’étend de Saint-Nazaire — pointe de Chemoulin — à Piriac-sur-Mer — pointe du Castelli ; elle est parallèle au Sillon de Bretagne au nord-est — et de même origine que ce dernier — et à la côte de la presqu'île du Croisic au sud. Cet ensemble de reliefs parallèles est une réactivation d'accidents tectoniques anciens, mis en place au cours de l'orogénèse hercynienne, par les derniers contrecoups de la surrection des Alpes au cours des derniers millions d'années et consécutive à l’ouverture de l’océan Atlantique et du golfe de Gascogne.
Le sillon borde un bloc basculé dont la partie basse s’enfonce sous les marais du Mès et ceux de la Brière ; le bloc est penché vers le nord-nord-est constituant le plateau de Guérande.
L'altitude passe ici brusquement de 10 mètres à 40 - 60 mètres. La ville est implantée au point culminant — 61 mètres au niveau du parc d'activités de Villejames — de la ligne de crête qui offre une vue à la fois sur les côtes et sur l'arrière-pays et les marais de Grande Brière.
Le revers du sillon est légèrement vallonné, ayant subi les effets de l’érosion. Il s’agit d’une zone de culture et d’élevage, aux sols pauvres en calcaire ; cette situation ne favorise pas l’absorption de potasse par les plantes et la décomposition organique, se déroulant difficilement, accélère l’acidification des sols.
Le pays métais s'y étend jusqu'à Herbignac au nord et Piriac-sur-Mer à l'ouest ; il descend en pente douce vers la Brière au nord-est. Cette partie nord de la commune a fait l'objet d'un remembrement récent faisant disparaître une grande part du bocage.
En revanche, le coteau orienté au sud, dont la légère pente optimise le ressuyage des sols, a accueilli des cultures viticoles depuis le Moyen Âge.
Le pays paludier est situé entre le coteau de Guérande et la presqu'île du Croisic et est formé par les marais salants et les terrains adjacents ; l'altitude est ici de 0 à 10 mètres. On y trouve les îles de Lénifen et de Saillé, la presqu'île de Lanclis au nord-ouest ; les villages paludiers de Kerignon, Pradel et Mouzac se sont développés au pied du sillon.

### Hydrographie
Le territoire de la commune fait partie de trois bassins versants. Celui de la Grande Brière, incluant l’étang de Sandun, couvre 15 % de la surface communale. Le bassin versant du Mès, incluant l'étang de Kercabus et l'étang de Bouzaire, recouvre près de 45 % de la superficie de la localité, au nord-ouest de celle-ci ; il alimente les marais du Mès et la pointe de Pen-Bé. Les 40 % restants sont constitués du bassin versant orienté vers l’océan ; celui-ci alimente les marais salants.
Malgré la présence de nombreux étangs et mares, aucun cours d’eau douce permanent ne traverse le territoire de Guérande. Quelques écoulements temporaires sont à noter. Le fleuve côtier du Mès, par exemple, prend sa source sur la commune, au débouché de l'étang du Cabinet, un peu au nord de la ville, avant de couler vers Mesquer, Saint-Molf, Assérac, Saint-Lyphard et Herbignac. Ce cours d’eau de 19,9 km porte les noms d’étier de la Barre, étier de Pont d’Arm, ou tout simplement, le canal.
Il reçoit les eaux de petits tributaires dont trois, d'une longueur individuelle proche de 1 100 m, s’écoulent sur le territoire de Guérande avant de confluer.

Hydrographie (sélection).
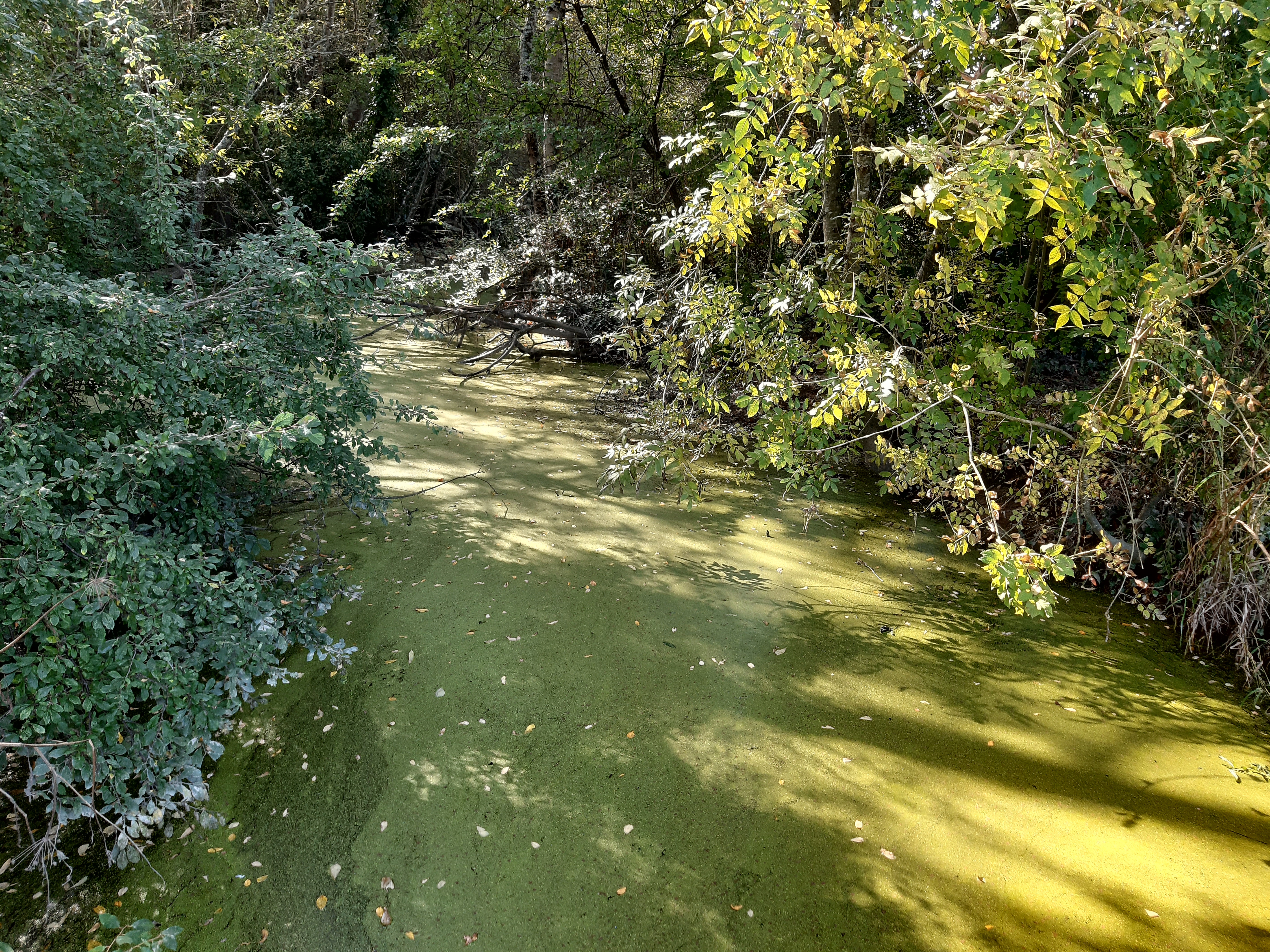
Le Mès dans le quartier de Bouzaire
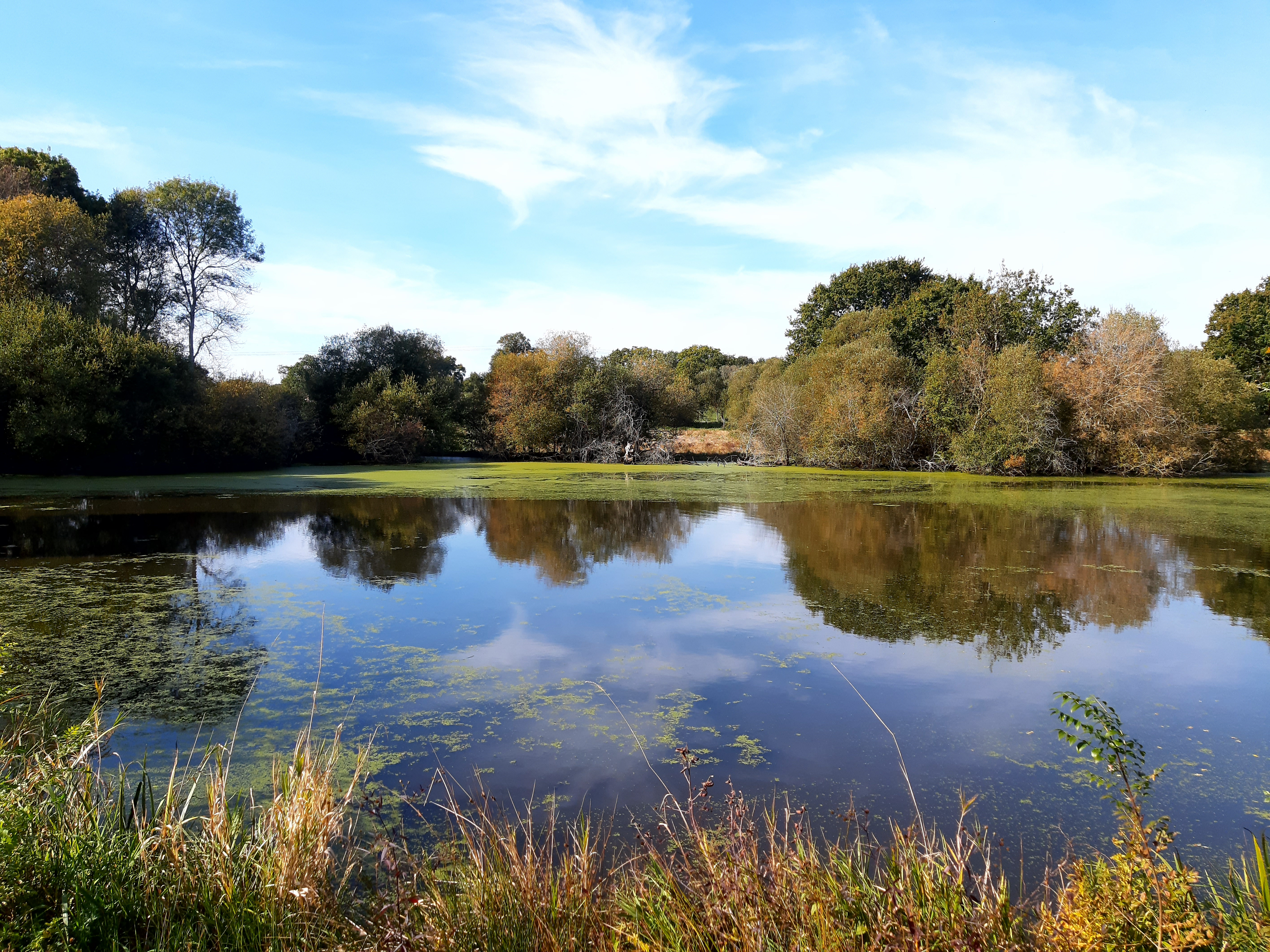
Étang de Bouzaire
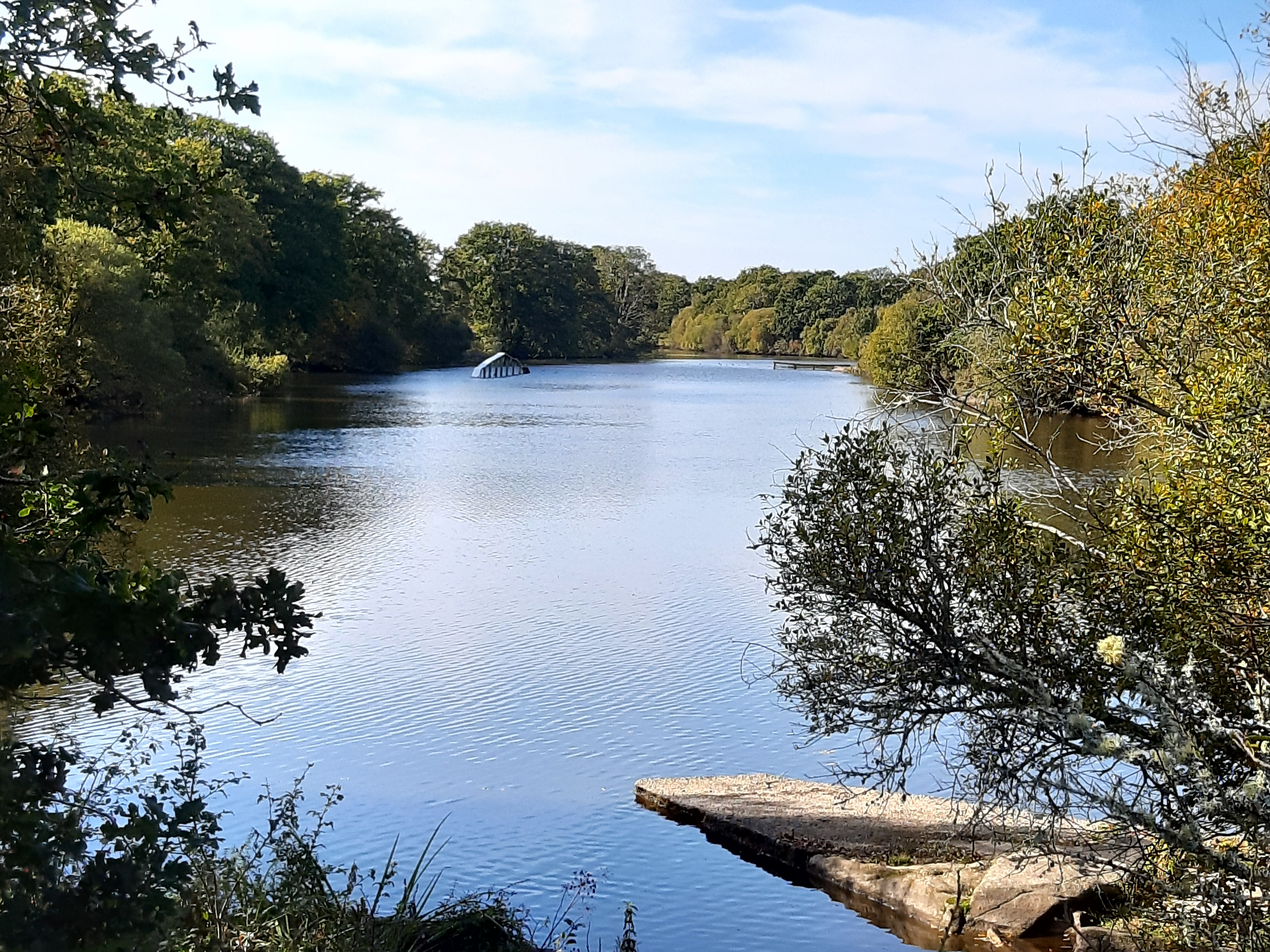
Étang de Kercabus
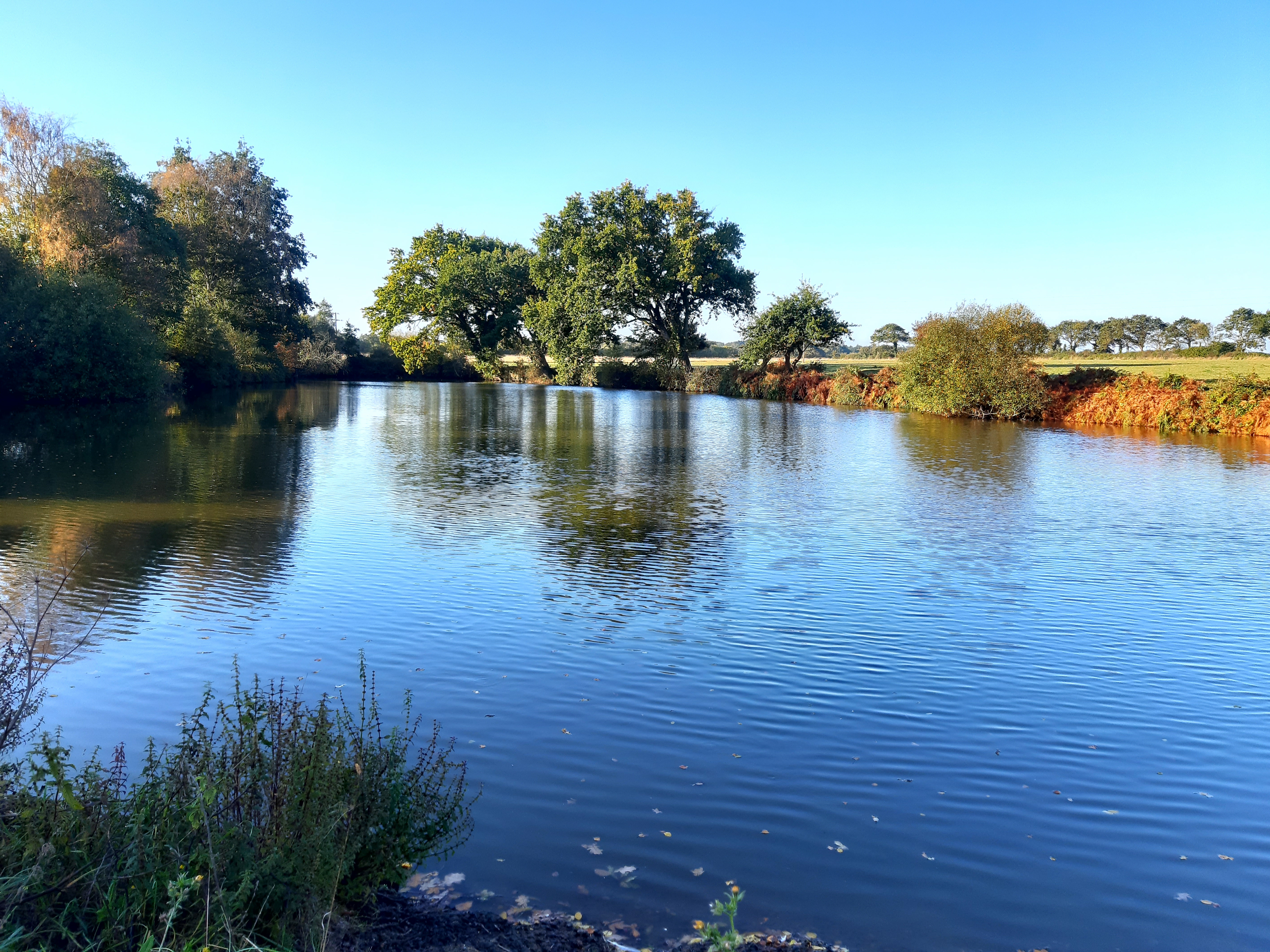
Étang de Kerroland
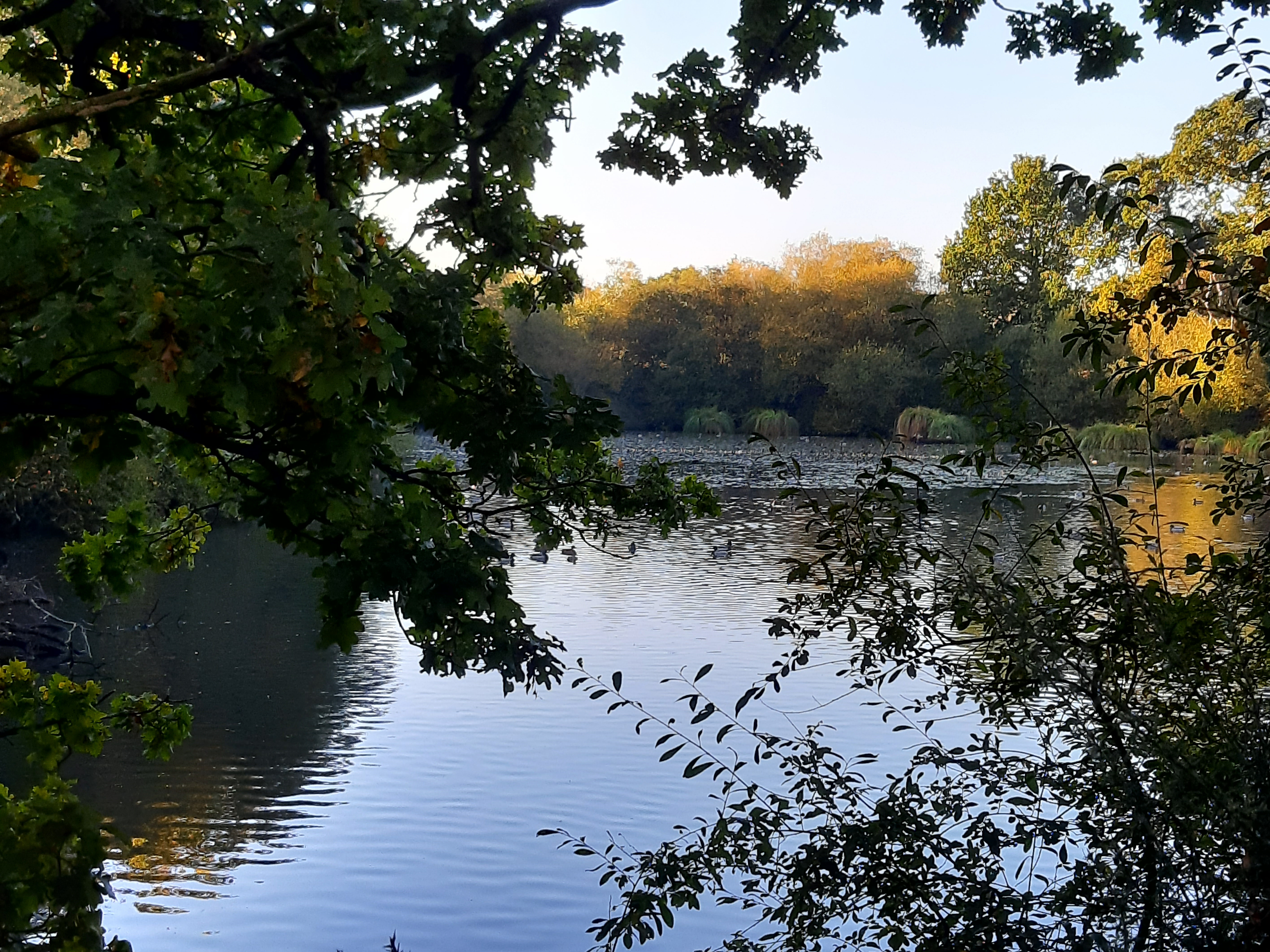
Étang Sainte-Barbe à Miroux
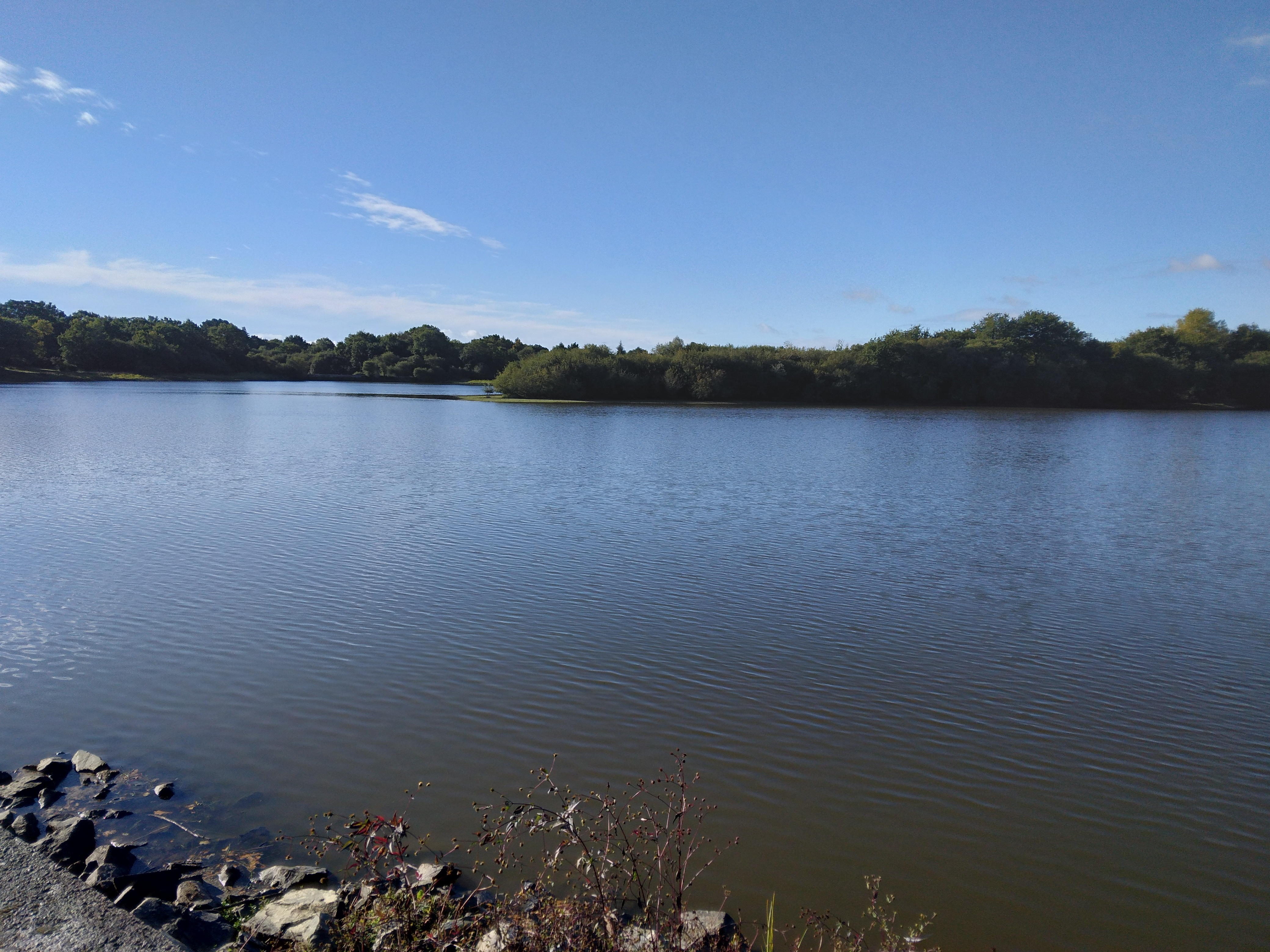
Étang de Sandun
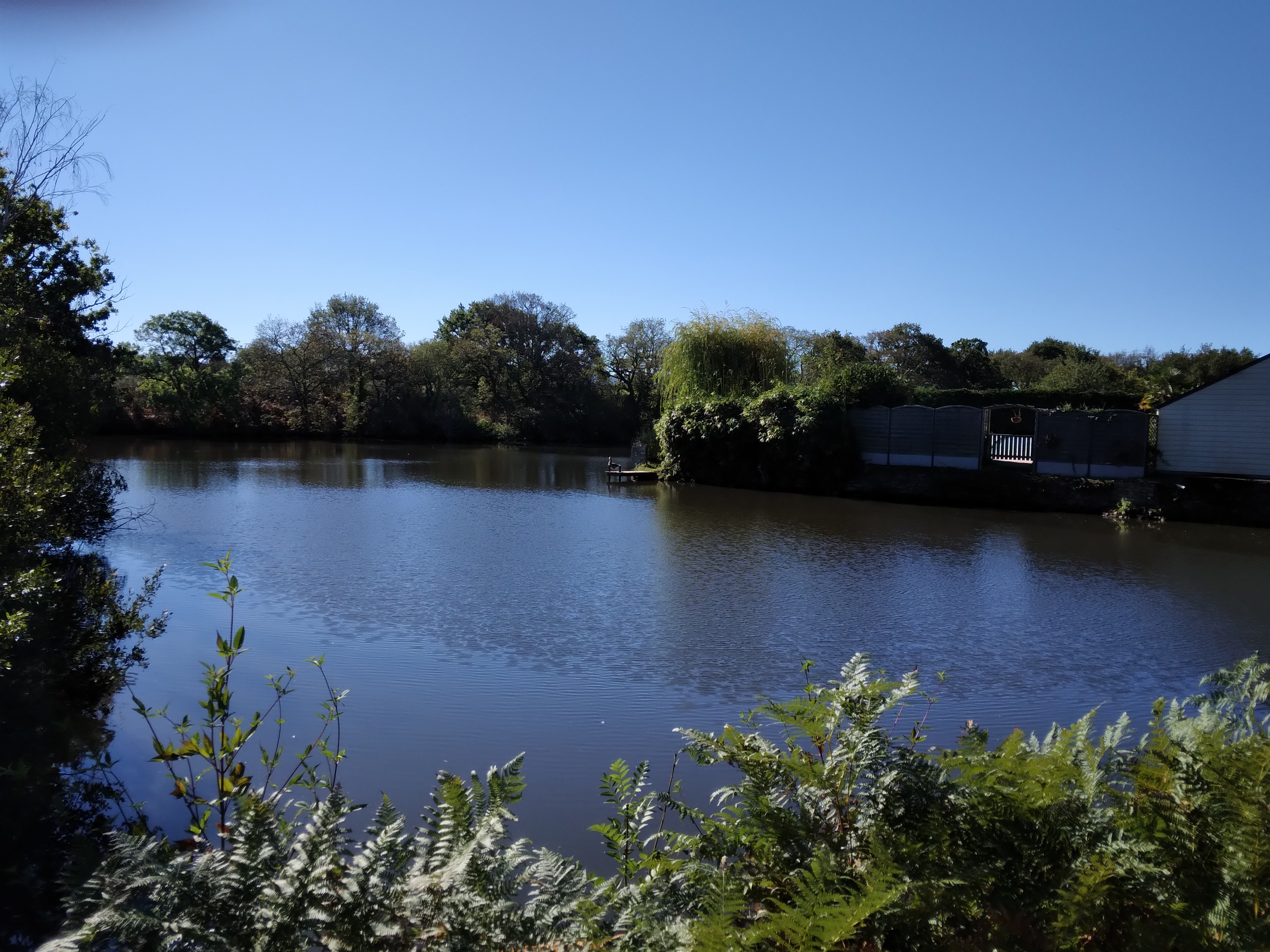
Étang de Beaulieu

### Climat
La presqu'île de Guérande, particulièrement la cuvette occupée par les marais salants, jouit d'un microclimat océanique relativement sec et venté, et changeant au cours de la journée sous l'influence des marées et des brises thermiques.
La station météorologique la plus proche est, depuis 1994, celle du village de Saillé, sur le territoire de la commune de Guérande.
Le climat de Guérande est de type océanique, pluvieux et doux, engendré par la proximité de l'océan Atlantique ; l’anticyclone des Açores repousse en été vers le nord les dépressions, caractérisées par des vents froids et des fortes pluies ; l’hiver il tempère le refroidissement.
La moyenne annuelle des températures relevées à Saillé depuis 1994 est de 12,8 °C, avoisinant les 7,4 °C de décembre à février — alors qu'elle est de 6 °C à Saint-Nazaire sur la même période — et les 18,5 °C de juin à août. Ces températures résultent de minima essentiellement nocturnes et de maxima principalement diurnes.
L'amplitude minimale — écart entre températures minimales et maximales — a été enregistrée en janvier avec 4,5 °C alors qu'elle a été maximale en août avec 7,2 °C.
Les relevés effectués depuis 1994 dans la région de Guérande montrent que le nombre de jours avec une température sous abri excédant 30 °C est de 4,7 jours, à comparer aux 5 jours relevés à Saint-Nazaire et aux 9 jours à Nantes. De même en hiver, la station de Saillé n'a enregistré que 17,3 jours de gel contre 32 jours à Nantes.
Le record absolu de température de la station a été enregistré le 9 août 2003 avec 36,6 °C.
Les vents dominants s'inscrivent dans le quartier ouest - nord-est, avec une nette prédominance des vents d'ouest moyens — de 16 à 29 km/h — associés à de fortes perturbations et, l'été, à des brises de mer ; provoquées par les fortes variations thermiques estivales, elles peuvent atteindre près de 60 km/h. Les vents de nord-est s'accompagnent, quant à eux, de période de temps stable.
La pluviométrie relevée révèle un niveau annuel de 642,4 mm, très inférieur aux 896 mm d'Herbignac, localité située à moins de 25 km et même aux de 838 mm de Nantes.
La faible pluviométrie estivale justifie l'implantation salicole dans la région. En effet, le nombre de jours de pluie — caractérisant les jours recevant plus d'un millimètre de pluie — est de 108 par an. Statistiquement, il ne pleut que 4,7 fois au mois de juin. La fréquence mensuelle augmente faiblement jusqu'au mois de septembre. Les records journaliers varient de moins de 20 mm : de 20,6 mm le 16 avril 1998 à 40 mm le 1er mars 2002.
La station météorologique de Météo-France installée sur la commune et en service de 1994 à 2020 permet de connaître l'évolution des indicateurs météorologiques. Le tableau détaillé pour la période 1981-2010 est présenté ci-après.
| Mois                                  | jan.             | fév.          | mars          | avril           | mai            | juin          | jui.           | août           | sep.          | oct.            | nov.            | déc.            | année      |
| ------------------------------------- | ---------------- | ------------- | ------------- | --------------- | -------------- | ------------- | -------------- | -------------- | ------------- | --------------- | --------------- | --------------- | ---------- |
| Température minimale moyenne (°C)     | 4,5              | 4,8           | 6,2           | 8               | 11,3           | 13,9          | 15,7           | 15,6           | 13,4          | 11,4            | 7,6             | 4,5             | 9,8        |
| Température moyenne (°C)              | 6,8              | 7,4           | 9,2           | 11,3            | 14,6           | 17,4          | 18,9           | 19,1           | 17,1          | 14,2            | 10,2            | 7               | 12,8       |
| Température maximale moyenne (°C)     | 9,1              | 10            | 12,2          | 14,6            | 17,9           | 20,9          | 22,2           | 22,6           | 20,9          | 17              | 12,8            | 9,5             | 15,8       |
| Record de froid (°C) date du record   | −10,3 02.01.1997 | −6,5 11.02.12 | −6 01.03.05   | −0,4 04.04.1996 | 2,8 14.05.1995 | 6,9 01.06.06  | 9,9 09.07.1996 | 9,2 28.08.1998 | 5,8 29.09.07  | −0,8 29.10.1997 | −4,4 22.11.1998 | −7,5 29.12.1996 | −10,3 1997 |
| Record de chaleur (°C) date du record | 15,5 24.01.16    | 19,1 27.02.19 | 23,2 19.03.05 | 26,3 07.04.11   | 29,9 26.05.17  | 36,6 27.06.19 | 35,5 23.07.19  | 36,6 09.08.03  | 32,4 03.09.05 | 26,9 01.10.11   | 20,9 01.11.15   | 15,6 01.12.11   | 36,6 2019  |
| Précipitations (mm)                   | 72,9             | 54,2          | 50,8          | 50,1            | 47             | 24,4          | 36             | 35,7           | 48,5          | 71,2            | 85,4            | 78,4            | 654,6      |

Les deux pans du sillon de Guérande présentent des différences climatologiques liées à l’exposition solaire ou océanique et, en conséquence, des paysages traditionnels différents. Ainsi, l’orientation sud du coteau — caractérisée par des gels au printemps et une arrière saison peu ensoleillée, fraiche et humide — a connu le développement de la vigne, et en particulier de vins blancs favorisés par la position en latitude— jusqu’au XVIIIe siècle, le vin d’Aunis se vend dans toute la Bretagne et jusqu’en Angleterre.
Le revers du sillon, exposé au nord, voit, outre les gels de printemps, les pluies d’hiver abondantes entretenir les noés — terres basses et humides réservées à l’élevage — et les pré-marais se développer en landes et jachères.
D’autre part, la présence des marais salants influence la création de conditions climatiques particulières : 

« [C’est] un fait prouvé en météorologie que nos marais, lorsqu'ils font du sel, éloignent les orages, qui sont bien plus communs à 8 ou 12 kilomètres dans les terres qu’aux bords mêmes de la mer. Mais hélas ! ils ne les chassent pas tous ! »

## Urbanisme

### Typologie
Au 1er janvier 2024, Guérande est catégorisée ceinture urbaine, selon la nouvelle grille communale de densité à sept niveaux définie par l'Insee en 2022.
Elle appartient à l'unité urbaine de Saint-Nazaire, une agglomération intra-départementale regroupant 17  communes, dont elle est une commune de la banlieue,,. Par ailleurs la commune fait partie de l'aire d'attraction de Saint-Nazaire dont elle est une commune de la couronne. Cette aire, qui regroupe 24 communes, est catégorisée dans les aires de 200 000 à moins de 700 000 habitants,.
La commune, bordée par l'océan Atlantique, est également une commune littorale au sens de la loi du 3 janvier 1986, dite loi littoral. Des dispositions spécifiques d’urbanisme s’y appliquent dès lors afin de préserver les espaces naturels, les sites, les paysages et l’équilibre écologique du littoral, tel le principe d'inconstructibilité, en dehors des espaces urbanisés, sur la bande littorale des 100 mètres, ou plus si le plan local d’urbanisme le prévoit.
Guérande, tout comme Le Croisic, possède le statut de ville depuis au moins 1420. À l'intérieur de la paroisse de Guérande, Saillé est alors un bourg, à l'instar de Batz, Escoublac, Mesquer, Piriac, Saint-André-des-Eaux, Saint-Lyphard et Saint-Molf ; Saint-Nazaire, hors les limites de la paroisse, est alors également un bourg.

### ZPPAUP
L'abondance des monuments, vestiges et sites archéologiques de toutes époques a conduit au classement de la totalité du territoire communal en zone de protection du patrimoine architectural, urbain et paysager (ZPPAUP), le 3 mai 2007, sur base de délibérations municipales datées du 24 janvier 2006. En conséquence, tous aménagements et travaux sont obligatoirement précédés d'une autorisation spécifique de l’architecte des bâtiments de France et d'une étude archéologique préventive du service régional de l'archéologie pour les projets portant sur une superficie supérieure à 20 m2.
Le secteur intra-muros et sa périphérie immédiate sont classés en « secteur sauvegardé » depuis 1976.
La ZPPAUP ne modifie pas le périmètre ni le régime d’autorisation qui régit le site classé recouvrant depuis 1996 l’ensemble des marais salants ; elle n’affecte pas non plus les sites inscrits de Guérande en dehors de son périmètre propre ; celui-ci inclut notamment les villages de Clis-Le Requer et de Kerignon-Queniquen-Kerbézo ainsi que la Grande Brière pour la zone du territoire communal situé au nord de la localité.
La ZPPAUP distingue trois sous-zones qualifiées de « zones de protection du patrimoine urbain » (ZPU) — il s’agit des édifices protégés et des espaces publics dans lesquels ils s'inscrivent —, du patrimoine naturel (ZPN) — c’est-à-dire les abords des espaces de qualité et des constructions protégées — et enfin de maîtrise de l’impact paysager (ZIP), prenant alors en compte les panoramas sur et à partir des espaces protégés. Cette dernière sous-zone englobe une notion de contrôle de l’évolution de secteurs déjà urbanisés et de l’expansion urbaine potentielle de zones à aménager.
La ZPPAUP prévoit en particulier la disparition à terme dans les zones protégées des réseaux d’alimentation aériens et leur enfouissement ; de même, le nombre d’antennes de télévision et de paraboles de réception satellitaire, ainsi que l’intégration au paysage des climatiseurs, sont strictement réglementés,,.

### Occupation des sols

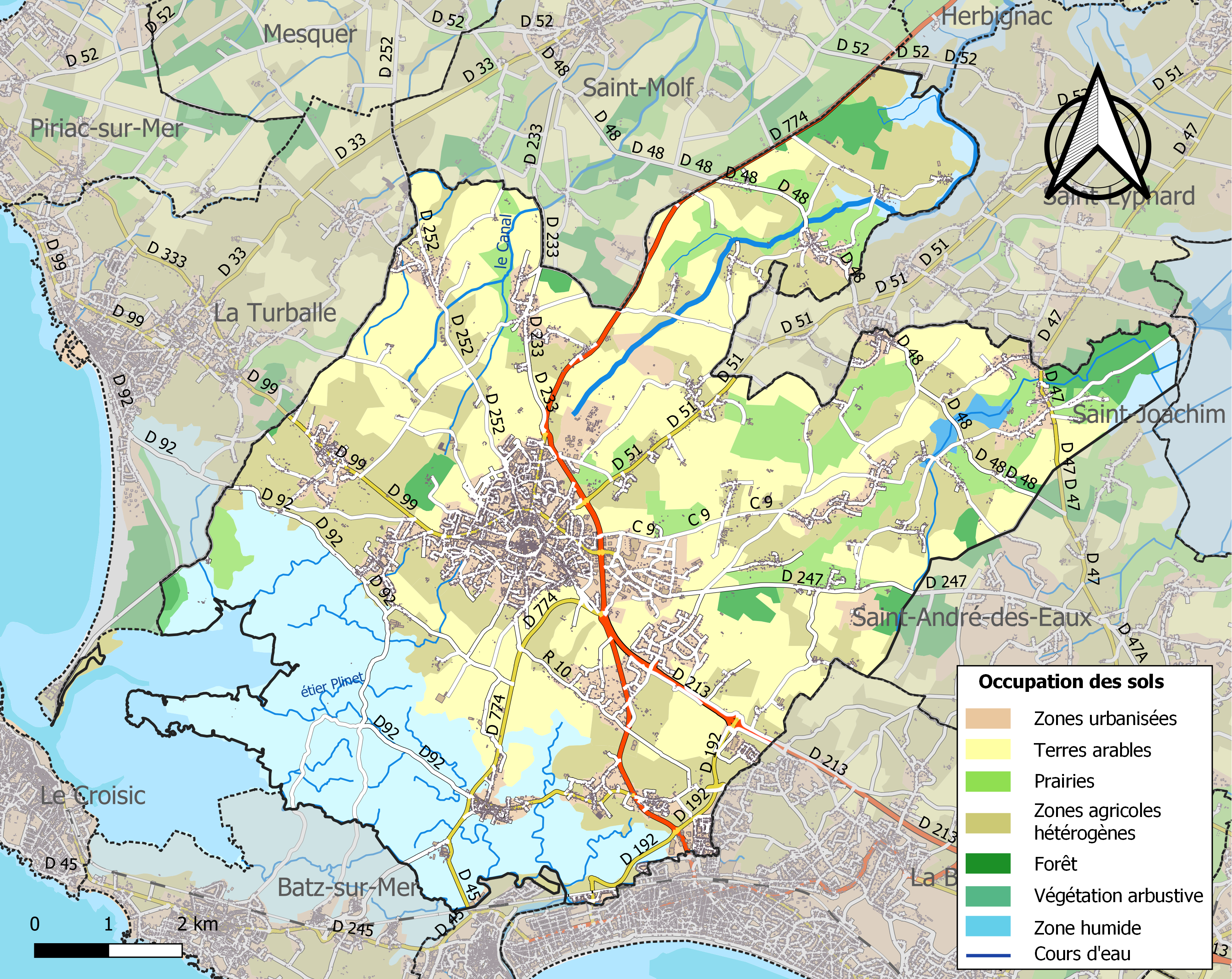
Carte des infrastructures et de l'occupation des sols de la commune en 2018 (CLC).

Le tableau ci-dessous présente l'occupation des sols de la commune en 2018, telle qu'elle ressort de la base de données européenne d’occupation biophysique des sols Corine Land Cover (CLC).
| Type d’occupation                                                                   | Pourcentage | Superficie (en hectares) |
| ----------------------------------------------------------------------------------- | ----------- | ------------------------ |
| Tissu urbain discontinu                                                             | 11,2 %      | 909                      |
| Zones industrielles ou commerciales et installations publiques                      | 1,9 %       | 152                      |
| Équipements sportifs et de loisirs                                                  | 1,0 %       | 84                       |
| Terres arables hors périmètres d'irrigation                                         | 28,8 %      | 2351                     |
| Prairies et autres surfaces toujours en herbe                                       | 7,9 %       | 641                      |
| Systèmes culturaux et parcellaires complexes                                        | 21,6 %      | 1760                     |
| Surfaces essentiellement agricoles interrompues par des espaces naturels importants | 2,1 %       | 174                      |
| Forêts de feuillus                                                                  | 2,0 %       | 162                      |
| Forêts de conifères                                                                 | 0,5 %       | 41                       |
| Forêts mélangées                                                                    | 0,8 %       | 66                       |
| Forêt et végétation arbustive en mutation                                           | 0,1 %       | 11                       |
| Marais intérieurs                                                                   | 1,4 %       | 115                      |
| Marais salants                                                                      | 16,9 %      | 1378                     |
| Zones intertidales                                                                  | 3,1 %       | 249                      |
| Plans d'eau                                                                         | 0,5 %       | 38                       |
| Estuaires                                                                           | 0,01 %      | 1                        |
| Mers et océans                                                                      | 0,2 %       | 19                       |
| Source : Corine Land Cover                                                          |             |                          |

### Morphologie urbaine

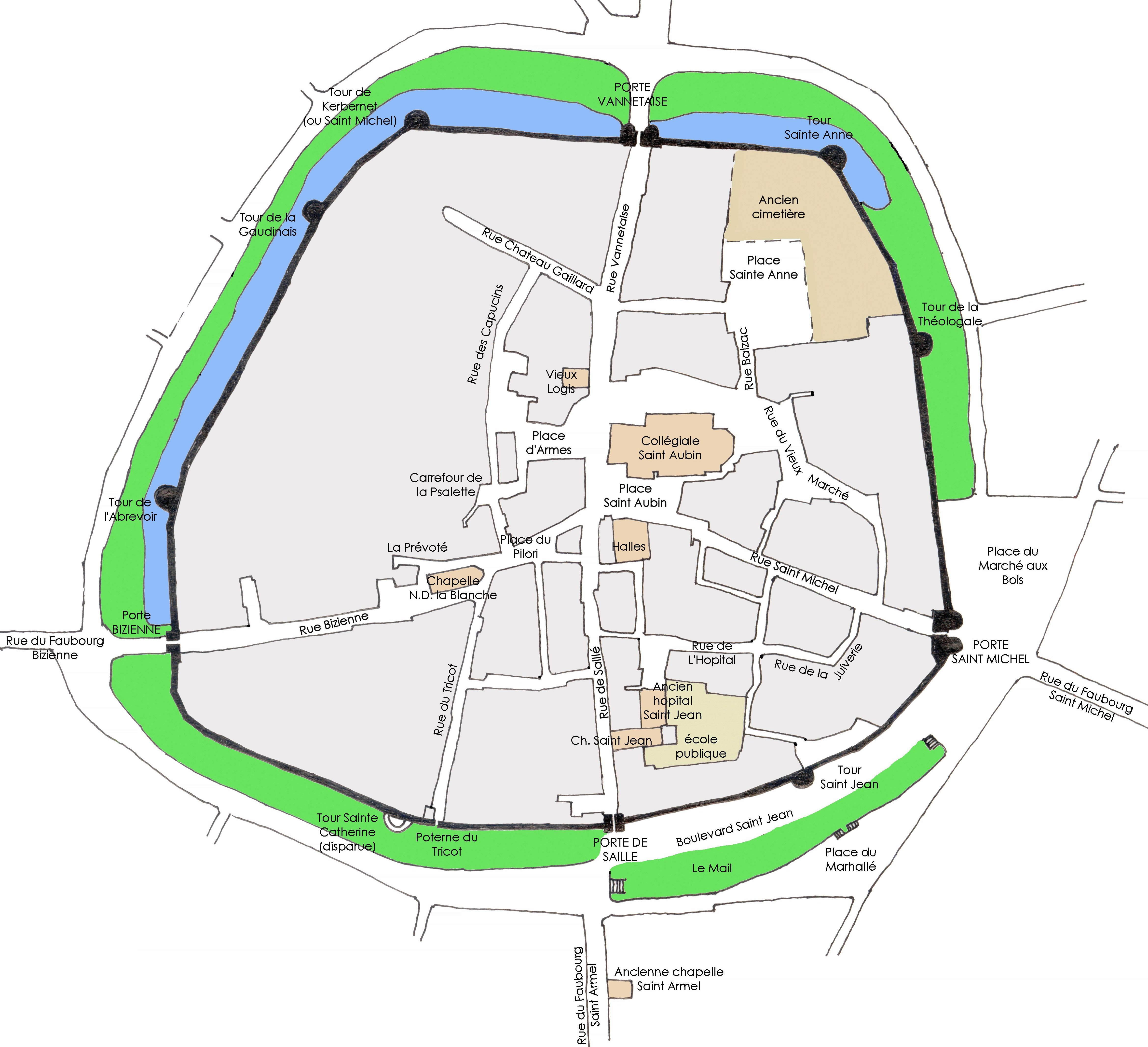
Plan de Guérande intra-muros.

Centre religieux, administratif et économique de la presqu’île, la ville s’est développée à l'intérieur de remparts, en ville close aux rues relativement étroites ; la densité des édifices est élevée, avec des maisons alignées sur la rue et mitoyennes.
Alors que sa puissance économique décroît, elle s’étend hors des murs ; les douves sont comblées et des boulevards plantés d’arbres apparaissent, bientôt accompagnés d’une couronne résidentielle. L’avènement de la voie ferrée en 1879 concourt à la création d’un nouveau quartier au nord, autour de la gare.
La commune de Guérande comprend un certain nombre de lieux-dits et d'écarts. L'Inventaire du patrimoine en recense 65 dont les principaux sont les villages paludiers de Saillé et Clis, le village de Careil sur le coteau et La Madeleine dans la Brière.
Les hameaux se sont développés le long des principales routes départementales, mais les villages des marais salants présentent une homogénéité ancienne, liée à la proximité du lieu de travail et à la nécessité de bâtir dans des zones non inondables.

### Logement

#### La maison guérandaise dans la zone urbaine

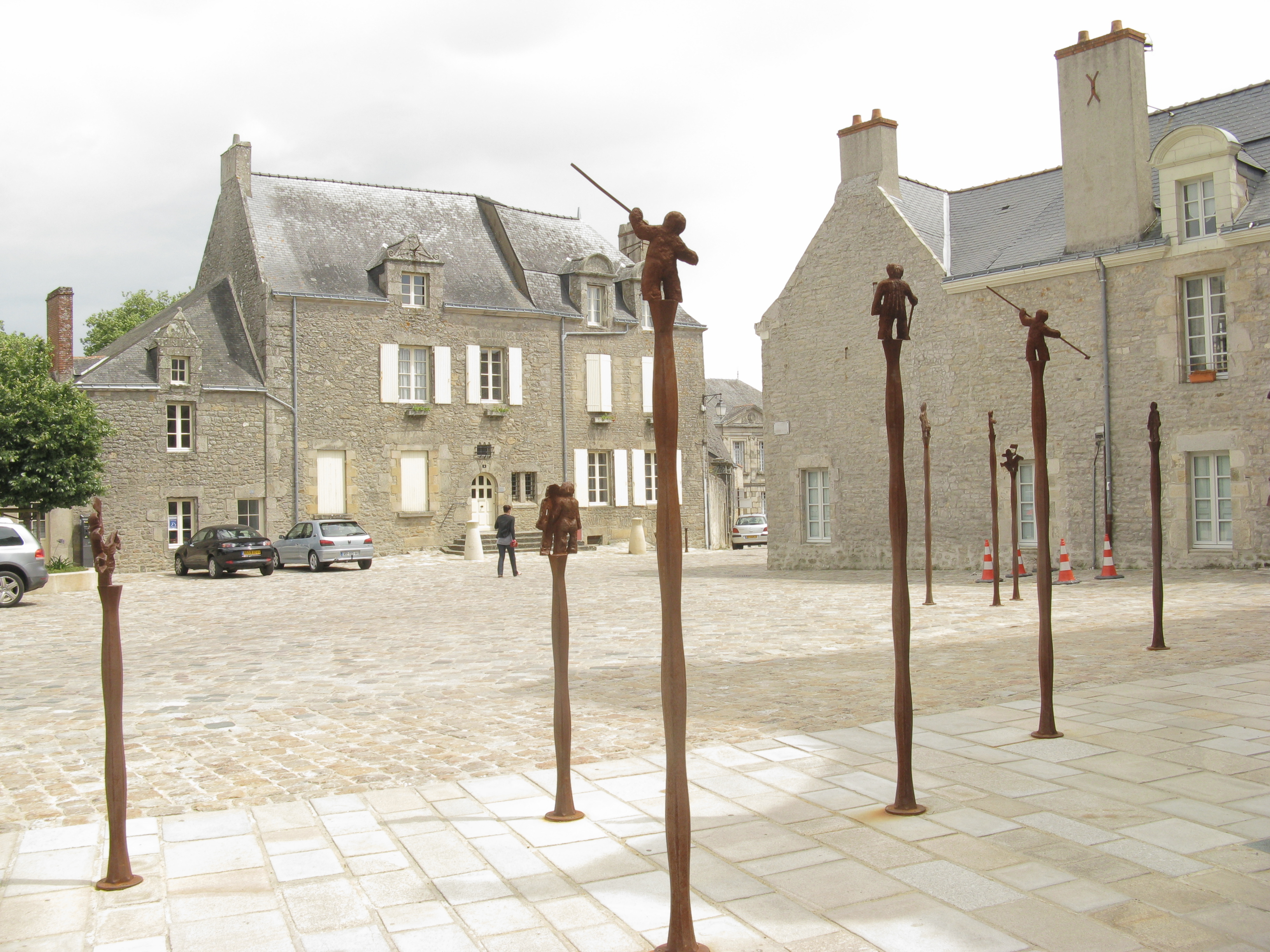
Façades de granit et toits d'ardoises, côté nord de la collégiale.

La maison guérandaise inscrite dans la zone de protection du patrimoine urbain (ZPU) se caractérise par des toits à forte pente — supérieure à 40° —, généralement recouverts d’ardoise naturelle. On trouve également des couvertures de chaume — divers matériaux ont été traditionnellement utilisés, les roseaux et les joncs et, de manière plus anecdotique, la paille de seigle et le genêt vert — également à forte inclinaison afin d’assurer la longévité du matériau ; le faîtage est systématiquement recouvert d'un cordon d’argile et de terre.
De façon constante, les façades présentent une maçonnerie de granit, montée à l'aide de moellons ; les pierres de taille sont utilisées pour les encadrements de baies et les renforts de chaînages. Elles sont généralement percées de 3 à 4 ouvertures — une porte d’entrée, une fenêtre de rez-de-chaussée et parfois une seconde à l’étage, et une lucarne. Les ouvertures des maisons basses antérieures au XVIIe siècle ne respectent généralement aucun alignement, ni vertical, ni horizontal. Ce n’est qu’à partir du XVIIe siècle que les façades se disciplinent, la lucarne venant à l’aplomb de la porte ou de la fenêtre basse, ou encore à la verticale du trumeau central. Les ouvertures des maisons à étage s’ordonnent en travée verticale. Les façades sont recouvertes d’enduits de sable et de chaux et parfois, d’argile badigeonnée de lait de chaux.
L’usage de la lucarne est généralisé pour les façades donnant sur la rue. Le style de ces baies en saillie évolue de façon homogène du XVe au XIXe siècle. Les plus anciennes montrent un fronton triangulaire amorti sur des oreillons ; des frontons bombés leur succèdent avant que n’apparaissent les toitures en capucine du XIXe siècle.
Néanmoins, jusqu’au XIXe siècle la forme la plus généralisée reste triangulaire. Ces lucarnes sont dépourvues de contrevents. Les fenêtres, de leur côté, s’ornent de volets extérieurs en bois peint, assez systématiquement à un seul battant ; elles peuvent également être closes par des volets intérieurs.

#### L’habitat paludier
Le vocable d’« habitat paludier » qualifie l’architecture dont l’âge d’or se situe entre les XVIIe — époque de prospérité salicole — et XIXe siècles. Il constitue un abus de langage car la structure socioprofessionnelle des villages des marais de cette période est en réalité très diversifiée.
L’habitat paludier fait partie de la forme architecturale vernaculaire présente sur la façade atlantique entre les embouchures de la Loire et de la Vilaine, se distinguant néanmoins des autres habitats ruraux de la Loire-Atlantique, en particulier de ceux du sud de la Loire, par la pente prononcée des toitures.
Une des constantes de cet habitat est la compacité des villages installés à proximité immédiate des marais salants, que le géographe Raymond Regrain nomme « manufactures de plein air ».
Ainsi, Saillé ne compte pas moins de 1 008 habitants en 1851, regroupés en 242 maisons entourant l’église Saint-Clair. Le choix des paludiers s’est porté sur des langues de terres ou des îlots rocheux exondés — épargnés par les inondations —, comme à Saillé ou à Batz, ou en dépit de la faible altitude, les eaux pluviales et l’assainissement peuvent s’écouler facilement. Cette logique s’est appliquée également aux hameaux situés sur les parties rocheuses du coteau de Guérande. Ces pratiques sont anciennes ; à Saillé, on relève encore des indications de 1631, 1635 et 1640 ; à Clis, une maison date de 1631 et à Quéniquen, de 1656.
La cellule de base — dite également unité domestique de l’habitat rural — associe presque systématiquement, sur une même parcelle oblongue, logement et jardin potager, et ce, dès le XVe siècle : « Une meson et jardrin sise ou villaige de Trescallen entre le grant chemyn qui maint du moulin apartenant à Pierres de Kerveno en ceste dite ville de Guerrande, d’un costé et d’autre costé le chemyn qui maint de la fontaine Sellec à ceste dite ville de Guerrande et d’un bout à meson et jardrin apartenant à Perrot Le Toufforec […] » ; cette unité domestique est confirmée en 1568 à Clis, où « la maison du paludier-laboureur Jean Nogues [possède] un jardin au derrière […] ».
Un cadastre de 1794 de la commune de Guérande, détenu par les archives municipales de la ville, dénombre à Beslon 33 maisons dont 22 ont un jardin attenant ; à Careil, seules 5 maisons sur les 34 existantes n’ont pas de jardin, et à Quéniquen, seulement 14 maisons sur les 79 recensées en sont dépourvues.
Le jardin est systématiquement clos de murs.
L'archétype de la maison des marais des XVIIe et XVIIIe siècles est celui de la demeure rurale du Grand Ouest : « maison basse de plain-pied de plan carré ou rectangulaire comportant rez-de-chaussée et grenier avec toiture à deux versants ». Elle ne comprend qu’une seule pièce, avec une cheminée sur le mur de pignon, trois à cinq ouvertures et deux portes donnant, l’une sur la rue et la seconde sur le jardin. Les maisons à étage possèdent une surélévation qui est soit posée sur une dépendance — cellier, entrepôt, écurie ou étable —, soit destinée à être de plain-pied avec la rue en raison d’une dénivellation importante du sol sur lequel est accroché le rez-de-chaussée.
La construction des édifices se caractérise par des murs en pierres de granit, pignons ou gouttereaux, d’une épaisseur de 55  à   80 cm suivant les époques, à même la roche, c’est-à-dire sans fondation. Il s’agit de murs à deux parements de moellons dont le remplissage intérieur est constitué de tout-venant, montés au mortier de glaise ou de chaux, et enduits extérieurement et intérieurement d’un badigeon de lait de chaux.
Autre élément caractéristique, les lucarnes de pierre ornent une grande partie des maisons du marais. Elles arborent un fronton triangulaire simple pour la plupart, avec parfois des décorations élaborées. Ce modèle simple est toutefois concurrencé à la fin du XIXe siècle par des lucarnes à frontons cintrés et moulurés, en vogue auprès de la bourgeoisie de Guérande ou des riches armateurs et négociants du Croisic. Ces lucarnes, ou parfois la tête du pignon, sont ornées communément d'une sphère de pierre.

L'habitat rural (sélection).
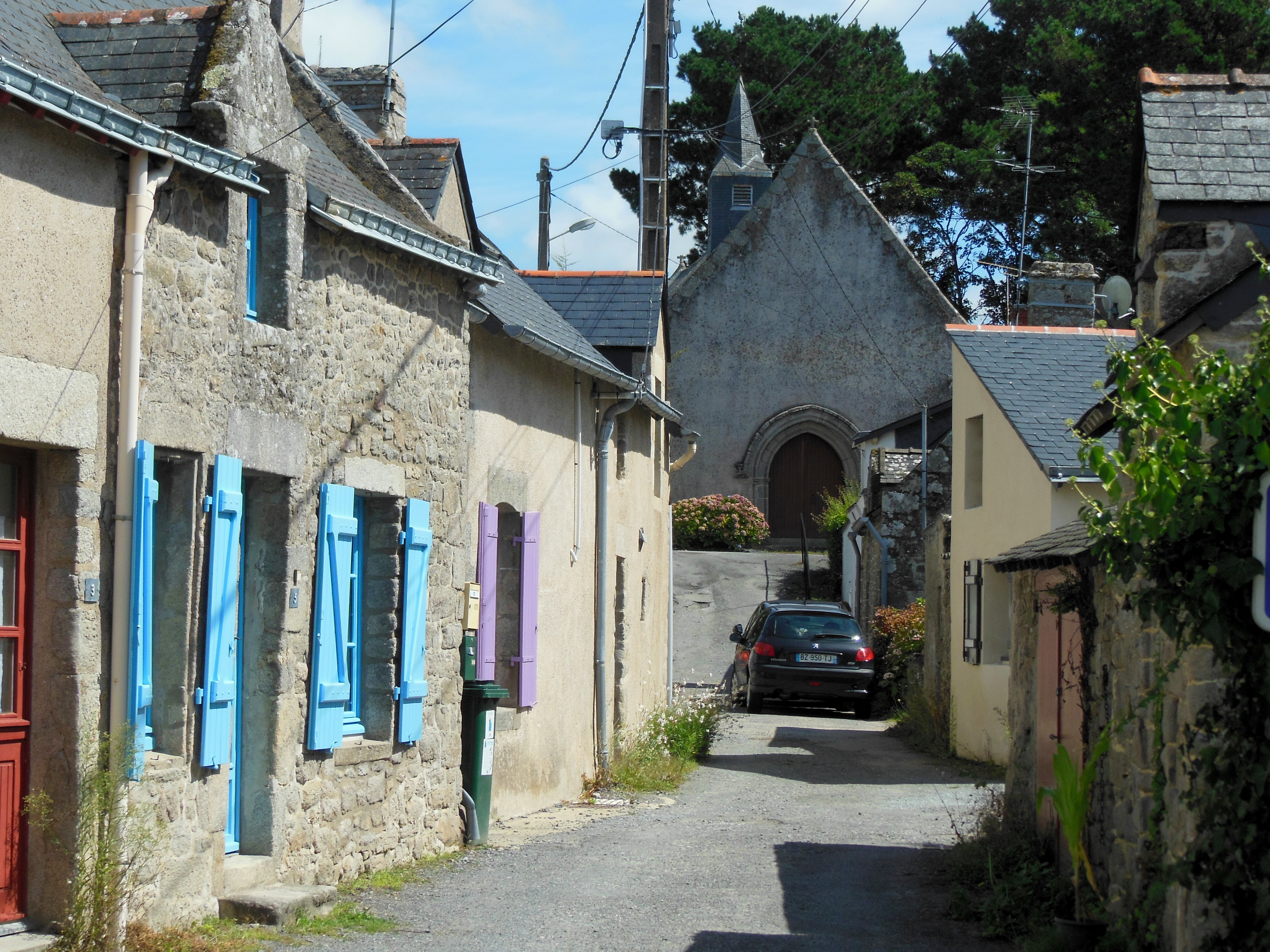
Rue du Four à Clis.
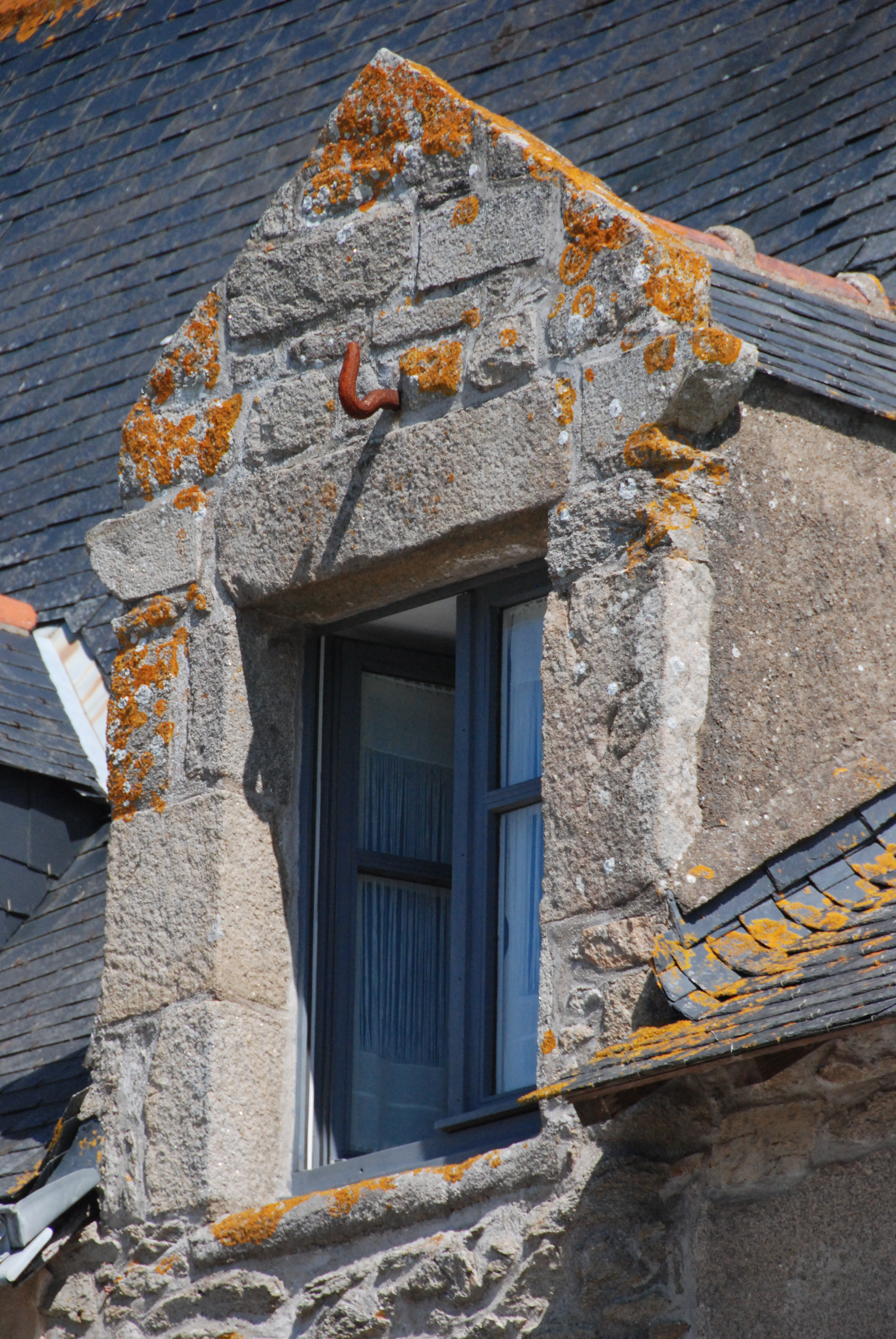
Lucarne au fronton triangulaire à Saillé.
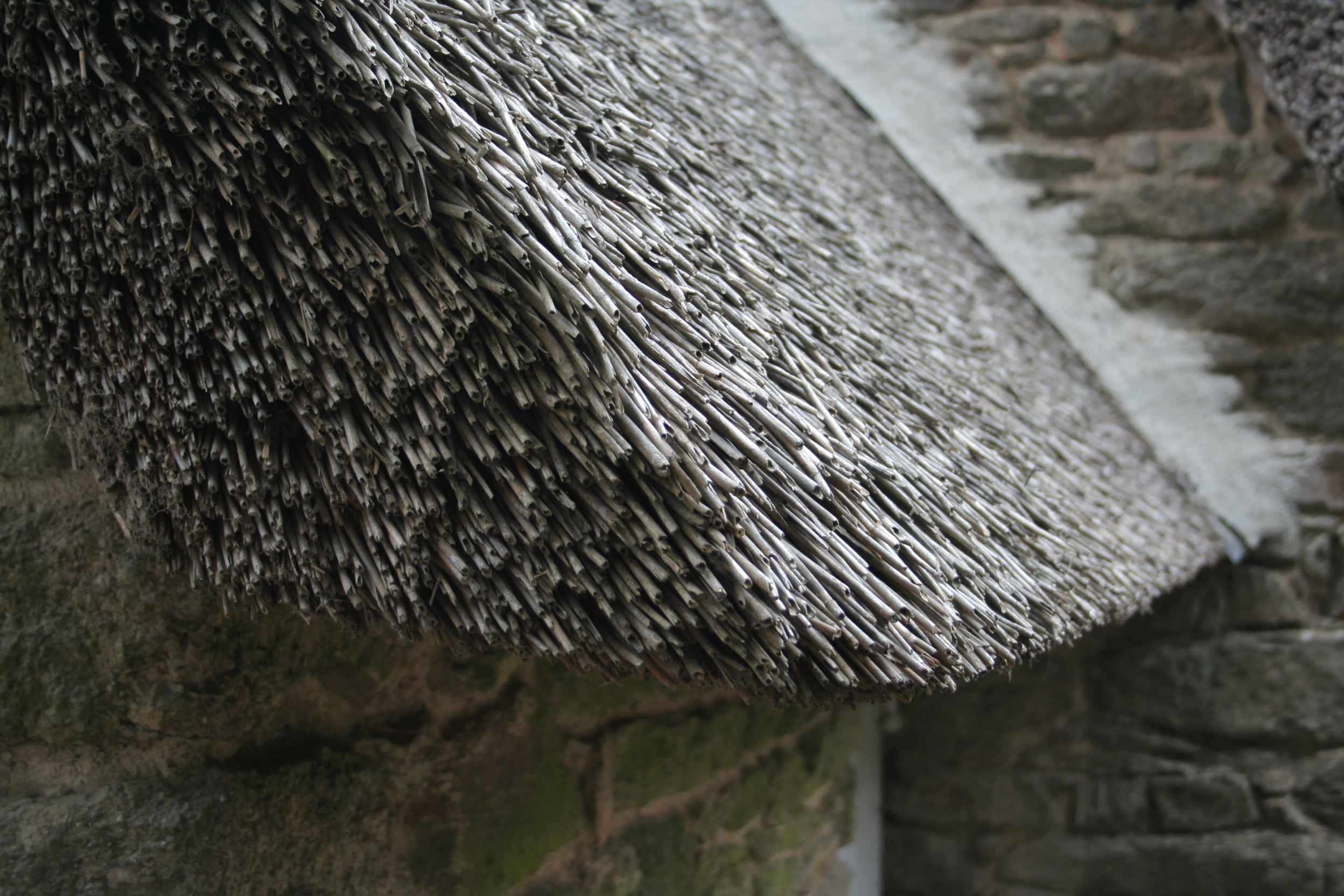
Toit de chaume à Kerhinet.

#### Statistiques actuelles
En 2012, le nombre total de logements dans la commune était de 8 195, alors qu'il était de 6 471 en 1999.
Parmi ces logements, 81,8 % étaient des résidences principales, 13,7 % des résidences secondaires et 4,5 % des logements vacants. Ces logements étaient pour 75,7 % d'entre eux des maisons individuelles et pour 21,9 % des appartements.
La proportion des résidences principales, propriétés de leurs occupants était de 68,9 %, en décroissance par rapport à 2007 (72,7 %). La part de logements HLM loués vides était de 6,7 % contre 5,6 %, leur nombre étant en forte croissance, 447 contre 347.
Des statistiques précédentes, il ressort que l'habitat en 2012 est essentiellement individuel, et que les immeubles collectifs sont une minorité.

### Projets d'aménagement
La ZPPAUP règlemente les projets d’aménagement d’un grand nombre de quartiers. Le document de référence cite ainsi Progalais, la ZAC Villeneuve, les salorges de Pradel, le quartier Versailles — prévu pour accueillir le développement de la zone hospitalière —, le quartier Bout de la Rue— privilégiant l’habitat pavillonnaire —, Kerbrénezé à Mouzac, le nord de Saillé et l’extension du lotissement de Bissin.
Le plan local d’urbanisme (PLU) de la localité a été entériné le 7 février 2006 par le conseil municipal qui l'a modifié le 9 décembre 2013. Il inclut un plan d’aménagement et de développement durables (PADD) discuté en conseil municipal le 19 octobre 2015. Il tient compte du développement urbain de la commune, inscrite dans une zone à fort potentiel historique et patrimonial, paysager et environnemental.
Guérande s’est développée dans des espaces agricoles et naturels dont 21 ha ont été urbanisés entre 1999 et 2009.
Les propositions du PADD tiennent compte de la présence de trois sites du réseau Natura 2000 sur le territoire de la commune, les « marais salants de Guérande, traicts du Croisic et dunes de Pen-Bron », les « marais du Mès, baie et dunes de Pont-Mahé, étang du Pont de Fer » et la « Grande Brière et marais de Donge ».
Elles intègrent également les contraintes liées à l’existence de deux schéma d'aménagement et de gestion des eaux (SAGE), « Estuaire de la Loire » et « Vilaine », ainsi que la position de château d’eau qu’exerce la commune sur la région.
Les solutions proposées qui résultent des contraintes ci-dessus exposées visent à réduire la surface globale des zones constructibles définies par le PLU de 2006, augmenter la densification et le renouvellement urbain et recommander une densité moyenne de 25 logements par ha pour les nouvelles opérations immobilières.
Deux zones reçoivent en particulier l'attention du PADD, les terres du coteau guérandais et du plateau turballais concernées par le plan espace agricole pérenne (PEAN) et les parties de l'espace déjà urbanisé qui pourraient faire l'objet d'une densification supplémentaire.
Les dispositions de la loi relative à l'aménagement, la protection et la mise en valeur du littoral de 1986 s’appliquent également aux plans de développement de la localité.
Le PADD tient compte, de surcroît, du rôle de plateforme d'échanges routiers que joue la localité au sein de la presqu'île, qui rassemble plusieurs centres scolaires et médicaux, et représente un point de passage important des déplacements touristiques. Il accompagne donc la redéfinition des axes de circulations urbains ou péri-urbains.
L’objectif affiché est la création de 1 800 logements sur 12 années, soit 150 logements annuels, croissance cohérente avec celle des 50 dernières années qui a vu le parc immobilier croître de près de 8 000 logements.
Le centre-ville, longtemps constitué du noyau d’origine médiéval dans son enceinte urbaine, est confronté à un déplacement progressif vers le nord et l’est, qui s’accompagne d’une mutation économique orientée vers le commerce saisonnier et d’un nombre croissant de logements vacants. Ce constat a amené les auteurs du PADD à proposer de réaffirmer le caractère résidentiel du centre-ville. Pour ce faire, il propose de revaloriser les espaces publics de la ville close, d’y favoriser l’implantation de commerces de proximité et de développer les capacités de stationnement proches du centre-ville.
Les villages, en particulier ceux des marais et du coteau, et les activités agricoles et salicoles présentent des enjeux environnementaux et paysagers dont le PADD a dû tenir compte, afin de maintenir l’équilibre entre préoccupations résidentielles, agricoles et écologiques. Outre l’organisation du développement de Saillé, une des solutions imaginée est la création ou la relocalisation de dépendances ou de sièges agricoles regroupés en villages nouveaux intégrés au paysage et non éparpillés.

### Voies de communication et transport

#### Anciennes voies de communication et arrivée du chemin de fer
Au début du XIXe siècle l’état des routes et des chemins de la commune est désastreux. Les pouvoirs publics initient alors un vaste programme d’amélioration du réseau routier départemental. Le décret du 7 janvier 1813 concrétise cette volonté par le classement en route départementale no 9 de la portion Guérande - La Roche-Bernard de la route royale de Bordeaux à Brest ; l’ancienne voie reliant Le Croisic, Guérande et Nantes, via Saint-Nazaire devient quant à elle la route départementale no 8 de Nantes au Croisic.
Ces deux axes principaux vont servir au développement d’un réseau de chemins vicinaux, décidé par la loi du 21 mai 1836 ; la gestion des chemins dits de grande communication relève des pouvoirs du préfet et des fonds départementaux, les autres demeurant à la charge de la commune. En 1854, deux chemins de grande communication relient Guérande à sa périphérie ; le chemin no 51 qui mène à La Chapelle-des-Marais et le chemin no 52 qui joint Guérande à Tréhiguier, un village de Pénestin ; à ceux-ci s’ajoutent une vingtaine de chemins vicinaux.
Deux changements importants vont durablement marquer la deuxième moitié du XIXe siècle et le début du siècle suivant ; il s’agit d’une part de l'aménagement des routes salicoles dès 1866 et d'autre part de la connexion au réseau ferré en 1879.
Les autorités centrales prennent en compte les difficultés économiques de l’activité salicole cristallisées dans la seconde partie du XIXe siècle en tentant de réduire les coûts d’acheminement par voie terrestre. Le projet initial datant de 1866 prévoit la création de 14,3 km de routes nouvelles, dont six voies désenclavant le bassin de Guérande ; il affiche l’ambition de réduire jusqu’à 40 % le coût du sel produit entre La Turballe, Saillé et Kervalet.
Le projet définitif ne retient que trois des voies ; il est déclaré d’utilité publique en 1867 et achevé en 1873. Les routes construites mènent de Saillé au pont de Sillemé — 2,8 km de voie traversés par 28 aqueducs et empruntant deux ponts —, de Kervalet à Quéniquen (village de Guérande) — 5,8 km de route comprenant 56 aqueducs et dix ponts — et de Quéniquen à La Turballe sur 5,2 km nécessitant quatre ponts. Les empierrements sont réalisés avec des matériaux provenant de carrières locales — Saillé, Kervalet, Quéniquen, Toullan et Trescalan — afin de réduire les coûts liés à leur acheminement.
Une loi de 1842 prévoit l’établissement d’une ligne de chemin de fer « de Paris à l’océan par Tours et Nantes » ; la liaison de Nantes à Saint-Nazaire est ouverte par la Compagnie du chemin de fer de Paris à Orléans le 10 août 1857. Après la déclaration d'utilité publique du 19 juin 1868, la ligne de Saint-Nazaire au Croisic et son embranchement de La Baule-Escoublac à Guérande sont inaugurés le 11 mai 1879. Le long des 6,1 km parcourus quotidiennement par des trains mixtes de voyageurs et de marchandises, deux ponts métalliques et neuf passages à niveau rythment le tracé d’Escoublac à Guérande.
La gare de Guérande est construite suivant les plans dessinés en 1877 par Marie-Antoine de La Perrière et est édifiée à l'extérieur des remparts, au nord de la porte vannetaise. Inaugurée par le ministre des travaux publics le même jour que l’embranchement d’Escoublac, elle est aménagée par la suite, avec la construction avant 1881 de halles destinées à l'expédition du poisson.
Un projet de ligne d’intérêt local est entériné en mars 1904 ; longue de 33 916 mètres, la voie mène de Guérande à Herbignac, et dessert la Turballe, Piriac, Quimiac, Mesquer et Saint-Molf. Cette ligne est exploitée de juillet 1907 à mai 1940 et est à l’origine d’un nouveau quartier de Guérande, le faubourg Sainte-Anne.
La gare de Guérande est définitivement fermée le 30 septembre 1990 ; elle est déclassée le 22 février 1991, puis la voie est déposée.

La gare de Guérande vers 1900.
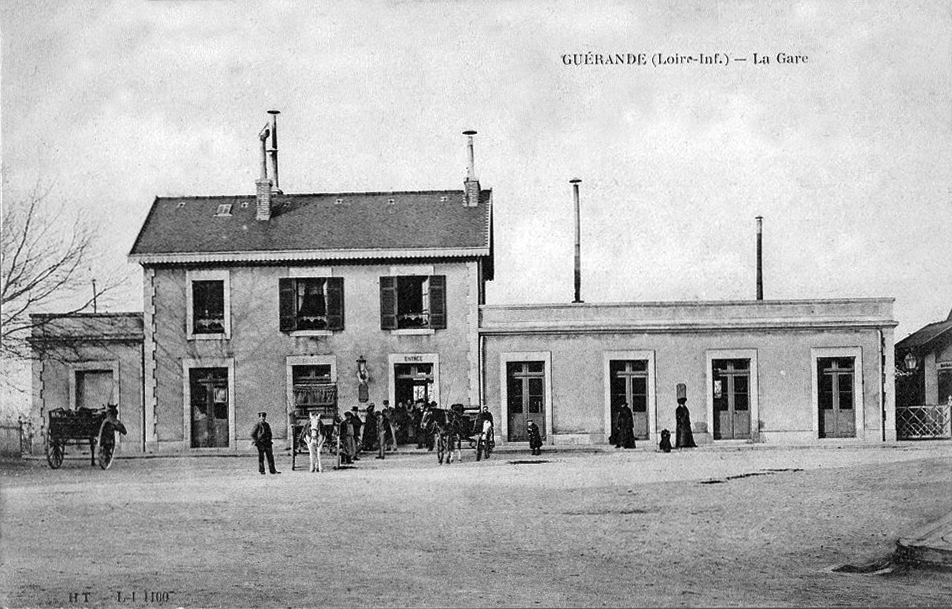
Le bâtiment voyageurs de la gare de Guérande.
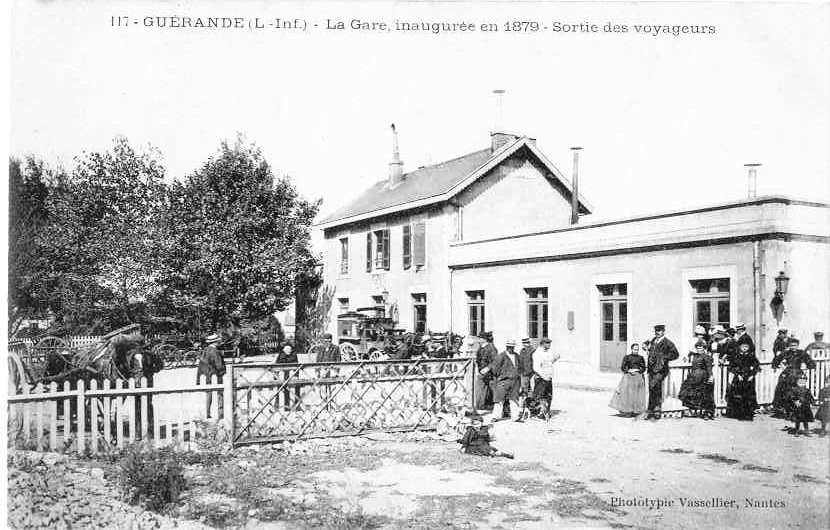
La sortie des voyageurs.

#### Voies de communication et transports actuels

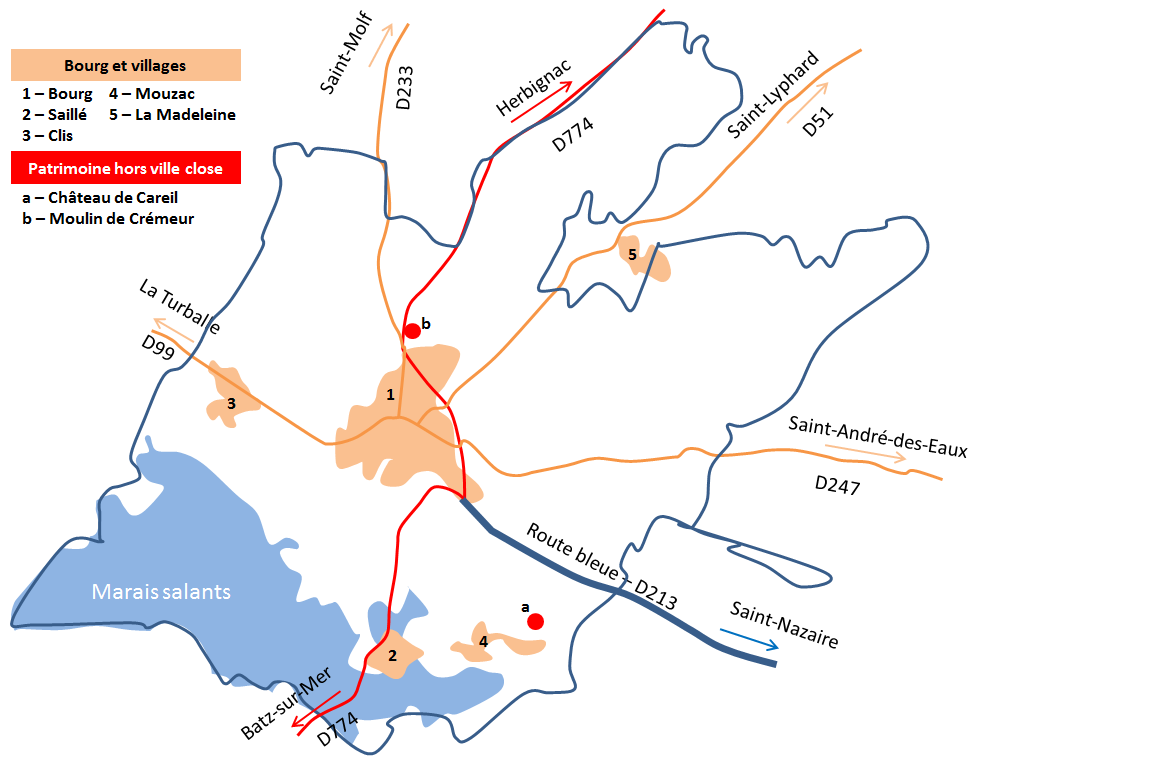
Voies de communication actuelles.

La route départementale 213 (RD 213), surnommée la Route bleue, est une route touristique, qui, au départ de Guérande mène aux Moutiers-en-Retz ; elle relie Guérande au bassin économique de Nantes - Saint-Nazaire.
Rejoignant le centre-ville, plusieurs départementales traversent la Route bleue ; la RD 233 mène à Saint-Molf, au nord de Guérande ; la RD 51 se dirige vers Saint-Lyphard, au nord-est ; la RD 247 rejoint Saint-André-des-Eaux à l'est ; la RD 774a atteint la presqu'île de Guérande après avoir traversé les marais salants et Saillé au sud ; enfin la RD 99 aboutit à La Turballe, après être passée par Clis au nord-ouest.
La route départementale 774 (RD 774), via Herbignac, joint Guérande au Morbihan en se connectant sur la route nationale 165 (RN 165) qui mène de Nantes à Vannes.
Guérande était auparavant desservie par les autocars départementaux du réseau Lila, géré par le conseil départemental de la Loire-Atlantique. Depuis la rentrée 2015, le réseau Lila Presqu'île remplace le réseau Lila à Guérande et dans toute la presqu'île Guérandaise. Les lignes 1 (Guérande - La Baule), 2 (Herbignac - Saint-Lyphard - Guérande - Saint-Nazaire), 4 (Piriac - La Turballe - Guérande - La Baule), 5 (Le Croisic - Batz-sur-Mer - Guérande), 7 (Pénestin - Assérac - Saint-Molf - Guérande) et 9 (Mesquer - Guérande) possèdent des arrêts situés sur le territoire de la commune.
En outre, la ligne 10, sous le nom de Ty'Gwen, est une navette interne à Guérande.
La commune est également traversée par un itinéraire cyclable, baptisé Vélocéan, qui emprunte le littoral atlantique dans le département de la Loire-Atlantique. Guérande est desservie par 4 parcours du réseau. L’office du tourisme propose en outre un parcours pour piétons et cycles de 10 km entre Guérande et Saillé. Un réseau de pistes cyclables a également été développé dans le centre-ville.

### Risques naturels
En conséquence de la tempête Xynthia, ayant frappé la façade atlantique locale les 27 et 28 février 2010 et reconnue catastrophe naturelle par arrêté interministériel en date du 11 mars 2010, les pouvoirs publics ont été amenés à définir et intensifier la mise en place de plans de prévention des risques littoraux (PPRL).
Une étude portant sur les risques de submersion marine et d’érosion côtière est à l’origine du PPRL de la presqu’île guérandaise et de Saint-Nazaire, prescrit le 14 février 2011 par arrêté préfectoral,.
Le territoire de la commune a fait l’objet d’arrêtés ayant porté reconnaissance de l’état de catastrophe naturelle ou technologique à plusieurs reprises depuis 1995, essentiellement en raison d’inondations et de coulées de boue. C’est le cas des arrêtés du 28 juillet 1995, couvrant la période du 17 au 31 janvier 1995 ; du 19 mars 2000, pour des événements survenus entre les 22 et 24 octobre 1999 ; du 30 décembre 1999 pour les tempêtes de la période du 25 au 29 décembre 1999 ; du 13 mars 2010 pour la tempête Xynthia.
Guérande est située dans une zone sismique à aléa modéré, classée de niveau 3 sur une échelle de 1 à 5.
Au chapitre des risques technologiques, Guérande, à l’instar de Piriac-sur-Mer, La Turballe et La Baule-Escoublac, est située sur le trajet emprunté par le pipeline transportant des hydrocarbures et exploité par la société française Donges - Metz (SFDM) installée à Piriac-sur-Mer.

## Toponymie

### Étymologie deGuérande
Les formes connues du toponyme Guérande sont postérieures à la première moitié du IXe siècle et proviennent, du IXe au XIIe siècle, du cartulaire de Redon. Le toponyme suit l’évolution de la langue bretonne depuis la forme vieille bretonne Uuenrann et ses variantes, devenue Guerran en moyen breton et évoluant en Gwenrann ou Gwerrann en breton moderne. La forme connue à Batz-sur-Mer au XVIIIe siècle, Uereñn, est inattendue, parce que, selon Gildas Buron « l’évolution de uu- en gu- ou gw- a bien eu lieu dans cette zone ; on disait par exemple gun, [blanc] et guenek, [pâle] ».
La traduction littérale de Uuenrann, ou Guérande à l’époque contemporaine, est « parcelle blanche », sans que cette stricte interprétation n’indique de façon immédiate l’intention ou la motivation qui a présidé à son adoption. Le cheminement qui aboutit à la forme adoptée en français à partir du breton, de même que la justification de la forme dialectale batzienne Uereñn, ont également fait l’objet d’études.
Certains auteurs, comme Alain Gallicé, Jean-Yves Le Moing ou Noël-Yves Tonnerre, ont cherché des origines pré-bretonnes, c’est-à-dire gauloises, au toponyme Guérande, le rapprochant du Vindo-Randa gaulois, « terre en friche ou en réserve ». Cette conjecture ne rencontre aucune confirmation de terrain, par la toponymie ou la microtoponymie connue ; elle ne résiste pas non plus à l’analyse portée sur l’hypothèse d’un lieu de peuplement gaulois dénommé « terre en friche ». Ceci conduit les auteurs de la fin du XXe siècle à considérer que l’origine du toponyme Guérande commence avec le breton.

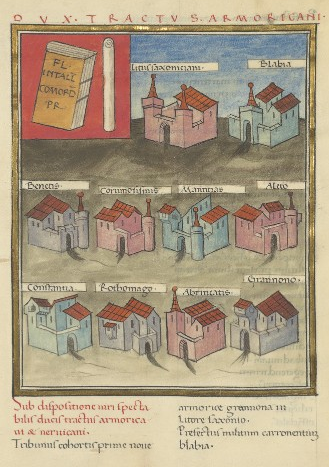
Miniature par Peronet Lamy d'une copie du XVe siècle de la Notitia dignitatum, en bas à droite : Grannona du Tractus Armocani. BNF, Lat.9661, f.139r.

Dès 1894, Léon Maître suggère que la « parcelle blanche » porte ce nom « par allusion aux produits blancs des salines […] dont les mulons de sel rayonnaient déjà dans la plaine salée » depuis le VIe siècle. Son objectif est alors de démontrer que la Grannona de la Notitia dignitatum et Guérande ne forment qu’une et même station. L’interprétation de rann découlant du breton moderne rannvro — « division de pays, comté, région » — est anachronique et donc fautive,.
Cette interprétation est restée populaire au XXIe siècle, véhiculant une image à but commercial de la culture régionale.
En 854, Werran — ecclesia qui dictum Werran ante sanctum altare in quo habentur reliquæ Sancti Albini — désigne une église et une paroisse, notions éloignées de celles de « région » ou de « pays ». Les sarcophages exhumés en 1899 lors de fouilles de la collégiale Saint-Aubin ont révélé des sépultures vraisemblablement romanes, ligériennes ou poitevines. En conséquence, en l’absence de découvertes sur l’existence en ce lieu d’un vicus — petite agglomération de paysans libres — Guérande semble avoir été développée par les Bretons aux abords d'un sanctuaire et d’un cimetière accueillant, et ce dès le premier quart du VIIe siècle, un ouvrage recélant les reliques de saint Aubin.
Les informations apportées par l’acte signé le 5 février 870 — in campo ante æcclesiam Uuenrann — montrent l'importance de l’église et non d’un village conséquent, où du reste, l’évêque ne réside pas. Mais, en tout état de cause, l’existence de cette église et de ce cimetière défie l’interprétation par une notion gauloise de « friches » de uuen, contenue dans Uuenrann, et affirme une acception religieuse proche de « champ béni, consacré » ou de « parcelle bienheureuse ».
Une saga nordique attribuée à Snorri Sturluson mentionne la destruction de Guérande par le Norvégien Olaf Haraldsson, de retour d’Espagne entre 1014 et 1019.
Notre roi, dont l’épée est rouge de sang,

Maintenant vogue vers le Nord

Avec des lances brillantes,

Et il remonte la Loire étincelante.

Loin de la mer de la côte poitevine

La ville qui est appelée Varrande

Fut brûlée par l’armée des Normands.
— Óláfs saga helga.[Lequel ?]
La prononciation retenue dans le poème est celle en vigueur au XIe siècle, alors que les faits décrits sont postérieurs de près de deux siècles. Il semble donc que les Norvégiens aient appris sur place la forme Varrandi, probablement à Batz. Le dialecte batzien présente en effet des prononciations proches de la forme bretonne modifiée, et peut expliquer comment le groupe consonantique -nn a abouti en -nd, évolution qui n'a jamais été constatée en breton.
Le dialecte de Batz-sur-Mer retient Uereñn, au moins jusqu’en 1872, pour le toponyme Guérande, alors que le rayonnement du sel local a porté, dès le IXe siècle, le terme gùêran — « saunier » — en vannetais, c'est-à-dire que l'évolution u- ou uu- en gu- a déjà eu lieu. Gildas Buron et Guenael Leduc, considérant que la préservation de la forme ancienne ne peut à l’évidence trouver son origine au sein des communautés bretonnantes locales, en déduisent qu’elle est de nature étrangère et que « la forme Uereñn qui représente exactement la forme ancienne, antérieure à l'évolution uu- > gu-, a été empruntée aux bretonnants du Pays de Guérande par une population germanophone qui vivait sur place. Et il faut en conclure que les habitants de Batz au Haut Moyen Âge n'étaient pas des Bretons, mais plutôt des germanophones, descendants probables des […] Saxons de la Basse-Loire britonnisés par la suite »,. Cette hypothèse est renforcée par la transformation du uu- en v, illustrée par la saga norroise.
La forme française a été empruntée par les romanophones au breton, au sein duquel les formes Guerran et Guerrand coexistent aux XIe et XIIe siècles ; à la fin du XIe siècle, elle adopte une évolution propre par laquelle le gu- a donné g et la prononciation actuelle [ge.ʁɑ̃d] et non [gwɛ.ʁɑ̃d].
Guérande possède aussi un nom en gallo, attesté notamment à Herbignac et dans quelques communes du Morbihan : Gherande (en graphie ABCD) prononcé [ ɟeʁɑ̃n].

### Autres toponymes
Le Mès est un hydronyme récent donné au ruisseau issu de Pondarmes, sans doute inventé en 1853 par Amédée de Francheville pour justifier — fautivement — l’étymologie de Pont-armes ou Pont d’armes en Pont-ar-mes, le « pont sur le mès ».
Mès provient du breton maez, signifiant « champ non clos, ouvert, vaste terre déserte, inhabitée ».
Le dictionnaire topographique d’Henri Quilgars dénombre 17 toponymes guérandais commençant par Mes.
Saillé est mentionné au Moyen Âge sous la forme Villa Saliacum ; le toponyme désigne bien un domaine de production du sel.

## Histoire

### Préhistoire
« Le territoire de Guérande est le vrai champ de manœuvres des archéologues du comté nantais ; champ de bataille aussi quelquefois, mais sur lequel la lutte n’a jamais cessé d’être courtoise […] »

— Pitre de Lisle du Dréneuc, Dictionnaire archéologique de Loire-Inférieure, 1882.
La connaissance de la Préhistoire dans la presqu’île de Guérande ne constitue qu’une image partielle irrémédiablement tronquée, résultant des modifications successives du littoral atlantique local depuis la dernière glaciation,.
Vers 9 500 ans avant notre ère, le climat est boréal et la forêt recouvre les terres émergées. L'océan est alors éloigné d'une quarantaine de kilomètres de la pointe du Croisic.
La presqu'île guérandaise, en incluant les marais de Grande-Brière, contient à elle seule, près de 50 % des monuments mégalithiques subsistants du département de la Loire-Atlantique.
La région de Guérande a en effet été occupée dès la Préhistoire, principalement à partir du Néolithique moyen (Chasséen). De nombreux mégalithes témoignent de l'occupation chasséenne. En 1911 dans son inventaire, Henri Quilgars localise 13 dolmens et 5 menhirs sur le territoire de la commune. Si certains mégalithes signalés posent question, un certain nombre sont avérés, et la majeure partie d'entre eux a disparu, comme la Pierre Beurrée — ou Pierre Bréchet — haute de 3,70 m au Haut Mora. Quelques rares mégalithes ont été identifiés depuis et s'ajoutent à cet inventaire. Aujourd'hui, dans l'inventaire du zonage archéologique de la commune, il est dénombré neuf menhirs, cinq dolmens ou allées couvertes et deux tumuli.
On peut citer parmi ceux existant aujourd'hui le menhir de Bissin (haut de 3,5 m), la pierre de Congor — ou de Saillé, dans le « Clos de la Pierre », encore planté de vignes au début du XXe siècle, et signalé dans le cartulaire de Redon en 854 —, l'habitat préhistorique sur un éperon barré et l'allée couverte ruinée, sur la butte de Sandun, site occupé du Chasséen ancien à l'âge du bronze, le très grand enclos mégalithique de Brétineau situé près de Sandun — ou tertre de Boga, quadrilatère composé d'une centaine de menhirs alignés juxtaposés, certains haut de 2 mètres, aux dimensions impressionnantes (78 × 12 m), en faisant une des plus grandes enceintes mégalithiques d'Europe —, le rocher de Brandu avec un pétroglyphe, le menhir de Kerhué, ou de Quéniquen, et en limite de commune sur Saint-Lyphard, les dolmens de Kerbourg et le menhir de la Pierre Blanche.
Les fouilles du site de Sandun font actuellement référence pour la chronologie du Néolithique atlantique.

Mégalithes de Guérande (sélection).
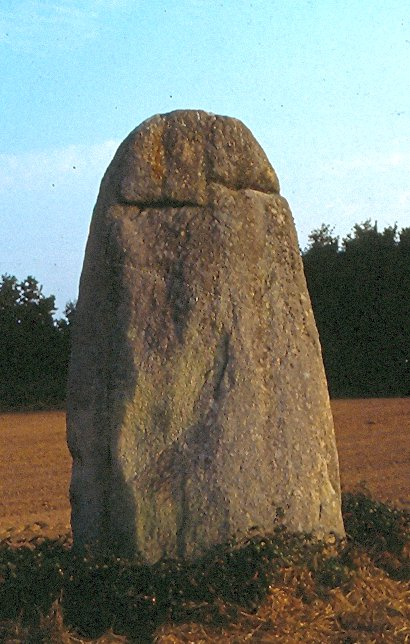
Le menhir de Bissin.
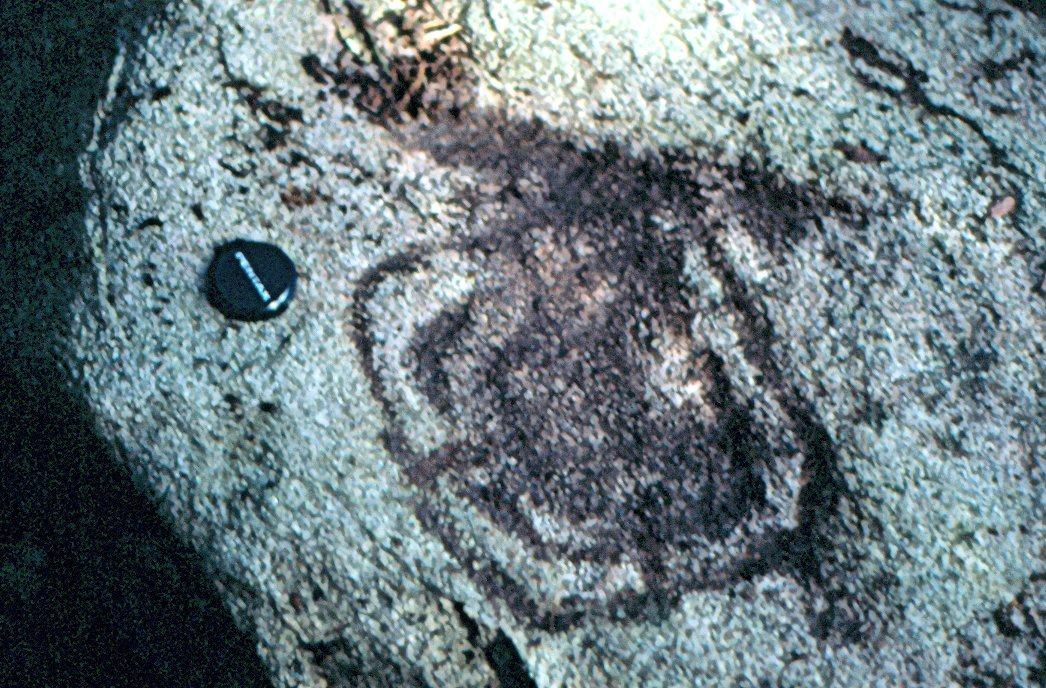
Pétroglyphe sur le rocher de Brandu.
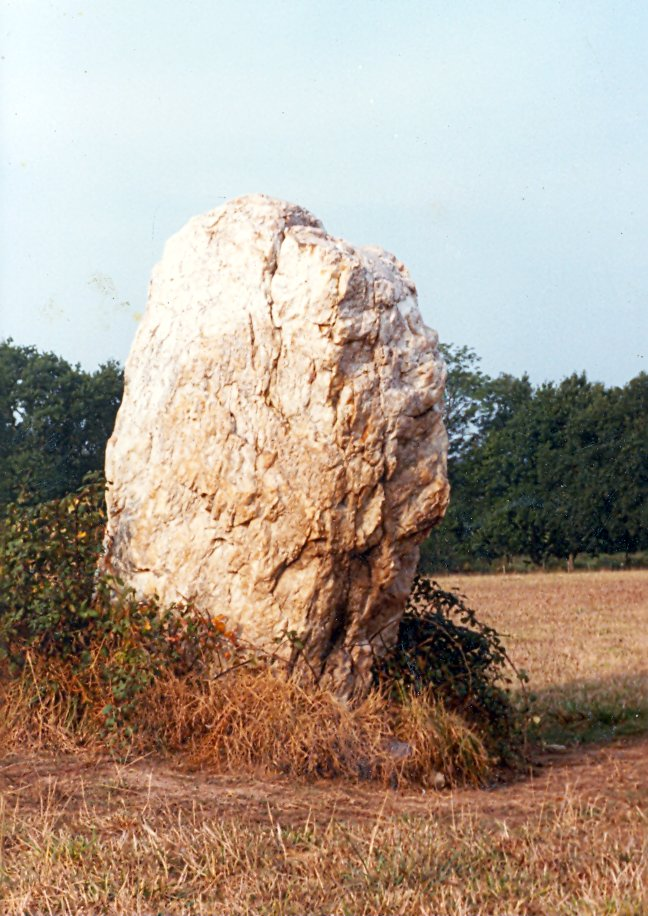
Le menhir de la Pierre Blanche.
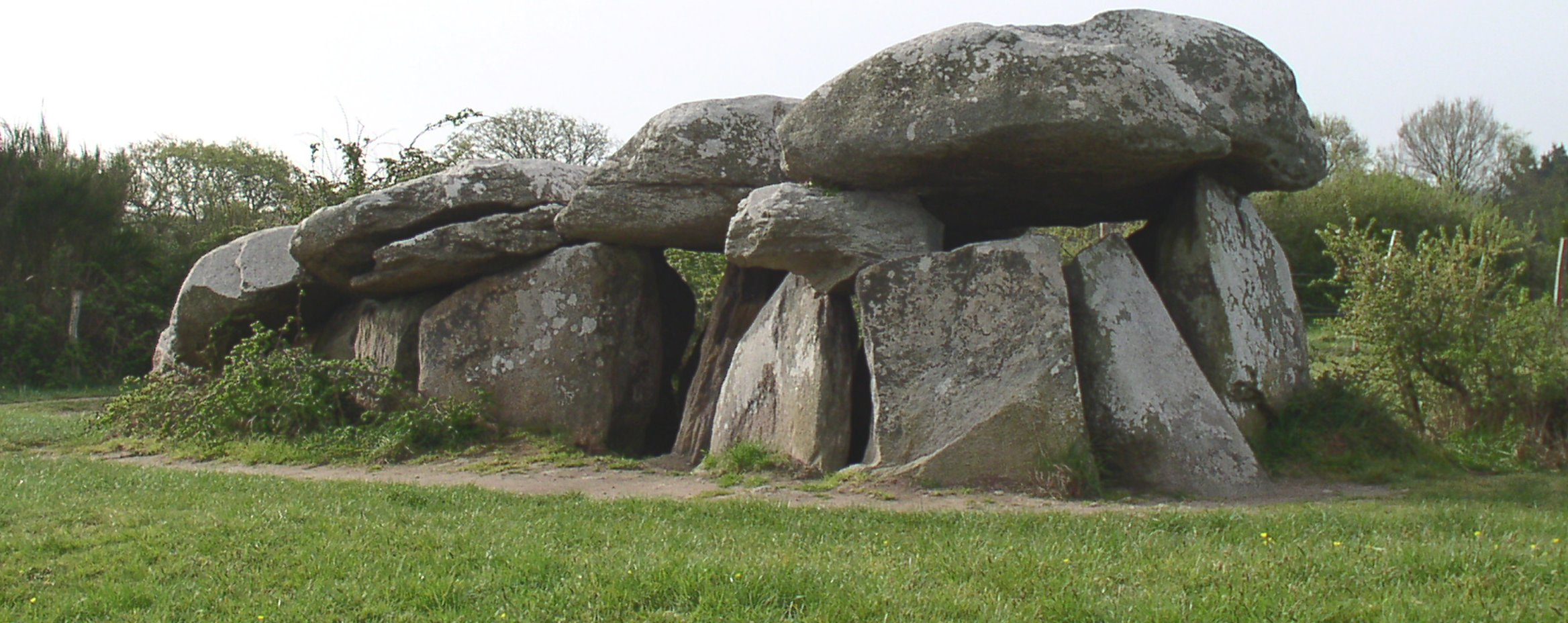
Le dolmen de Kerbourg.
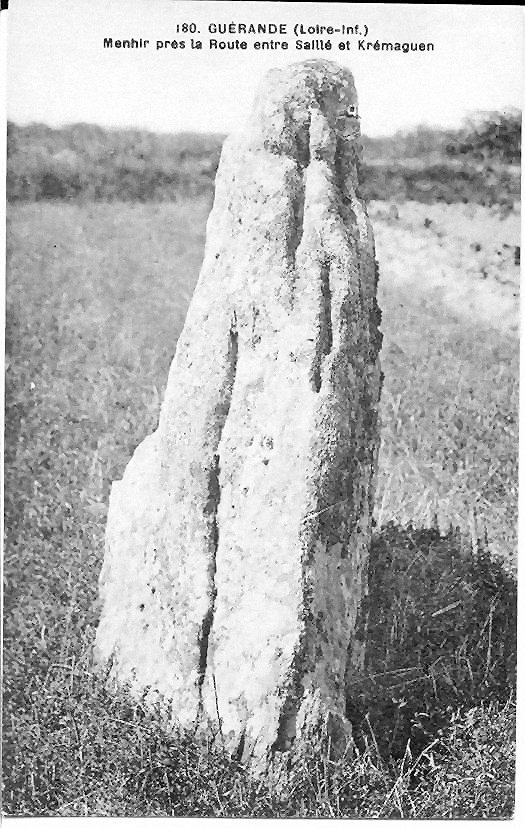
Le menhir de Congor (1904).

### Protohistoire

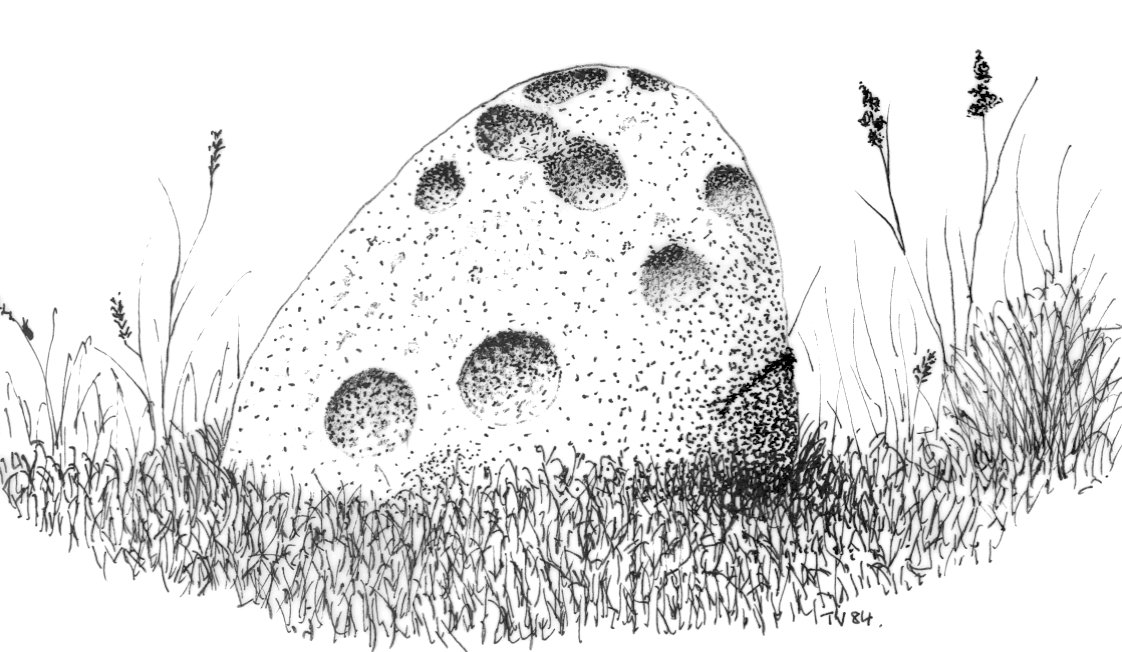
Stèle basse de La Madeleine, période de La Tène.

Des découvertes éparses mais assez abondantes — haches à talon en bronze notamment — indiquent une continuité du peuplement après la fin du Néolithique (Chalcolithique et Campaniforme).
Lors de la construction de la zone d'aménagement concerté (ZAC) de Beaulieu et de la zone industrielle (ZI) de Villejames, une résidence « princière », des habitations, des enclos, et un « temple » — site reconstruit à l'époque romaine et transformé en fanum — ont été mis au jour.
Des fours à sel — de type four à augets — ont été découverts en plusieurs lieux de la région. Ils montrent une première exploitation salicole en presqu'île guérandaise. De l'eau salée et des saumures sont évaporées sur le feu dans des augets — d'où le nom de sel ignigène —, pour produire des pains de sel qui seront ensuite exportés sur de grandes distances.
La cartographie des vestiges de la période de La Tène montre une forte densité d’activités au sud-est, à l’est et au nord-est de la cité close, coïncidant d'ailleurs aux enclos ayant également révélé des vestiges de l’âge de Fer.
Il n’existe pas de fouille réalisée avant le début du XXIe siècle dans des sites datés de La Tène qui n’ait révélé d’activité salicole. Il s’agit d’une constante qui se perpétue depuis le premier âge du Fer, mise en évidence par la découverte et l’analyse de briquetages, d’augets ou d’aires de chauffe.
Plusieurs petits gisements d'étain et de plomb sont aussi exploités dès cette époque dans la presqu'île — notamment à Batz-sur-Mer, à Crossac et autour de Donges, l'étain alluvionnaire à Pénestin ou à Piriac a pu aussi être exploité — pour la fabrication du bronze et des ports d'exportation de ce métal sont signalés dans l'estuaire de la Loire par les géographes grecs : Strabon parle de Corbilo et Ptolémée d'Alexandrie de Brivates Portus, mais leurs positions actuelles sont purement conjecturales (Donges, Saint-Nazaire, Penhoët, Clis).

### Antiquité

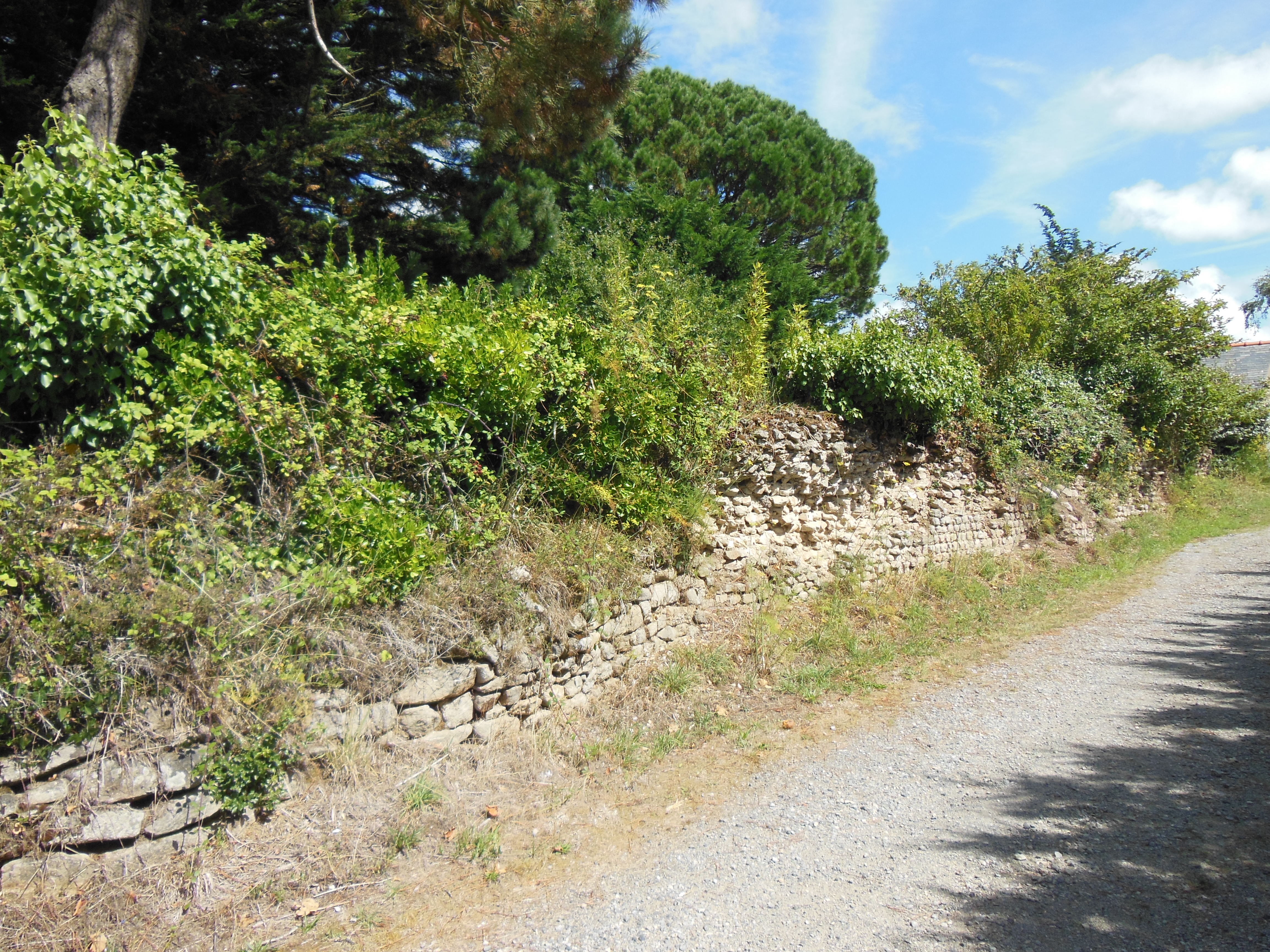
Vestiges d'un mur dit gallo-romain au Requer, village de Clis.

L'appartenance de la région de Guérande à la cité des Namnètes, qui a Nantes — Portus Condevicnum — pour capitale, est avérée. La presqu’île est proche du territoire vénète, sous le contrôle de Vannes, Darioritum ; elle commerce également avec les Pictons du pays de Retz au sud de la Loire. Très tôt, donc, le pays de Guérande jouit d’une position économique stratégique, plus évidente encore à l’époque carolingienne.
Selon les travaux archéologiques disponibles au début du XXIe siècle, Guérande semble disposer, à l’aube de notre ère, de deux pôles habités importants, l’un ayant Clis pour noyau et l’autre Beaulieu, un quartier à la périphérie nord-est de la ville close. L’étude montre un habitat diffus autour de Clis, sur un territoire d'une dizaine de kilomètres carrés. On ne sait néanmoins pas s’il s’agit du grand domaine foncier d’une pars urbana ou bien d'une partie d’un vicus ou d’une concentration urbaine plus importante.
Le site de Beaulieu a révélé une concentration d’habitats correspondant au Ier siècle, avec des fours, des puits et des éléments de voirie et de drainage qui sont la marque d'une agglomération organisée d'une période de transition entre la fin de La Tène et l’époque augustienne.
Les deux sites semblent avoir eu des fonctions et une histoire différentes. Clis, orientée vers des activités maritimes, n’a pas encore révélé une activité gallo-romaine, à la différence de Beaulieu.
L’étude du réseau viaire ne démontre pas l’existence de voies romaines, utilisant peu ou prou un système de communication plus ancien. Le seul axe impérial avéré localement est constitué par la voie de Nantes à Vannes, passant très au nord du territoire observé. À Guérande, on n’a identifié que les voies urbaines gauloises de Beaulieu et le tronçon de Bréhadour.
L’observation des vestiges datant de la période gallo-romaine n'a pas encore révélé le passage à la technologie solaire de l’exploitation salicole — évaporation naturelle de l’eau par l’action du soleil provoquant la cristallisation du sel, plutôt que par la montée en chaleur artificielle —, alors qu’elle est déjà utilisée par les Romains dans leurs salines italiennes de Barletta ou portugaises de Setúbal.
Le coteau de Guérande et son arrière-pays sont densément occupés aux IIe et IIIe siècles par de grandes exploitations agricoles (villae). Une forte densité de constructions a notamment été découverte à Clis au XIXe siècle où un ensemble monumental à abside de 67 m sur 49,50 m a été fouillé par Léon Maître. Un mur en pus incertum haut d'un mètre, et long d'une dizaine, est encore visible aujourd'hui entre Clis et Maisons-Brûlées,.
En revanche, les fouilles restent muettes pour la période qui s’étend du IVe siècle jusqu’au VIe siècle.

« À partir du IVe siècle, des hordes barbares, dont l’histoire n’a même pas conservé le nom, ravagèrent notre pays guérandais, comme toute la Gaule. Les villas romaines furent pillées et brûlées, les habitants massacrés, et une ère de misère et de désastre régna pendant près de 250 ans sur notre pays. »

— Henri Quilgars, Petite histoire du pays et de la ville de Guérande, 1922.

### Moyen Âge

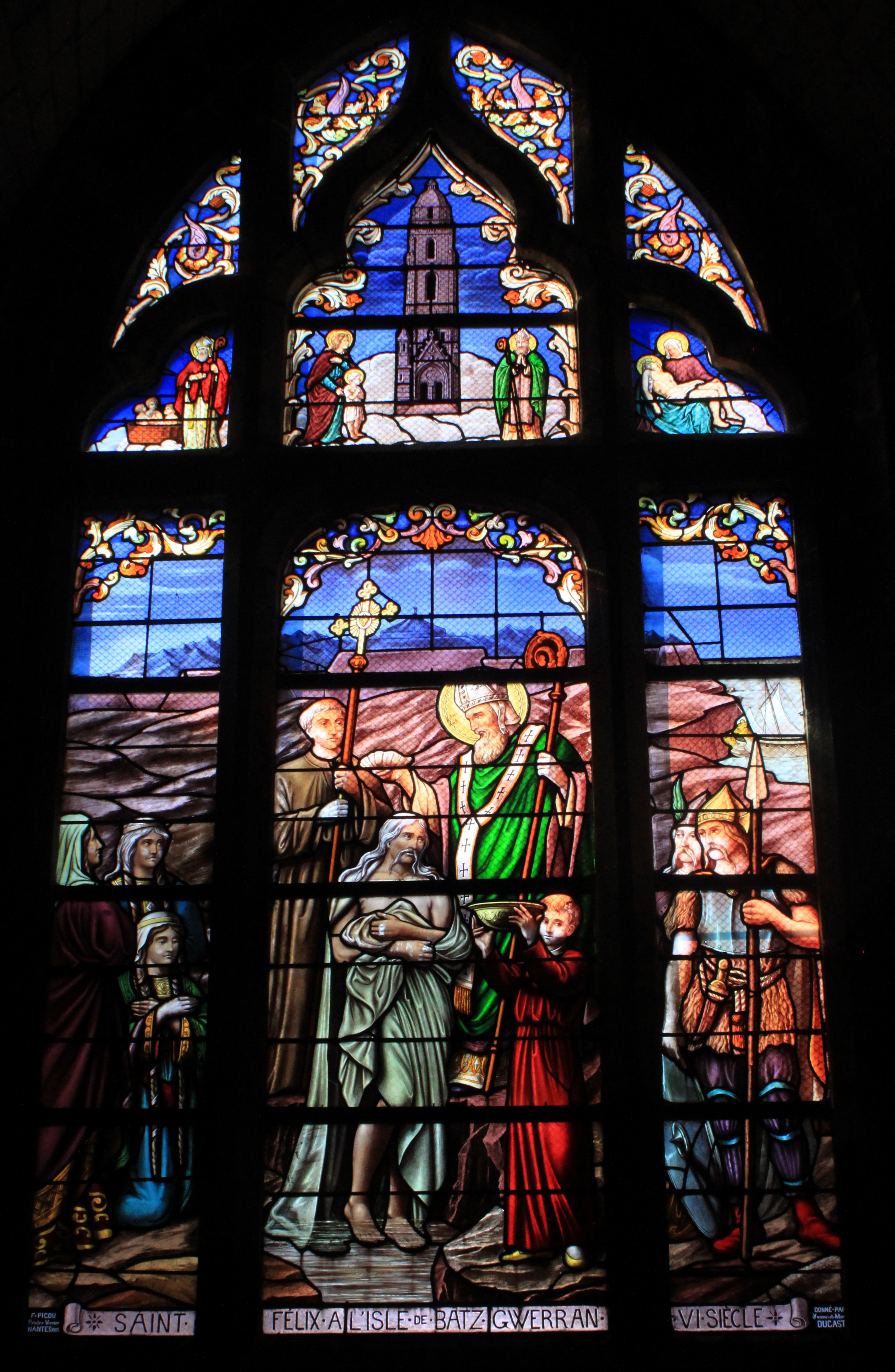
.Félix de Nantes, vitrail de l'église Saint-Guénolé de Batz-sur-Mer.

Le christianisme apparu dans la seconde moitié du IVe siècle en pays guérandais, se renforce durant le ministère de l’évêque Félix de Nantes, entre 549 et 582. Les premiers éléments avérés de l’existence de la ville actuelle datent de cette période. Les sarcophages en calcaire coquillier, découverts par Léon Maître en 1899 dans l’axe de la collégiale Saint-Aubin de Guérande, attestent que la cité a été créée dans une zone gallo-franque et non bretonne comme le soutient Henri Quilgars,,. Selon Alain Gallicé, s’appuyant sur les écrits de l’Anonyme de Ravenne, Guérande est une « paroisse primitive [qui] devait englober les communes actuelles de Batz, Le Pouliguen, Le Croisic — qui au Moyen Âge ne forment qu’une paroisse —, Saint-Lyphard et vraisemblablement Saint-Molf et Mesquer ».
La présence de cette paroisse permet de déduire l’existence préalable d’un vicus, dès les VIIe et VIIIe siècles, autour d'un édifice recélant les reliques de saint Aubin.
La fin du VIe siècle est marquée par l'immigration bretonne au delà de la Vilaine. Les relations entre Bretons et Francs se dégradent après 558, lorsque Chramn s'allie au comte des Bretons Chonobre contre son père Clotaire Ier, puis de nouveau en 578 lorsque le comte Waroch prend le pouvoir en pays guérandais et à l’est du Vannetais, semant de surcroît l’insécurité dans les pays rennais et nantais. Le pays guérandais devient alors bretonnant, mais demeure sous la domination des Mérovingiens, alors que le pouvoir breton reste contenu au nord de la Vilaine. Jean-Yves le Moing estime à 70,9 % le taux de toponymes d'origine bretonne sur la commune de Guérande. Cette période est également marquée par une modification importante des paysages, la mer pénétrant en Brière méridionale par suite de la transgression marine ; les inondations se font alors plus fréquentes lors des hautes mers, les eaux de ruissellement s’évacuent difficilement, perturbant la circulation. C’est également de cette époque que date l’apparition de la technologie dite « solaire » dans l’exploitation des marais salants, induisant une accélération du développement économique local et, en parallèle, une croissance démographique importante. « Le système [d’exploitation solaire] guérandais, tout en présentant de grandes similitudes avec celui des marais de Venise disparus à la fin du Moyen Âge, a été développé par les Bretons et ne s’est guère modifié depuis le IXe siècle ».
Alors que le pouvoir franc s’exerce en Bretagne à la fin du VIIIe siècle et que Charlemagne fait de Nantes la capitale de la Marche de Bretagne, l’Empire est menacé à l’ouest par la réaction ombrageuse de Nominoë à la réception, en 831, d'un missaticum — ordre d'inspection de l’empereur, qui envoie des missi dominici contrôler l’administration locale —, qui donne lieu à des escarmouches. Guérande fait alors partie, semble-t-il, du comté nantais, mais la mort en 843 de Renaud d'Herbauges, commandant de la marche comprenant l’embouchure de la Loire, exacerbe les velléités de Nominoë. Le récit des Miracles de Saint Aubin d'Angers place indique que le pays de Guérande relève du territoire vannetais. Le pays guérandais conserve durant cette période sa mixité de langage, breton et bas latin. Guérande devient le siège éphémère d'un "presqu'évêché", lorsqu'Actard, ancien opposant au roi Erispoë, reprend sa charge d'évêque de Nantes en 851 avec l'accord de ce dernier. Le remplaçant d'Actard, Gislard, un fidèle de Nominoë, se réfugie alors à Guérande, conservant la juridiction épiscopale sur un territoire situé entre l'Erdre, le Semnon et la Vilaine, préfigurant l'archidiaconé de La Mée.
Le IXe siècle est marqué par les invasions normandes. Après des raids ponctuels — Nantes est prise en 843 et en 853 à partir de positions batziennes —, les Vikings s’installent durablement en pays guérandais. Les dissensions entre chefs bretons entretiennent la confusion, malgré un répit sous le règne d’Alain Ier. La période qui s’étend de 907 à 937 est caractérisée par une tentative de colonisation viking et un éphémère État normand se constitue jusqu’à ce qu’Alain Barbetorte chasse les Scandinaves de Nantes en 937 et instaure le duché de Bretagne. D’autres raids vikings sont signalés dans la seconde moitié du Xe siècle.
L'an mil voit un comte de Nantes affaibli perdre de son pouvoir face à des châtellenies — dont celle de La Roche-Bernard, qui dispose de revenus dans le pays de Guérande — qui s’affirment. Le XIe siècle consacre le rattachement du pays guérandais au diocèse de Nantes, alors qu’au IXe siècle « les comtes de Vannes étaient possessionnés dans la région ».
Des vicaires carolingiens, représentant le pouvoir ducal, sont mentionnés à Guérande de 1064 à 1147. En 1158, Henri II Plantagenêt devient sénéchal de Bretagne et obtient le comté nantais ; l’abbaye de Redon se voit alors confortée dans ses possessions guérandaises.
Un premier acte, datant de 1206, fait mention du « bourg de Guérande », sans doute partie du domaine royal ; il s’agit semble-t-il d’un bourg monastique, la présence monacale étant censée décourager les réactions des seigneurs locaux qui se sentent spoliés par la création d’un centre économique et urbain en dehors de leur juridiction.
Au XIIIe siècle, Guérande se situe dans le bailliage de Nantes et, durant la première moitié du siècle, un sénéchal est installé dans la paroisse. Ce sénéchal particulier disparaît, remplacé par un sénéchal de Nantes à partir de 1265, dans un effort de centralisation du duché. Néanmoins, des receveurs, des prévôts, des juges et des sergents demeurent en propre dans le pays guérandais. Au début du XIVe siècle, la famille des Montforts se retrouve à la tête du domaine ducal de Guérande, dont Jean de Montfort, fils de Yolande de Dreux, qui est le futur duc de Bretagne.
Guérande est alors une ville prospère ; la lecture des plus anciens rôles fiscaux du duché montre qu’en 1265 - 1267, le revenu des baules et salines de Guérande est supérieur à ceux du domaine de Nantes dans un rapport de 3 à 1.

Souverains dont l'influence s'est étendue sur Guérande au Moyen Âge (sélection).
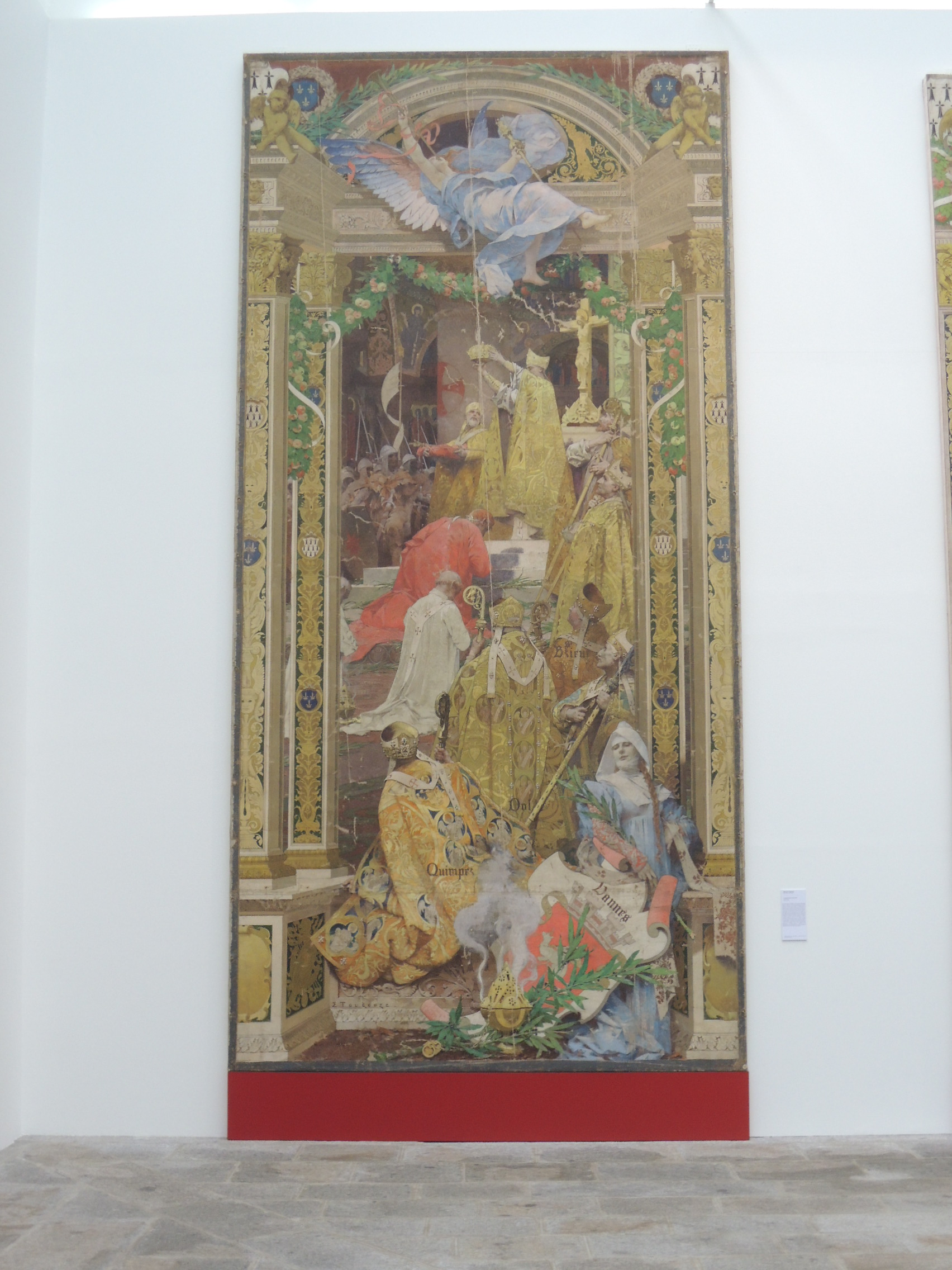
Le Couronnement de Nominoë, Édouard Toudouze, Musée des beaux-arts de Rennes.
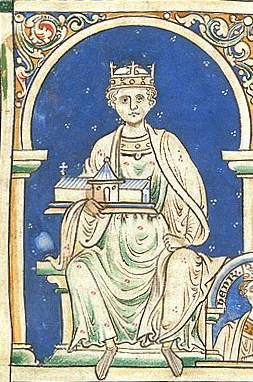
Henri II, détail de l'Historia Anglorum de Matthieu Paris, BL, Royal MS 14 C VII.
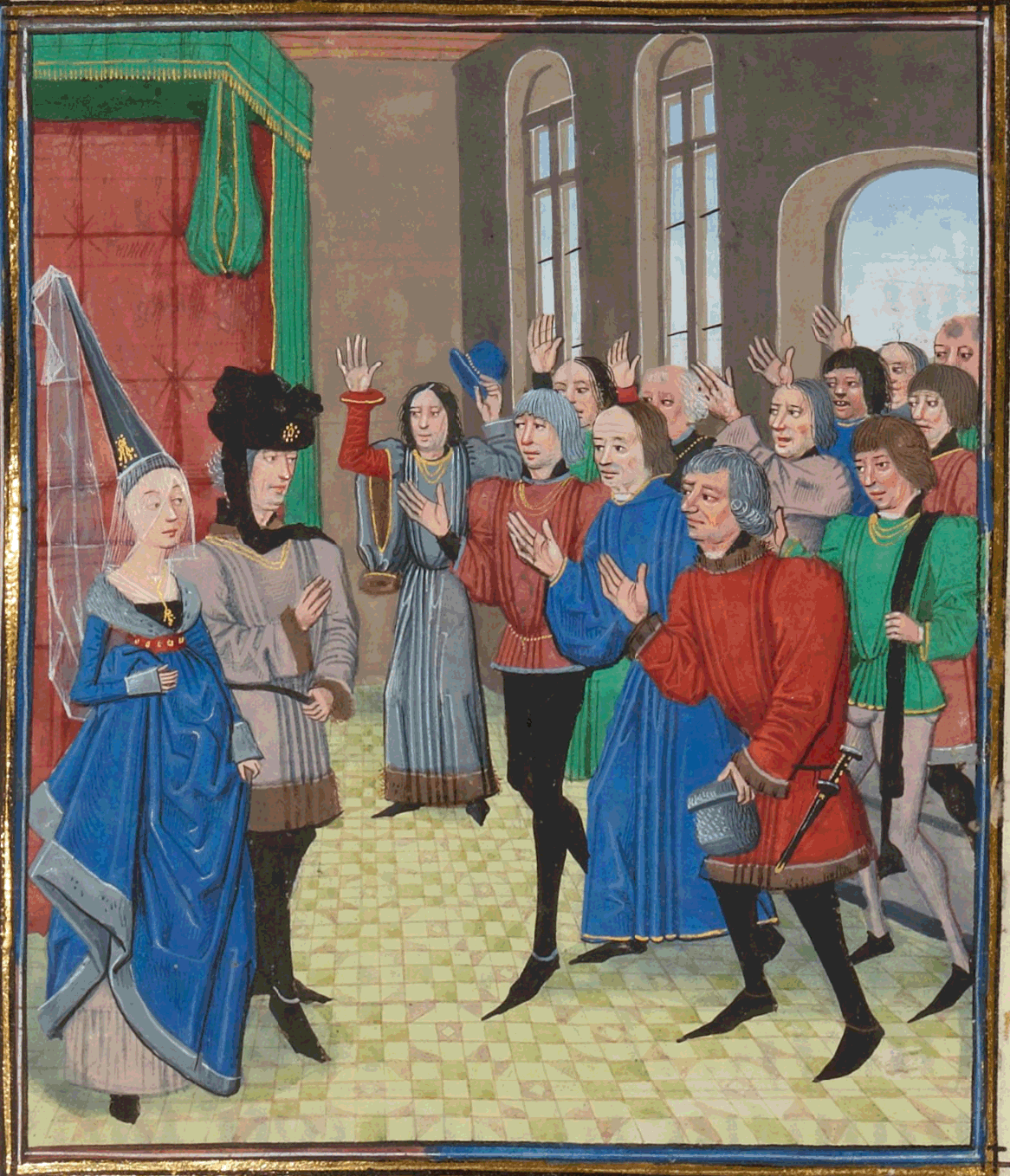
Jean de Montfort recevant un hommage, miniature de Loyset Liédet tirée des Chroniques de Froissart, BnF, Fr.2643.
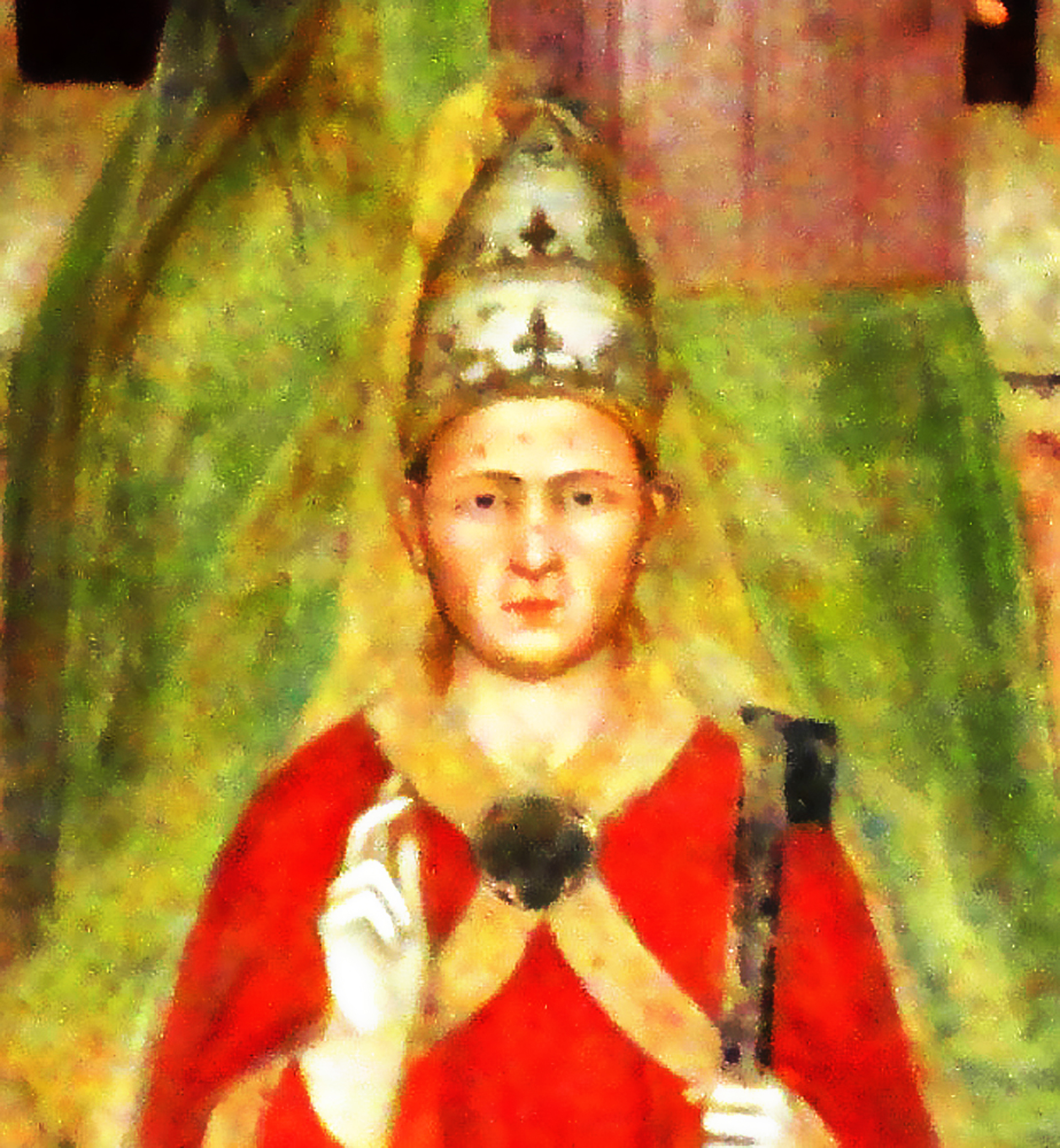
Clément V, Taddeo Gaddi.

L’évêque, Daniel Vigier obtient du pape Clément V une bulle pontificale datée du 13 juillet 1312, lui permettant de réorganiser le chapitre de la collégiale Saint-Aubin de Guérande. Il instaure une prévôté pour cette église, dont le titulaire est choisi parmi les chanoines.
Cette période du Moyen Âge est décisive dans le développement économique, allié à une croissance démographique importante, et la mise en valeur des marais salants et de la vigne. Il ne s'agit pas d'une évolution linéaire, mais bien au contraire, de démarches individuelles de propriétaires terriens, traduites sur le terrain par des différences morphologiques importantes. La poussée démographique s’accompagne de l’arrivée d’une main d’œuvre rurale et de l’émergence de nouveaux hameaux. La surface des marais exploités à la fin du XVe siècle correspond aux trois-quarts de celle en activité au XIXe siècle, apogée de l’extension salicole ; ceci indique bien l’importance de l’activité développée au cours du Moyen Âge central. L’introduction des moulins à eau à Saillé, à la suite de celui de Donges entre 1064 et 1072, est un autre signe d’évolution économique et technologique ; les moulins à marées ou éoliens sont plus tardifs.

#### Guérande et la guerre de Succession de Bretagne (1341-1365)
La guerre de Succession de Bretagne se déroule entre Jean de Montfort et Charles de Blois, deux prétendants à la succession de Jean III, mort en 1341 sans héritier direct ; elle doit être replacée dans le contexte de la guerre de Cent Ans. Jean de Montfort est le demi-frère de Jean III ; Charles de Blois est, depuis le 4 juin 1337, l’époux de Jeanne de Penthièvre, nièce du défunt. La Cour des Pairs, réunie à la demande de Philippe VI, tranche en faveur du clan Penthièvre. Montfort conteste cette décision, entre en rébellion et est capturé à Nantes, en novembre 1341, par les troupes blésistes franco-bretonnes. Jeanne de Flandre — dite Jeanne la Flamme —, l’épouse de Jean de Montfort, se réfugie à Hennebont ; elle sollicite et obtient le soutien, tant logistique que militaire, du souverain anglais Édouard III.
L'amiral de France, Louis de La Cerda s'empare en 1342 de Dynant puis d’« une moult grosse et forte ville séant sur mer, qu'on nomme Garlande, et l'[assiège] par terre ». S'ensuit, ainsi que mentionné dans les Chroniques de Jean Froissart, la description d'une ville riche conquise dans la violence pour le compte de Charles de Blois.
L’année suivante, le pays guérandais soutient le camp de Jean de Montfort, mais dès avril 1344, les Franco-Bretons de Charles de Blois reprennent l’offensive et se retrouvent, en août, devant les remparts de Guérande.
Le 29 septembre 1364 voit la défaite du parti des Penthièvre lors de la bataille d'Auray, durant laquelle Charles de Blois trouve la mort,. Jean de Monfort choisit Guérande, où il a fait battre monnaie dès 1346, comme lieu du traité. Capitale diplomatique du duché de Bretagne pour la cause, Guérande rassemble les ambassadeurs de chaque camp breton et des rois de France et d’Angleterre.
Le traité est signé le 12 avril 1365 dans la collégiale Saint-Aubin. Jean IV de Bretagne, fils de Jean de Montfort, devient duc de Bretagne.

« Qu’ilz eussent païz deresnasvantz car la guerre longuement avoit duré par mauvoistié vingt et trois anz, c’estoit »

— Guillaume de Saint-André, C'est le libvre du bon Jehan, duc de Bretaigne.

Les parties prenantes durant la guerre de Succession de Bretagne (sélection).
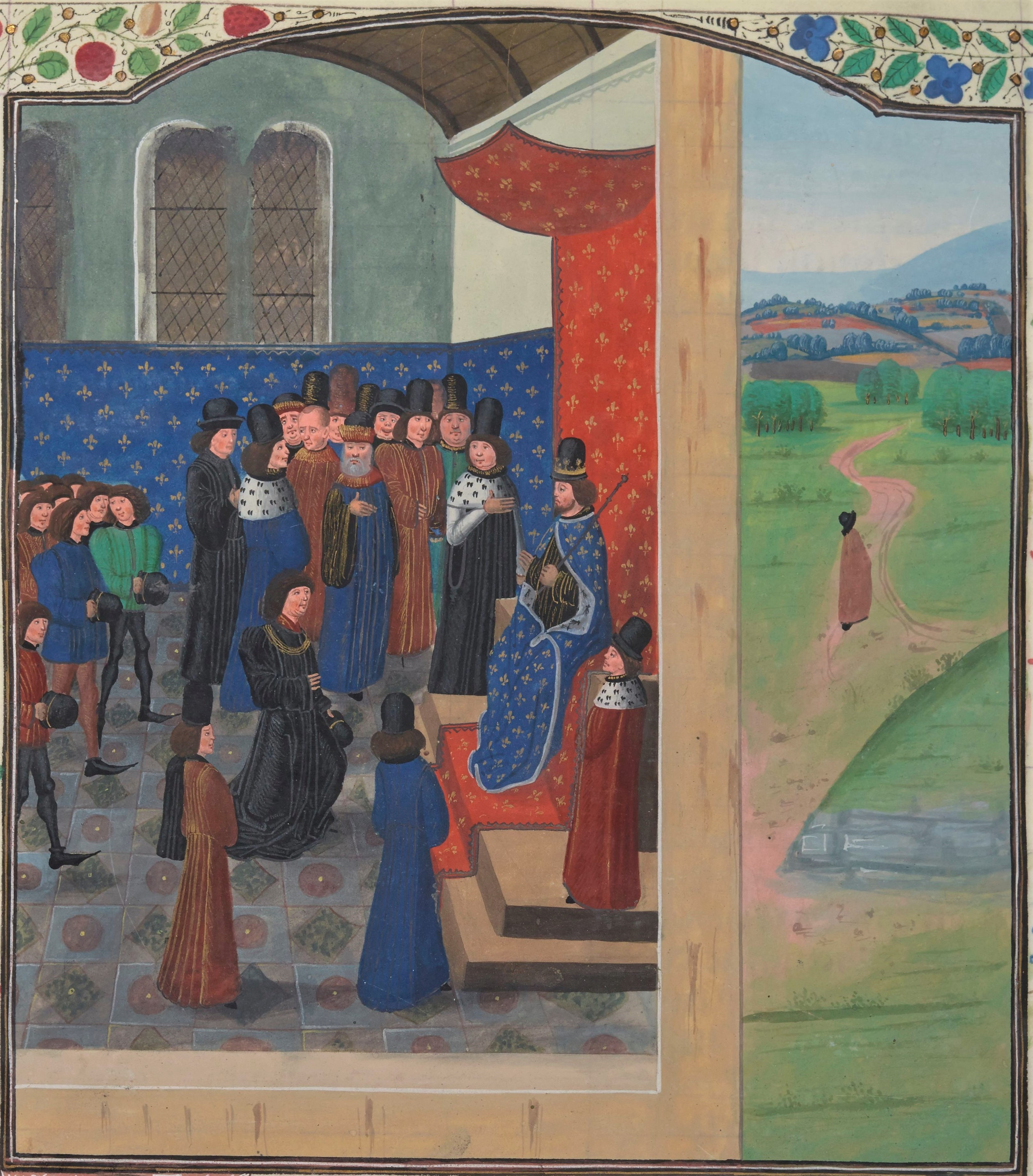
Philippe VI de Valois et Jean de Montfort. Miniature du Maître de la Chronique d'Angleterre, BnF, Fr.76.
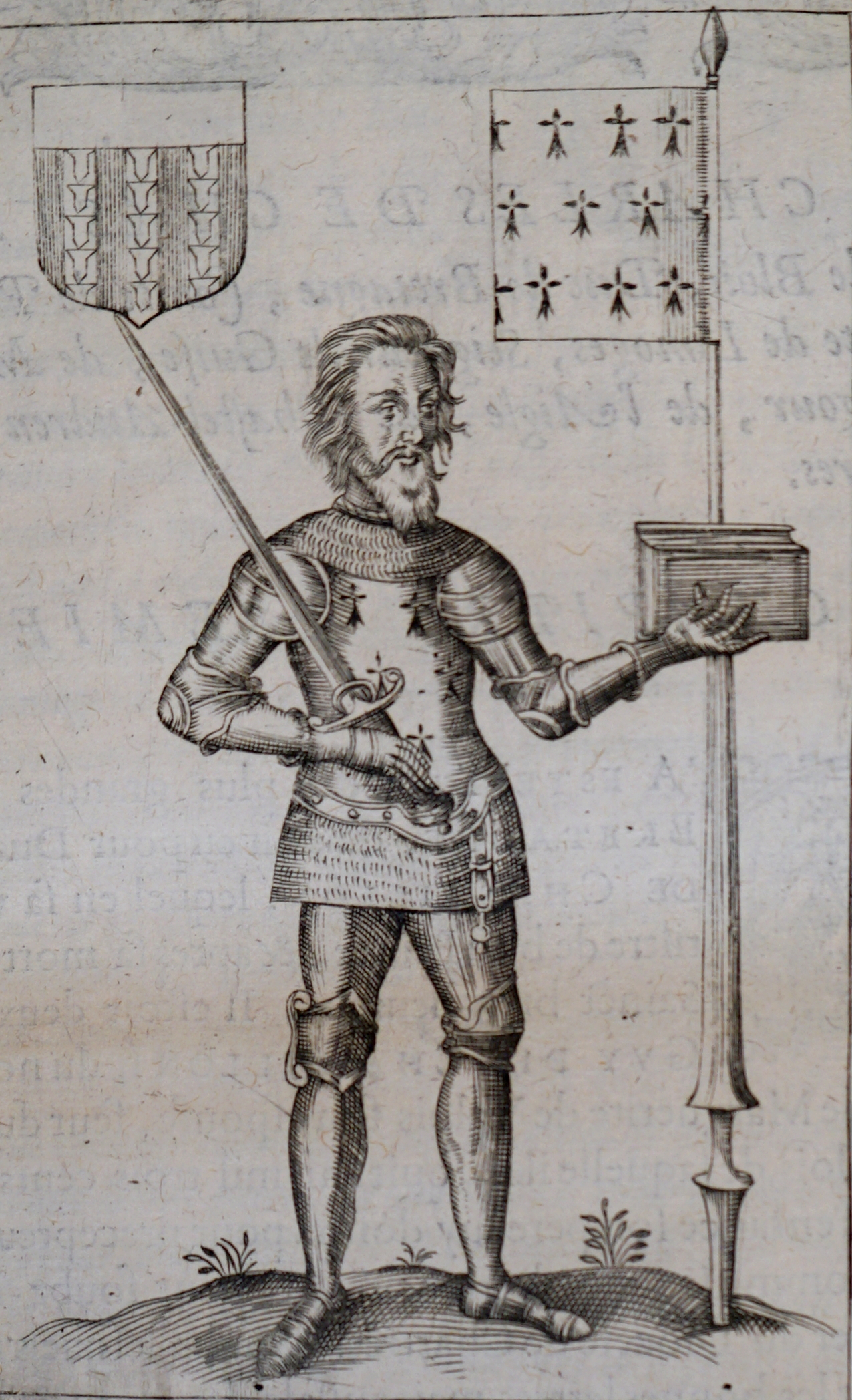
Charles de Blois. Gravure tirée de l'Histoire de la famille de Châtillon, 1621.
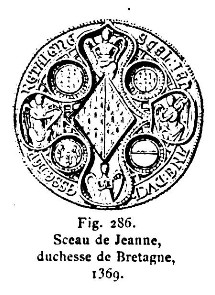
Copie du sceau de Jeanne de Penthièvre. Reproduction tirée d'un livre de 1880.
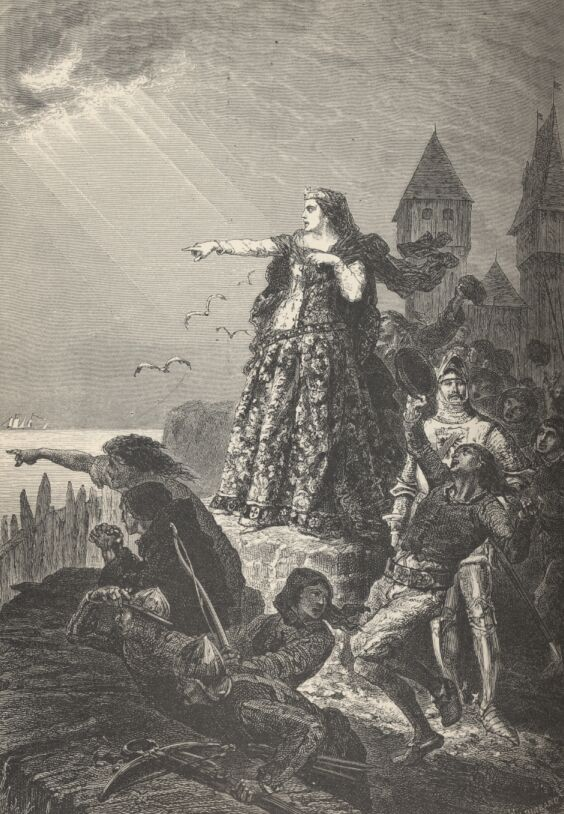
Jeanne de Flandre. Gravure tirée de l'Histoire de France de François Guizot.
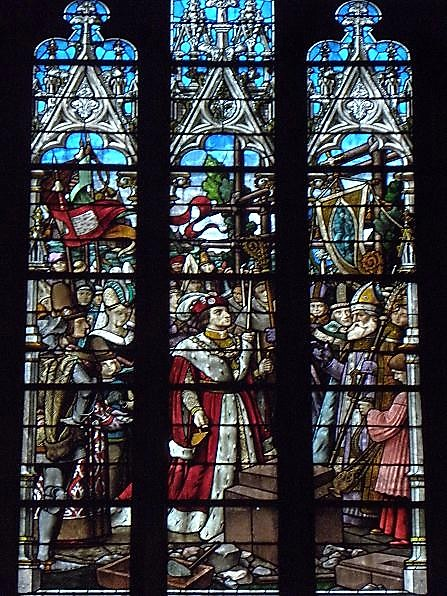
Jean IV de Bretagne, détail d'un vitrail de la Basilique Notre-Dame-de-Bonne-Nouvelle de Rennes, vers 1904.

#### La fin du Moyen Âge
L’année 1373 marque une rupture entre la France et la Bretagne. Le duc Jean IV s’oppose au roi de France et la population bretonne se soulève contre son duc, soutenu par l’Angleterre.
Guérande ouvre ses portes à Bertrand Du Guesclin, à la tête d’une armée franco-bretonne, sans doute au cours du mois d’août 1373.
Le 18 décembre 1378, le duché de Bretagne tombe en commise ; Guérande soutient le duc Jean IV qui débarque le 3 août 1379 à Saint-Servan avec des troupes anglaises et qui est accueilli dans un climat d'allégresse, au grand dam d’Olivier de Clisson. À la fin de 1379, Clisson renonce à attaquer Guérande, faute de troupes suffisantes et dans la logique d’apaisement à l’égard de la Bretagne, voulue par Charles V.
Cette mansuétude aboutit aux négociations conclues le 15 janvier 1381 par la signature du second traité de Guérande en la chapelle Notre-Dame-la-Blanche. Celui-ci confirme le droit ducal de Bretagne et le pouvoir des Montforts ; il tempère également les aspects défavorables pour la Couronne, résultant du traité de 1365.

### Époque moderne
L'importance de la cité se traduit par l'obtention du droit à députer aux États de Bretagne, au moins dès 1451. Guérande figure ainsi parmi la vingtaine de villes bretonnes à pouvoir participer à cette assemblée nationale. Néanmoins, les conflits entre le duché de Bretagne et le royaume de France, qui ponctuent la fin du XVe siècle, sont propices à l’émergence politique et économique du Croisic, localité voisine, au détriment de l’équilibre antérieur établi au profit de Guérande. Ces dissensions profondes traduisent des choix politiques différents ; en mai 1489 par exemple, Guérande, qui accueille des hauts dignitaires de la cour de la duchesse Anne, est assiégée par les troupes du maréchal de Rieux renforcées par des Croisicais et des Nantais. Deux ans plus tard, en 1491, le soutien des Croisicais au roi leur vaut l’attribution d’une autonomie judiciaire vis-à-vis de Guérande, garantie par la création d'une prévôté distincte. Guérande ne reste pas sans réagir et obtient du roi Charles VIII, en 1493, la restitution de sa primauté administrative.
Sur le plan économique et commercial, Le Croisic a obtenu en 1487 une franchise de fouage, monnayée en contrepartie de son soutien au duc. Le dynamisme économique croisicais demeure important jusqu’au milieu du XVe siècle, période à laquelle le manque de diversification des productions locales — caractérisées par une mono-culture salicole — déplace les voies maritimes vers Saint-Pol-de-Léon, Saint-Malo et Penmarch qui bénéficient d’un hinterland produisant des tissus par exemple.

#### Guérande et Anne de Bretagne

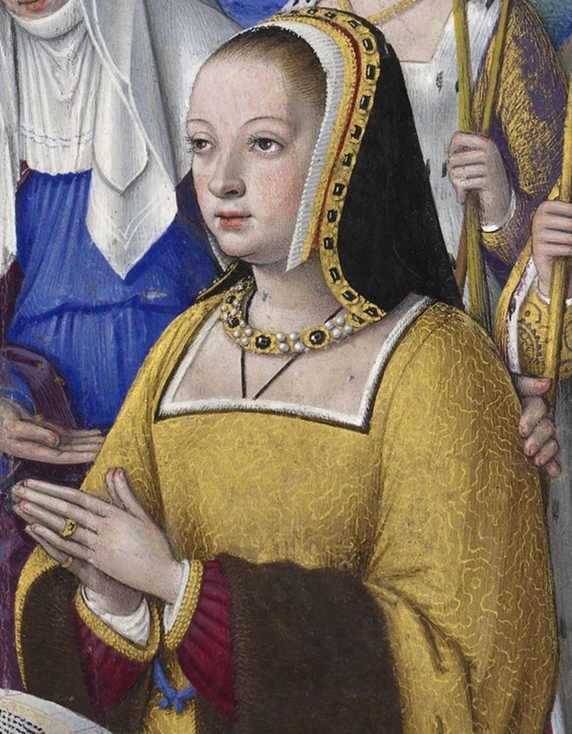
Anne de Bretagne, détail d'une miniature de Jean Bourdichon des Grandes Heures d'Anne de Bretagne, BnF, Lat.9474, f.3r.

Cette fin de siècle est marquée par la rébellion de François II de Bretagne contre la Couronne, représentée par Charles VIII, qui aboutit le 14 août 1488 à la reddition de Saint-Malo et le 19 août suivant à la signature du traité du Verger. La noblesse du pays guérandais s’engage résolument dans le camp rebelle, à la suite de Jean de Rieux, seigneur d’Assérac.
En septembre de la même année, la duchesse Anne, fuyant l’épidémie de peste qui frappe Nantes depuis l’été 1488, se réfugie à Guérande, entourée de sa cour. À cette occasion, le maréchal de Rieux, tuteur de la souveraine qui n’a encore que 11 ans, accorde à la localité une exemption de « fouage à charge d’entretenir à jamais une lampe ardente devant Notre-Dame-la-Blanche ».
Le pouvoir ducal s’exerce alors, de façon éphémère, à partir de Guérande. Il reçoit des ambassadeurs du roi de France venus négocier les exigences nouvelles au traité du Verger, ainsi que des émissaires bretons qui souhaitent s’en tenir à la lettre du traité.
Anne est protégée par un corps de 150 Allemands qui « résident près de la duchesse à la garde » de Guérande. La présence d’Anne de Bretagne étant attestée à Redon le 13 octobre 1488, son séjour guérandais a donc duré un peu moins d’un mois.
La décision de Jean de Rieux de marier Anne de Bretagne à Alain d'Albret est refusée par la duchesse, soutenue en cela par le chancelier Philippe de Montauban ; le 24 janvier 1489, le maréchal de Rieux destitue ce dernier. Les Guérandais soutiennent la duchesse dans son refus de se soumettre à la décision de Rieux. Celle-ci se fait couronner à Rennes le 10 février 1489, s'imposant face à Jean de Rieux comme une nouvelle autorité en Bretagne.
Les tensions entre le parti d’Anne de Bretagne et le maréchal de Rieux pour le pouvoir ducal conduisent, en mai ou juin 1489, à un nouveau siège de Guérande où se trouvent plusieurs officiels ducaux, dont Philippe de Montauban. Le siège est mené, entre autres, par « des gens de guerre de Nantes, des nobles, bourgeoys, manans et habitans du Croisic ».
Une garnison ducale est encore attestée à Guérande en octobre 1489, preuve que des troubles armés persistent en pays guérandais entre les deux factions. La duchesse et le maréchal se réconcilient officiellement le 9 août 1490.
Devenue reine de France par son mariage avec Charles VIII, puis avec Louis XII, Anne de Bretagne conserve un intérêt attentif au pays guérandais et à ses ressources économiques. Après 1498, elle s’appuie sur Tristan de Carné, dernier capitaine de la cité, pour contrôler le terrouer de Guérande.

#### Leterrouerde Guérande
Le vocable terrouer de Guérande désigne, au XVe siècle et au début du XVIe siècle, une circonscription judiciaire, militaire, religieuse et fiscale.
Le duc de Bretagne et l’évêché de Nantes se partagent, à Guérande, des pouvoirs de police et de justice hérités du passé féodal, se différenciant de l’administration municipale du Croisic marquée par son évolution économique et son affirmation politique récentes.
Le terrouer se voit doté, dès la fin de la guerre de Succession de Bretagne, d'une administration menée par un sénéchal, dont le rôle financier et militaire initial devient à partir du XVe siècle plus politique et diplomatique.
Un édit de novembre 1493 indique que la sénéchaussée ducale de Guérande s’étend à neuf paroisses : Batz, Escoublac, Guérande, Mesquer, Piriac, Saint-André-des-Eaux, Saint-Lyphard, Saint-Molf et Saint-Nazaire.
À compter de 1499, le domaine ducal s'agrandit en incluant Assérac.
Le fief de la Roche-Bernard relève alors de la sénéchaussée de Nantes, séparé du terrouer de Guérande par l’étier de Pont Past.
De son côté, la châtellenie de Guérande dépend de la baillie fiscale de Nantes.
Guérande et ses faubourgs sont, en 1459, « le fié [de l'évêque de Nantes] fors deux ou trois maisons qui sont en ladite ville » ; les régaires de Guérande — juridictions temporelles de l'évêque de Nantes — possèdent une étendue variable au cours du XVIe siècle au gré des donations et des ventes. Ils bénéficient d'une haute, moyenne et basse justice et comptent 100 feux lors de la réformation de 1679-1681. Au sein de l'évêché de Nantes, Guérande se trouve dans le doyenné de La Roche-Bernard.
De nombreuses seigneuries, d'importances variables, sont à relever sur le terrouer et dans la paroisse ; la plupart ne doivent que l'« obéissance à leur débirentiers » et parfois « droits d'espaves, galoais, succession de bastard et desherence ». Certaines abbayes comptent également au nombre de seigneuries ecclésiastiques, telle celle de Blanche-Couronne qui « dispose d'un hébergement près du village de Clis, des œuilles [et] des rentes à Guérande ». La représentation seigneuriale à l'auditoire de Guérande renforce la fonction judiciaire de la cité.
Le terrouer de Guérande est également un chef-lieu de circonscription militaire, soit en termes généraux — lieu de convocation et de constitution des troupes —, soit de défense locale puis côtière.

#### Le commerce du sel
Le commerce du sel a entraîné une prospérité pour les marchands de Guérande dès le XVIIe siècle, suscitant notamment un important courant d'échanges avec la Hollande (les marais salants du pays de Guérande étaient les plus proches de ce pays). Les progrès des transports dans le courant du XIXe siècle aggravèrent la concurrence des marais salants plus méridionaux, provoquant le déclin de la production et du commerce du sel guérandais.

### Révolution française et Empire

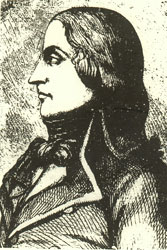
Le général Beysser.

Le XVIIIe siècle est une période de déclin pour tout le pays guérandais. Les activités maritimes de la façade atlantique souffrent des blocus britanniques, de la perte des zones de pêche françaises et de l’exiguïté des ports qui ne peuvent accueillir les nouveaux navires de fort tonnage. Le commerce du sel local est également en régression. La population de Guérande, estimée au tiers de celle de Nantes au XVIe siècle, n’en équivaut plus que le quinzième à la fin du XVIIIe siècle.
Guérande règne, au milieu du XVIIIe siècle, sur un pays appauvri, où la misère des pêcheurs de sardine côtoie celle des tisserands et des paysans. Seules les fonctions administratives et militaires et la gestion des domaines fonciers lui gardent un peu de lustre, lui conservant son rôle de capitale administrative.
La ville intra-muros fait l’objet, à partir de 1760, de travaux de rénovation de la voirie qui entraîne l’élaboration en 1769 d’un règlement de police imposant des mesures de salubrité publique aux habitants. Les travaux de réfection et d’embellissement, commencés sous l’impulsion d’Emmanuel-Armand de Vignerot du Plessis, duc d’Aiguillon, voient leur achèvement à la fin des
années 1770. Ils concernent l’adduction d’eau, la création de promenades et l’aménagement d’une place.
La Révolution ne provoque pas d’événements particuliers ; les populations demeurent « calmes et fidèles à leur foi religieuse » et ne prennent pas part au soulèvement.
Du point de vue économique, l’Assemblée constituante de 1789 a un impact important sur le domaine foncier et donc sur les exploitations salicoles. En novembre 1789 en effet, les biens de la Couronne et ecclésiastiques, puis en 1792, ceux des nobles, bourgeois et prêtres immigrés sont réunis au domaine de la Nation. De 1790 à 1810 se déroulent des ventes d’œillets dont profitent surtout les propriétaires terriens locaux et la bourgeoisie industrielle de Nantes. Le nombre d’œillets dépasse les 18 200 unités en 1840 sur le territoire de Guérande, ce qui constitue l’apogée de l’exploitation salicole locale.

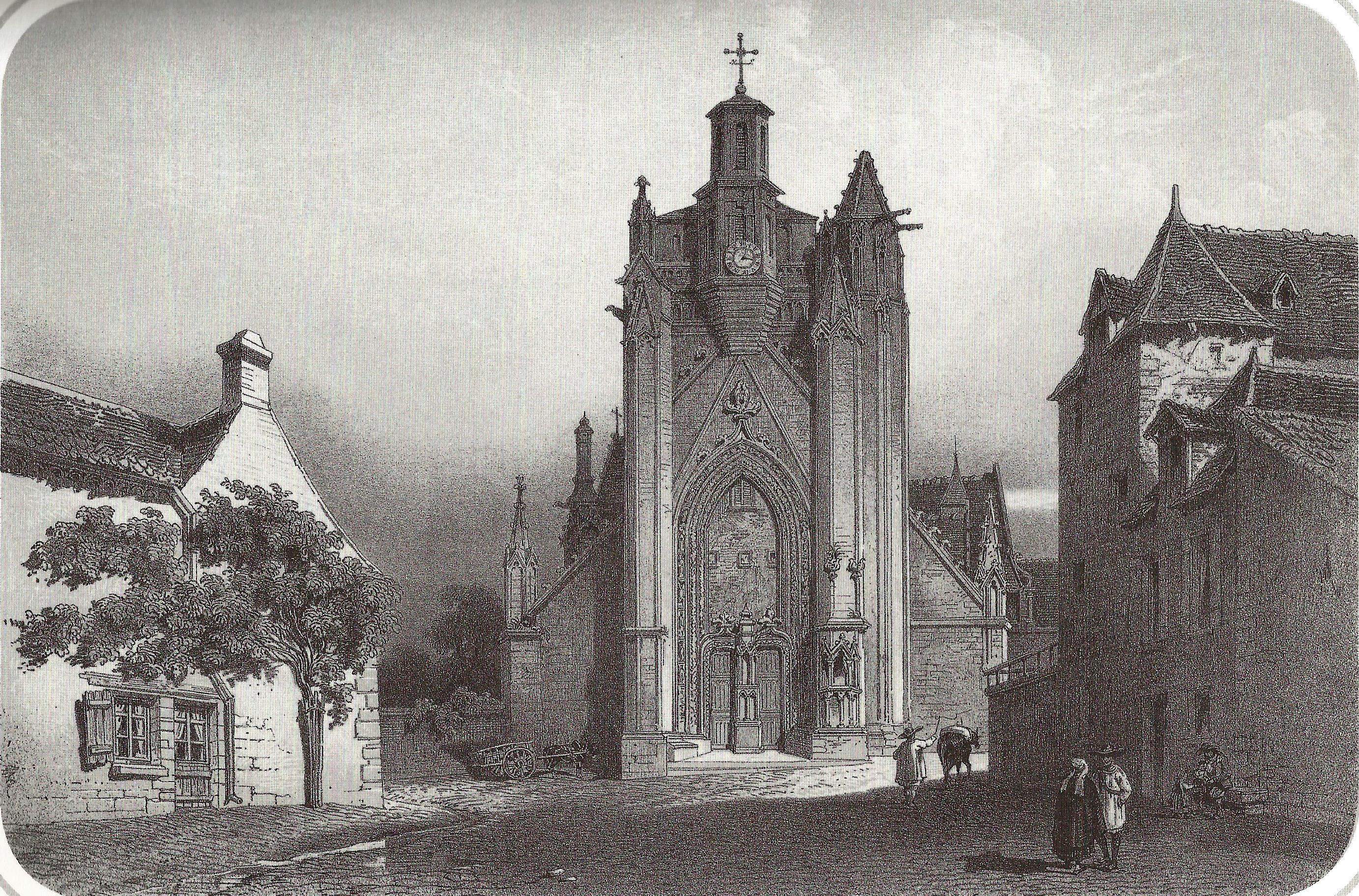
Guérande, gravure de Thomas Drake, 1856.

Le 19 mars 1793, un fort parti de « brigands » — 3 000 paysans — s’empare de Guérande ; les bandes organisées sont sous le commandement de Thomas de Caradeuc, de La Roche-Bernard, et de Guériff de Lanouan, de Saint-Nazaire, tous deux de l'Association bretonne contre-révolutionnaire et disposent de deux canons pris aux batteries de la côte. Le 19 mars, le district et la municipalité de Guérande capitulent et les insurgés déclarent la restauration de la royauté. Le même jour, ils somment les Croisicais d'envoyer « douze otages pour preuve de soumission, faute de quoi les corps administratifs exerçant un pouvoir usurpé, seront personnellement et sur leurs têtes responsables des malheurs qui en seront la suite, ». Le général Beysser, accouru à La Roche-Bernard avec des troupes républicaines, intime aux Guérandais, le 30 mars 1793, de restaurer la municipalité républicaine, ce qui est fait le 1er avril. Selon Fernand Guériff, les « patriotes qui assurent la nouvelle administration affichent un républicanisme fort tiède […] Les fêtes révolutionnaires manquent d'enthousiasme … et d'assistants. La municipalité guérandaise débaptise les rues et distribue des noms au hasard : Bossuet, Voltaire, Rousseau, Liberté, Concorde, Brutus, Guillaume Tell […] ».
Un tribunal révolutionnaire siège à Guérande pendant un mois et prononce quatre condamnations à mort.
Le 7 juillet 1815, une armée de Chouans, commandée par Pierre Louis du Cambout de Coislin et forte de près de 5 000 hommes, tente de s'emparer de Guérande défendue par 150 soldats du 65e régiment d'infanterie. Retranchés derrière les remparts, les Impériaux repoussent les Chouans.

« M. de Bertier, après avoir débarqué sur la côte de Bretagne, avait visité la légion du comte de Coislin ; il avait assisté, le 7 juillet, à l'attaque de Guérande, faite par cette légion, unie aux légions Terrien et du marquis de Rochequairie. Pour éviter des combats devenus inutiles, j'avais engagé tous les chefs à ne pas attaquer des villes qui, huit jours plus tard, devaient se soumettre au roi ; mais M. le comte de Coislin voulait, par la prise du Croisic, assurer la descente de M. le duc de Bourbon, lequel désirait, pour venir à terre, que nous fussions maîtres d'un point fortifié de la côte. C'est ainsi qu'il crut bon d'attaquer la petite ville de Guérande, qui couvre l'arrivée du Croisic. Guérande était entourée de vieilles murailles, trop épaisses et trop solides pour être entamées par le canon de 4 que M. de Coislin avait reçu de la flotte anglaise. Les légions qu'il commandait se conduisirent avec une grande valeur ; mais elles ne purent pénétrer dans la ville et furent obligées de se retirer, après avoir éprouvé une perte assez forte. »

— Louis d'Andigné, Mémoires du général d'Andigné.
Les années 1830 sont marquées par une forte épidémie de choléra qui touche, outre Guérande, Le Croisic, Batz, Saint-Nazaire et Saint-Joachim. En 1853 est fondé l'hôpital général de Guérande.

### Époque contemporaine

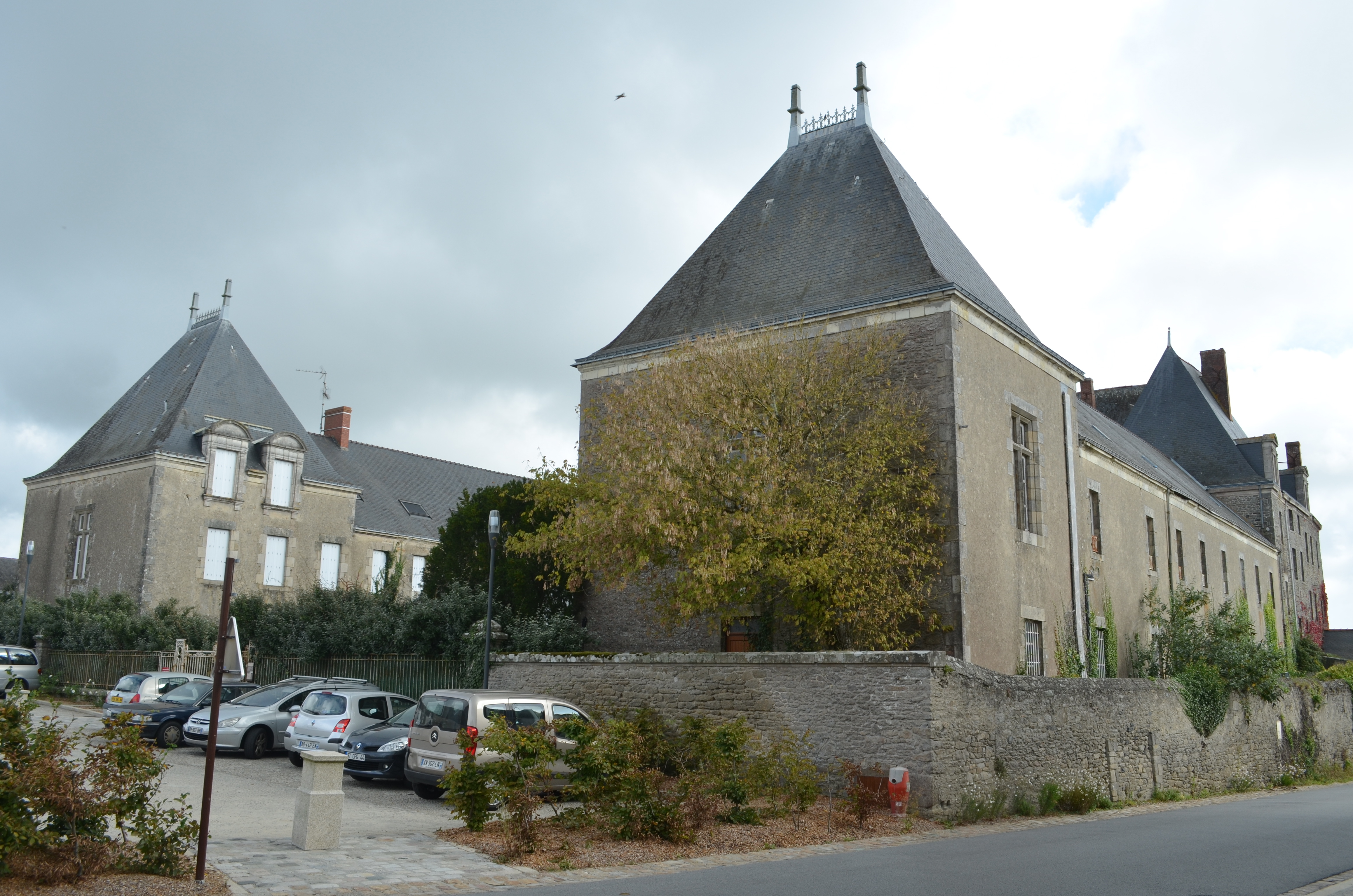
L'ancien couvent des Ursulines.

Entre 1914 et 1919, l'ancien couvent des Ursulines est l’un des 70 camps d'internement du territoire national destinés aux civils étrangers. Il accueille de 300 à 500 personnes sur près de 5 ha ; il est géré par des civils et le personnel de surveillance sont sous l'autorité directe du préfet, sous tutelle militaire. À partir de juin 1916, les internés de Guérande sont rejoints par ceux de Bitray ; à la fin de février 1919, ce sont ceux de Rochefort qui viennent grossir les rangs des internés, portant à 502 le nombre total. Ils sont principalement allemands (50 %), autrichiens ou hongrois (25 %), ou turcs (25 %). L'artiste peintre et graveur allemand, Hugo Wilkens, et l'auteur de Les antagonismes économiques, Otto Effertz, médecin et philosophe allemand, font partie des prisonniers. De mars à septembre 1919, les internés sont progressivement rendus à la liberté et le couvent est finalement remis aux autorités diocésaines.
À la fin de la Seconde Guerre mondiale, à cause de l'existence de la Poche de Saint-Nazaire, l'occupation allemande se prolonge à Guérande comme sur l'ensemble des localités voisines de l'estuaire durant neuf mois, d'août 1944 au 11 mai 1945 ; la reddition effective de la poche intervient trois jours après la capitulation de l'Allemagne. L'Espoir est un journal clandestin publié à Guérande du 13 août 1944 au 10 mai 1945 ; il est créé pour pallier l’interdiction de publication du journal local, La Presqu’île guérandaise, et pour transmettre les informations fournies par Radio Londres de l’avancée du débarquement des Alliés.

« Ce n'est pas L'Espoir que ce petit pli ouvert devrait se nommer, mais Agent de liaison. Certes, il porte l'espoir que bientôt nous accueillerons nos libérateurs, espoir que cette guerre, imposée par les Allemands, va finir au plus tôt, mais aussi, agent de liaison entre les hommes, les familles, les amis rêvant d'un même idéal. C'est l'agent de liaison qui vous apporte la voix émise par Radio Londres. »

— Éditorial du no 1 de L'Espoir du 13 août 1944.
Les années 1960 voient un projet immobilier et de rocade routière se développer, au détriment des marais salants et des traicts.
Cette situation se produit alors que la filière économique salicole est en régression, la dépression se traduisant par le recul du commerce et de la production — crise récurrente depuis la Révolution et les guerres de l’Empire qui perturbent le commerce maritime vers le Nord de l’Europe —, en lien direct avec la diminution du nombre des sauniers et des surfaces exploitées. Depuis le XIXe siècle et le développement d'un marché intérieur français irrigué par le chemin de fer et dominé par les Salins du Midi, l’activité salicole des côtes atlantiques est affectée, même si Batz qui contrôle l’essentiel du négoce du pays guérandais, résiste encore. De plus, le développement des procédés frigorifiques dans la conservation des denrées modifie les usages du sel,.
En parallèle de ce phénomène économique, la pression foncière sur le littoral s'intensifie, en réponse à l’urbanisation croissante des bassins d’emploi proches que sont Saint-Nazaire, voire Nantes, et à la demande immobilière de tourisme. Enfin, la politique d’aménagement du territoire de la DATAR nouvellement créée (1963) accentue la transformation et le remodelage des territoires afin d’équilibrer la répartition des activités — et de la richesse nationale — sur l’ensemble de l’Hexagone ; ceci se traduit localement par l’exigence du développement des infrastructures routières de l’axe Saint-Nazaire - Le Croisic, qui passe par La Baule.
La résistance qui s’organise dès le début des années 1970 préfigure le futur économique, culturel et environnemental des années 2010. Elle regroupe « des paludiers, des riverains, des environnementalistes et écologistes, des universitaires et des militants bretons » et voit la création de pas moins de 17 associations, rassemblées pour onze d’entre elles en un collectif associatif.
Les résultats obtenus participent à la préservation et à la conservation des marais salants ; les filières professionnelles qui lui sont attachées se réorganisent et vont servir ensuite de modèle pour les salines du Sud de la Loire. L'action relance également la production et la commercialisation du sel, favorisant la reconnaissance des spécificités locales par la création de labels. Elle permet le développement de la valorisation touristique et culturelle de la zone, et la reconnaissance de l’importance économique des marais salants par l’Administration et le monde politique.
Elle aboutit enfin à la création de zones de protection du patrimoine naturel, couvrant une zone humide protégée par la convention de Ramsar (voir infra le développement relatif au patrimoine naturel).

## Politique et administration

Logo de la ville jusqu'en 2016.

### Situation administrative
La commune est bureau centralisateur du canton de Guérande. Celui-ci comprend depuis 2015 les communes d’Assérac, La Chapelle-des-Marais, Guérande, Herbignac, Mesquer, Piriac-sur-Mer, Saint-André-des-Eaux, Saint-Joachim, Saint-Molf et La Turballe. Le canton compte 47 293 habitants en additionnant les populations communales relevées lors du dernier recensement (2013) ; depuis mars 2015, Chantal Brière et Jean-Pierre Bernard sont les conseillers départementaux.
La commune de Guérande est rattachée à l'arrondissement de Saint-Nazaire et à la 7e circonscription de la Loire-Atlantique, dont la députée est Sandrine Josso (LREM), depuis 2017.

### Tendances politiques et résultats
La ville de Guérande est traditionnellement ancrée à droite, tendance qui se confirme lors des différents scrutins nationaux ou locaux où les partis de droite remportent une majorité des suffrages exprimés.

#### Élection présidentielle la plus récente
Lors du premier tour des élections présidentielles de 2017, François Fillon (Les Républicains), est arrivé en tête avec 27.82% des suffrages exprimés, suivi de très près par Emmanuel Macron (En Marche), qui a réuni 27,34% des suffrages exprimés. Lors du second tour, Emmanuel Macron, élu, a recueilli 75,22 % des suffrages et Marine Le Pen (Front national), 24,28 % des suffrages.

#### Élection municipale la plus récente
Le nombre d'habitants au recensement de 2011 étant compris entre 10 000 et 19 999, le nombre de membres du conseil municipal pour l'élection de 2014 est de 33.
Lors des élections municipales de 2014, les 33 conseillers municipaux ont été élus à l'issue du second tour ; le taux de participation était de 57,0 %. Neuf conseillers ont été élus au conseil communautaire. Les trois listes en présence se présentaient avec les étiquettes divers droite (LDVD), divers gauche (LDVG) et Vivons Guérande écologique et solidaire (LVEC).
La liste LDVD a obtenu 26 des 33 sièges au conseil municipal à pourvoir.

### Liste des maires
| Période           | Période                       | Identité              | Étiquette                 | Qualité |
| ----------------- | ----------------------------- | --------------------- | ------------------------- | --- |
| 18 juin 1945      | 22 août 1957                  | Émile Pourieux (fils) | DVD                       | Négociant en bois Décédé en fonction                                                                                                  |
| 1957              | 28 août 1979                  | Jean Ménager          | MRP puis UDR              | Comptable Décédé en fonction |
| octobre 1979      | 26 octobre 1986               | Jean Rousseau         | RPR app.                  | Entrepreneur de maçonnerie Conseiller général de Guérande (1982 → 1986) Décédé en fonction                                            |
| 6 novembre 1986   | 18 juin 1995                  | Michel Rabreau        | RPR                       | Pharmacien Ancien député de la Loire-Atlantique (7e circ.) Conseiller général de Guérande (1986 → 1994)                               |
| 18 juin 1995      | 12 septembre 2006             | Jean-Pierre Dhonneur  | RPR puis UMP              | Directeur de banque Conseiller général de Guérande (2001 → 2006) 5e vice-président de Cap Atlantique (2003 → 2006) Décédé en fonction |
| 25 septembre 2006 | 16 mars 2008                  | Annick Mahé           | UMP                       | Dessinatrice, ancienne adjointe au maire 5e vice-présidente de Cap Atlantique (2006 → 2008)                                           |
| 16 mars 2008      | 4 avril 2014                  | Christophe Priou      | UMP                       | Cadre de CCI Député de la Loire-Atlantique (7e circ.) (2002 → 2017) 1er vice-président de Cap Atlantique (2008 → 2014)                |
| 4 avril 2014      | 12 juin 2018                  | Stéphanie Phan Thanh  | DVD                       | Notaire 1re vice-présidente de Cap Atlantique (2014 → 2018) Démissionnaire                                                            |
| 12 juillet 2018   | En cours (au 10 juillet 2020) | Nicolas Criaud        | LR puis DVD puis Horizons | Courtier en assurances 1er vice-président (2018 → 2020) puis président de Cap Atlantique (2020 → )                                    |

### Instances juridiques et administratives
Dans le ressort de la cour d'appel de Rennes, Guérande relève de Saint-Nazaire pour toutes les juridictions, à l'exception du tribunal administratif, de la cour administrative d'appel et de la cour d’assises, situés tous les trois à Nantes.
La commune se trouve dans la circonscription de gendarmerie de Saint-Nazaire et la brigade de proximité la plus proche est située dans la localité.
Le centre de secours et d'incendie de La Baule et de Guérande est installé à Kerquessaud, écart de Guérande, depuis 2012.

### Politique environnementale

#### Ordures ménagères
La commune, au sein de la communauté d'agglomération de la Presqu'île de Guérande Atlantique, organise le tri des ordures ménagères en collectant séparément les journaux et les magazines, ainsi que les emballages légers,.
Une déchèterie permettant la collecte des encombrants est en fonction à Guérande. Près de 30 points d’apport volontaire sont également répartis, en 2016, sur le territoire de la commune.
Depuis le 31 mars 2009, les ordures ménagères des communes adhérant à la communauté d’agglomération Cap Atlantique transitent uniquement par la station de transfert de Guérande ; celle-ci a traité en 2012 près de 30 000 t de déchets. En revanche, les ordures encombrantes et le tout-venant sont orientés sur la station Keraline d’Herbignac qui a reçu, en 2012, plus de 8 000 t de rebuts. Les déchets recyclables sont, quant à eux, gérés à Guérande ; les quantités d’emballages légers et de journaux et magazines se sont élevées en 2012 respectivement à 1 270 t et 2 700 t pour l’ensemble de la communauté d’agglomération. Pour l’année 2012, le coût de collecte et de traitement s’est monté à 159 € par foyer, une donnée stable depuis 2010.

#### Qualité de l'eau
Guérande fait partie du périmètre du schéma directeur d'aménagement et de gestion des eaux (SDAGE) Loire Bretagne finalisé en 1996. L’eau potable provient principalement du captage d’eaux superficielles de l’étang de Sandun.
La commune délègue à la communauté d'agglomération de la Presqu'île de Guérande Atlantique la gestion et la collecte des eaux potables et pluviales et l’assainissement des eaux usées. Depuis 2016, Cap Atlantique a confié à Veolia, la gestion des stations d’épurations et de l’ensemble des équipements du réseau d’eaux usées, ainsi que la collecte, le transport et le traitement des eaux usées. Pour le traitement des eaux usées, Guérande relève de la station d’épuration de Livery, village de la commune, inaugurée en septembre 2008.

### Finances locales
Guérande appartient à la strate des communes ayant une population comprise entre 10 000  et   20 000 habitants.
Le tableau ci-dessous présente l'évolution de la capacité d'autofinancement, un des indicateurs des finances locales de Guérande sur la période de 2005 à 2015 :
|                      | 2005 | 2006 | 2007 | 2008 | 2009 | 2010 | 2011 | 2012 | 2013 | 2014 | 2015 |
| -------------------- | ---- | ---- | ---- | ---- | ---- | ---- | ---- | ---- | ---- | ---- | ---- |
| Guérande             | 164  | 145  | 135  | 181  | 157  | 155  | 151  | 155  | 135  | 131  | 159  |
| Moyenne de la strate | 157  | 160  | 153  | 149  | 159  | 183  | 201  | 192  | 180  | 164  | 183  |

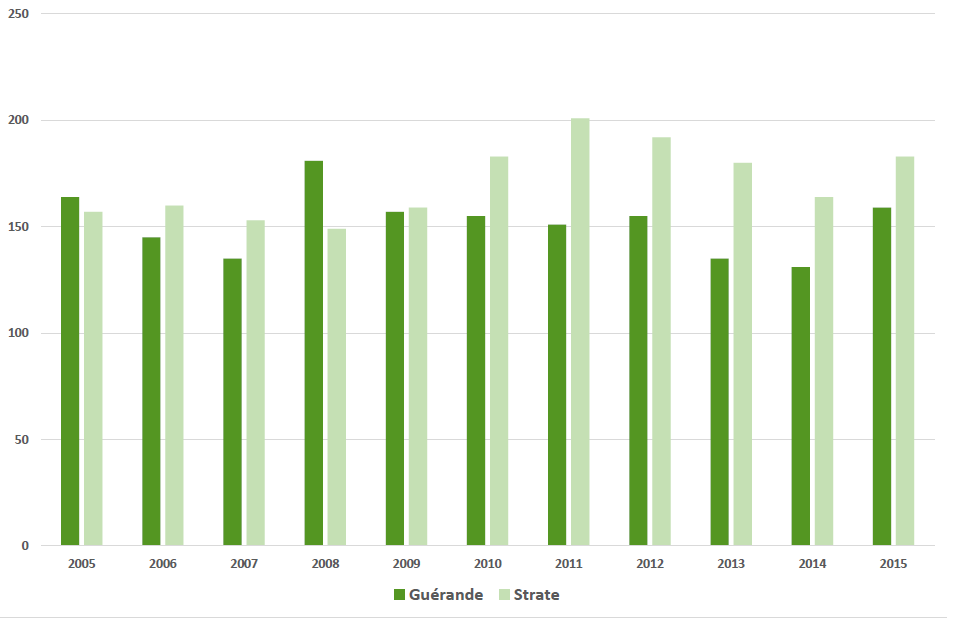
Capacité d'autofinancement à Guérande de 2005 à 2015
Résultats exprimés en €/habitant.
Strate : communes de 10000 habitants appartenant à un groupement fiscalisé.

La capacité d'autofinancement de la commune, comparée à la moyenne de la strate, semble observer des cycles assez longs ; elle est inférieure à la moyenne de 2009 à 2015. De 2010 à 2015, le fonds de roulement, est régulièrement inférieur à la moyenne de la strate.
Le montant de la taxe d'habitation, indicateur de fiscalité directe, s'établit en 2015 à 1 659 €/habitant, contre 1 412 € en moyenne pour les communes de même importance. Cette hiérarchie est stable sur les cinq années précédentes.

### Intercommunalité
La commune est membre de la communauté d'agglomération de la Presqu'île de Guérande Atlantique.
Elle adhère également au syndicat intercommunal de la fourrière pour animaux de la presqu'île guérandaise, dont le siège est à La Baule-Escoublac.
Avec Saint-Lyphard, elle anime le syndicat intercommunal de la Madeleine de Guérande, dont l'objet est la création et l’animation de centres sociaux-culturels et la gestion des cimetières. Elle appartient également au syndicat mixte du parc naturel de la Brière, à caractère environnemental et au syndicat mixte pour l'aménagement du bassin du Brivet.

### Jumelages
Guérande est jumelée avec :
- Dinkelsbühl (Allemagne)[M 4] ;
- Dolgellau (Pays de Galles)[M 5] ;
- Almagro (Espagne) ;
- Castro Marim (Portugal)[M 6].

## Population et société

### Démographie
Selon le classement établi par l'Insee, Guérande est une commune urbaine, une des 11 communes de l'unité urbaine de Saint-Nazaire, qui s'étend de Donges au Croisic ; elle fait donc partie de l'aire urbaine, mais également de la zone d'emploi et du bassin de vie de Saint-Nazaire. Toujours selon l'Insee, en 2010, la répartition de la population sur le territoire de la commune était considérée comme « intermédiaire » : 60 % des habitants résidaient dans des zones « intermédiaires », 39 % dans des zones « peu denses » et 1 % dans des zones « très peu denses ».

#### Évolution démographique
L'évolution du nombre d'habitants est connue à travers les recensements de la population effectués dans la commune depuis 1793. Pour les communes de plus de 10 000 habitants les recensements ont lieu chaque année à la suite d'une enquête par sondage auprès d'un échantillon d'adresses représentant 8 % de leurs logements, contrairement aux autres communes qui ont un recensement réel tous les cinq ans,.

En 2022, la commune comptait 16 684 habitants, en évolution de +3,08 % par rapport à 2016 (Loire-Atlantique : +6,68 %, France hors Mayotte : +2,11 %).
| 1793  | 1800  | 1806  | 1821  | 1831  | 1836  | 1841  | 1846  | 1851  |
| ----- | ----- | ----- | ----- | ----- | ----- | ----- | ----- | ----- |
| 7 236 | 7 222 | 7 252 | 7 779 | 8 190 | 8 239 | 8 503 | 8 577 | 8 648 |

| 1856  | 1861  | 1866  | 1872  | 1876  | 1881  | 1886  | 1891  | 1896  |
| ----- | ----- | ----- | ----- | ----- | ----- | ----- | ----- | ----- |
| 8 540 | 8 524 | 6 749 | 6 705 | 6 804 | 6 912 | 7 062 | 7 020 | 7 054 |

| 1901  | 1906  | 1911  | 1921  | 1926  | 1931  | 1936  | 1946  | 1954  |
| ----- | ----- | ----- | ----- | ----- | ----- | ----- | ----- | ----- |
| 6 913 | 6 852 | 6 609 | 5 760 | 6 082 | 6 164 | 6 163 | 6 014 | 6 567 |

| 1962  | 1968  | 1975  | 1982  | 1990   | 1999   | 2006   | 2011   | 2016   |
| ----- | ----- | ----- | ----- | ------ | ------ | ------ | ------ | ------ |
| 6 389 | 6 499 | 7 644 | 9 140 | 11 665 | 13 655 | 15 226 | 15 693 | 16 186 |

| 2021   | 2022   | - | - | - | - | - | - | - |
| ------ | ------ | - | - | - | - | - | - | - |
| 16 151 | 16 684 | - | - | - | - | - | - | - |

La baisse démographique visible entre 1861 et 1866, est liée à la séparation de La Turballe érigée en commune distincte en 1865.

#### Pyramide des âges
La population de la commune est relativement âgée.
En 2018, le taux de personnes d'un âge inférieur à 30 ans s'élève à 29,2 %, soit en dessous de la moyenne départementale (37,3 %). À l'inverse, le taux de personnes d'âge supérieur à 60 ans est de 32,2 % la même année, alors qu'il est de 23,8 % au niveau départemental.
En 2018, la commune comptait 7 795 hommes pour 8 312 femmes, soit un taux de 51,6 % de femmes, légèrement supérieur au taux départemental (51,42 %).
Les pyramides des âges de la commune et du département s'établissent comme suit.
| Hommes | Classe d’âge | Femmes |
| ------ | ------------ | ------ |
| 0,8    | 90 ou +      | 1,7    |
| 7,5    | 75-89 ans    | 9,0    |
| 22,0   | 60-74 ans    | 23,1   |
| 23,7   | 45-59 ans    | 23,4   |
| 14,0   | 30-44 ans    | 15,9   |
| 15,3   | 15-29 ans    | 12,3   |
| 16,6   | 0-14 ans     | 14,5   |

| Hommes | Classe d’âge | Femmes |
| ------ | ------------ | ------ |
| 0,6    | 90 ou +      | 1,8    |
| 6      | 75-89 ans    | 8,6    |
| 15,1   | 60-74 ans    | 16,4   |
| 19,4   | 45-59 ans    | 18,8   |
| 20,1   | 30-44 ans    | 19,3   |
| 19,2   | 15-29 ans    | 17,4   |
| 19,5   | 0-14 ans     | 17,6   |

### Enseignement
Guérande est rattachée à l’académie de Nantes, dans la zone B du calendrier scolaire. La commune dispose de trois écoles primaires publiques, de quatre écoles primaires confessionnelles privées et d'un établissement en langue bretonne du réseau Diwan.
Deux collèges publics — les collèges du Pays Blanc et Jacques-Brel — et un collège privé — le collège Saint-Jean-Baptiste — préparent l'accès au lycée, dont trois résident sur la commune, le lycée Galilée, le lycée privé La Mennais et le lycée professionnel Olivier-Guichard,.
Le conservatoire intercommunal de musique propose l'enseignement de près de 30 disciplines instrumentales ainsi que des saisons de concerts.

### Vie culturelle et sportive

#### Vie associative
Au 1er janvier 2016, près de cent cinquante associations regroupent les activités des Guérandais. On dénombre en particulier cinquante-trois associations sportives, de danse et de bien-être, sept sociétés d'anciens combattants, dix-huit groupements civiques promouvant l'action solidaire, familiale et sociale, deux associations de commerçants, neuf unités de défense de l'environnement et soixante associations culturelles ou artistiques. Au titre de ces dernières, on peut citer la société des Amis de Guérande, fondée en 1928, qui édite les Cahiers du Pays de Guérande depuis 1968.
Tous les ans depuis 2015, la ville organise un forum des associations, permettant la présentation des différents groupements aux Guérandais.

#### Manifestations culturelles et festivités

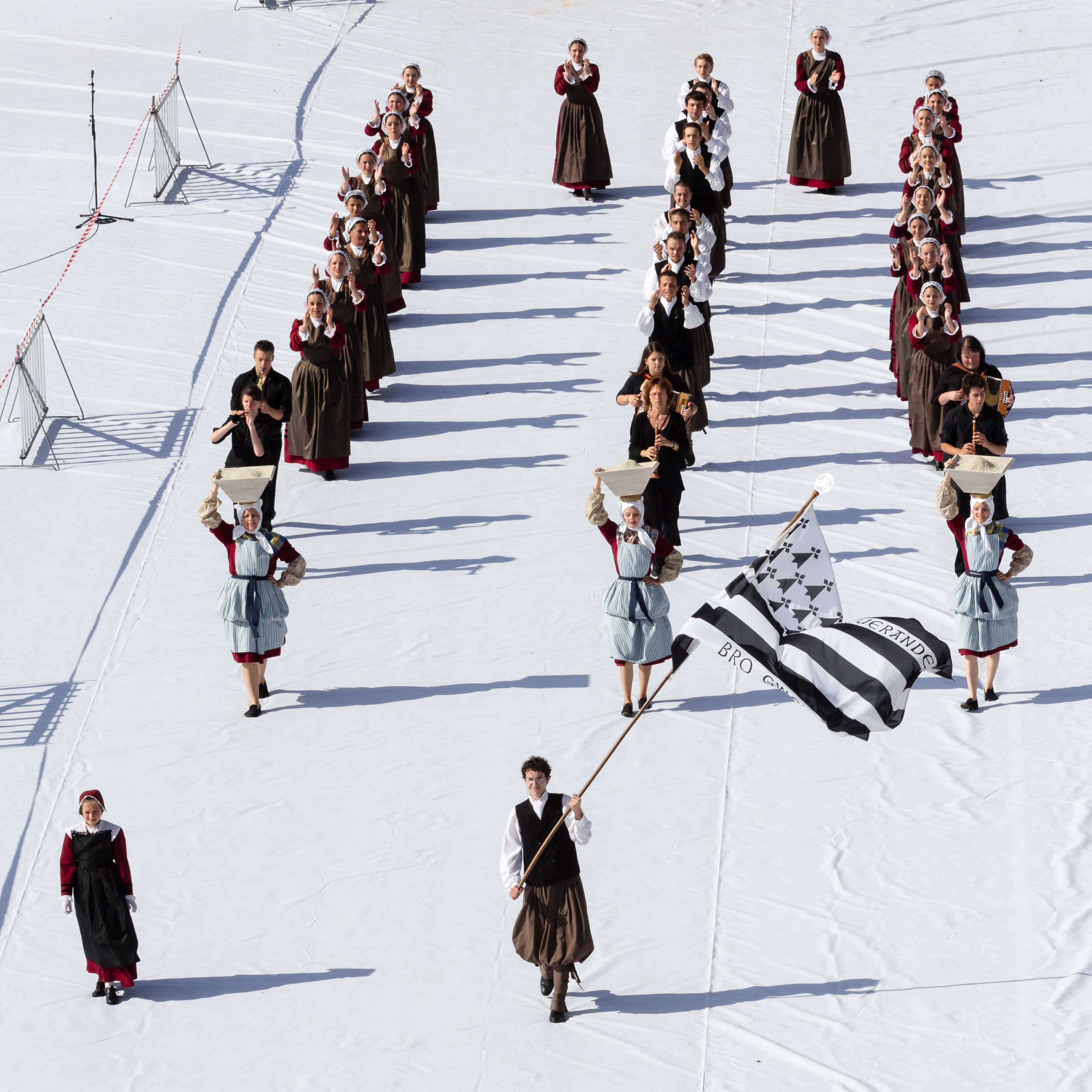
Le cercle celtique Bro Gwenrann au festival interceltique de Lorient en 2012.

La Fête médiévale de Guérande est une fête qui a lieu pendant deux jours en mai depuis 1999. Elle ouvre la saison des festivités guérandaises. Elle est l’héritière des Fêtes historiques créées en 1926 à la suite du succès de la fête du Millénaire de saint Aubin célébré le 29 août 1920. Le premier thème retenu par la Fête de 1926 commémore la réception, en 1386, de Jean IV de Bretagne et de Jeanne de Navarre à Guérande pour leur mariage célébré à Saillé.

« […] toute la journée, les trains ne cessèrent de déverser du monde. La gare P. O. a accusé, à elle seule, dimanche un mouvement de près de 3 000 voyageurs. Également, dès les premières heures de l’après-midi, toutes les routes conduisant étaient sillonnées de véhicules de toutes sortes, sans compter la multitude de piétons. C’est ainsi que 200 autos durent s’aligner sur les Bas-Mail, de la porte de Saillé à la porte Saint-Michel. En ville, le torrent humain débordait de partout. »

— Article de La Presqu’île guérandaise du 11 juillet 1926.
Les thèmes annuels retenus évoquent majoritairement des épisodes de l’histoire de Guérande, du bas Moyen Âge — le premier traité de Guérande de 1365 est mis en spectacle en 1951 et 1958 — aux Temps modernes, comme la conspiration de Pontcallec illustrée en 1939, 1947 et 1960. Si la formule, centrée sur une pièce de théâtre ou un spectacle historique demandant la participation de nombreux bénévoles, s’érode pour s’achever en 1960 faute de figurants, une nouvelle impulsion est donnée à partir de 1979 et perdure jusqu’en 1985. Cette fois, c’est la formule même de la pièce historique qui ne répond plus aux attentes du public. Il faut attendre 1999 pour que la Fête médiévale s’impose, à partir du succès du Noël médiéval de l'année précédente ; elle vise initialement à promouvoir le patrimoine médiéval de la cité et à favoriser l’obtention du label Ville d’art et d’histoire ; la pièce de théâtre est désormais remplacée par un ensemble d’animations ponctué par un défilé populaire. De nouveau, les thèmes sont empruntés aux grandes heures de l’histoire médiévale de la localité. Ainsi, les traités de 1365 et 1381 sont au centre des animations de 2003 et 2004 alors que le mariage de Jean IV et de Jeanne de Navarre est repris en 2008, célébrant l’âge d’or de la cité médiévale. L’événement n’a cessé de grandir depuis sa création. Si 200 figurants s’adressent à 10 000 spectateurs en 1928, 1 500 figurants sont mobilisés pour animer un événement rassemblant 25 000 spectateurs en 2000. En 2008, la Fête nécessite 800 bénévoles et 300 professionnels du spectacle pour distraire 40 à 50 000 spectateurs.
Les festivités continuent à l’amorce de l’été. Le festival annuel de musique La Voix des Orgues se déroule dans la collégiale Saint-Aubin ; il propose depuis 1956 des concerts les vendredis soir en juillet et août.
L’été voit également l’organisation de la fête des Métais, animée depuis 1980 par l’association La Madeleine d’hier et d’aujourd’hui le dimanche le plus proche du 22 juillet ; il s’agit d’une fête folklorique proposant concerts, animations, artisanat et conclue par un feu d’artifice.
Elle est suivie par le festival Les Celtiques de Guérande, qui se déroule au mois d'août depuis 1990. Ce dernier est organisé par le cercle celtique Bro Gwenrann. Il propose, entre autres, des concerts, des spectacles, des festoù-noz et des jeux traditionnels centrés sur la culture celtique et le patrimoine guérandais.
Le festival du livre en Bretagne de Guérande est né en novembre 2004 sous la présidence de Patrick Poivre d'Arvor. Depuis les festivals se succèdent annuellement, accueillant éditeurs, libraires et auteurs.

#### Équipements culturels et sportifs
Le centre culturel Athanor est un théâtre qui dépend du service d'action culturelle municipal. Outre une structure ouverte au théâtre et à la musique, il accueille également des salles d'exposition pour les arts plastiques, des espaces ouverts aux manifestations privées ou professionnelles, ainsi que la médiathèque Samuel-Beckett, installée au rez-de-chaussée.
Les activités liées aux activités salicoles sont présentées par deux musées. La maison des Paludiers est un écomusée situé au centre de Saillé qui propose également la visite de salines.
Terre de Sel est la branche commerciale de la coopérative des paludiers du bassin salicole de Guérande. Situé à Pradel, ce site est à la fois un espace muséographique, une boutique et un espace pour des réceptions.
Le musée de la poupée et du jouet ancien, situé dans l'ancien hôpital Saint-Jean, abrite une collection de près de 300 poupées, mettant en scène la vie du XIXe siècle.
Le complexe sportif Jean-Ménager réunit des équipements couverts dont plusieurs salles multisports et un dojo, ainsi que trois terrains de football en extérieur. D'autres équipements sont accessibles gratuitement en 2016, tels qu'un skatepark et des courts de tennis. L'offre en installations sportives est complétée par plusieurs salles multisports et de gymnastique — salles de Kerbiniou, de la Madeleine et du Pays blanc —, de tennis — salle de Bréhadour —, des plateaux sportifs — plateaux de la Madeleine et de Saillé — et par le centre aquatique Jean-Pierre-d'Honneur.
Guérande est le point de départ de deux sentiers de grande randonnée (GR). Le GR 3, quitte Guérande, à la porte Saint-Michel, et mène jusqu'au mont Gerbier de Jonc, en suivant sa vallée de la Loire sur 1 243 km. Le premier tronçon relie Guérande à Saint-Étienne-de-Montluc sur 104 km. Guérande est également le point de départ ou d'arrivée du GR 39, qui rejoint le Mont-Saint-Michel, par Redon et Rennes.

#### Événements sportifs
Depuis l'année 1977 a lieu, dans la cité médiévale et sur les promenades autour des remparts, la Corrida de Guérande , aujourd'hui organisée par le PGAC (Presqu'île Guérandaise Athlétic Club), en partenariat avec la mairie de Guérande, Amarris Groupe et le Crédit Agricole. Le nom de cette course pédestre est dû à la corrida de São Paulo, ou corrida de la Saint Sylvestre, qui, tout comme la première édition de la course guérandaise, survient toujours un 31 décembre. L'événement se déroule depuis au début du mois de novembre et est divisé en plusieurs courses et parcours distincts : la course par équipe Amarris, les galopades pour les plus jeunes, le 5 km féminin et le 10 km mixte. Le parcours de ces deux dernières épreuves a la particularité de passer par chacune des quatre portes de la cité médiévale. Celui ou celle qui finira la Corrida aura le plaisir de repartir avec le traditionnel kilo de sel ; de Guérande, évidemment...

### Santé
Les soins sur place sont assurés en 2016 par plusieurs praticiens dont plus de vingt médecins généralistes, assistés d'auxiliaires médicaux et de six pharmacies. Les habitants de Guérande ont également accès à l'hôpital intercommunal de la Presqu'île, résultant de la fusion en 2003 du centre hospitalier de Guérande et de l'hôpital local du Croisic, ainsi qu’à l’hôpital de jour L’Estran et à la maison de retraite Les Écrivains. Les urgences sont traitées par les établissements de Saint-Nazaire, la polyclinique de l'Europe et l'hôpital Cité sanitaire, situés à quelque vingt kilomètres.

### Cultes
Guérande fait partie de la paroisse catholique Notre-Dame-la-Blanche de Guérande et Saint-Anne-du-Pays-blanc, qui dépend du diocèse de Nantes, suffragant depuis 2003 de la province ecclésiastique de Rennes qui regroupe les diocèses des régions Bretagne et Pays de la Loire. Jean-Paul James est l’évêque de ce diocèse depuis le 8 juillet 2009. La paroisse regroupe les églises de Guérande, de La Turballe, de Piriac-sur-Mer, de Mesquer et de Saint-Molf.
Au sein de la paroisse, trois églises font l'objet d'un service religieux régulier — la collégiale Saint-Aubin, l'église de la Madeleine et l'église Saint-Clair de Saillé —, de même que trois chapelles, Saint-Cado à Careil, Sainte-Catherine à Clis et Notre-Dame-la-Blanche à Guérande intra-muros.

Édifices accueillant un service religieux (sélection).
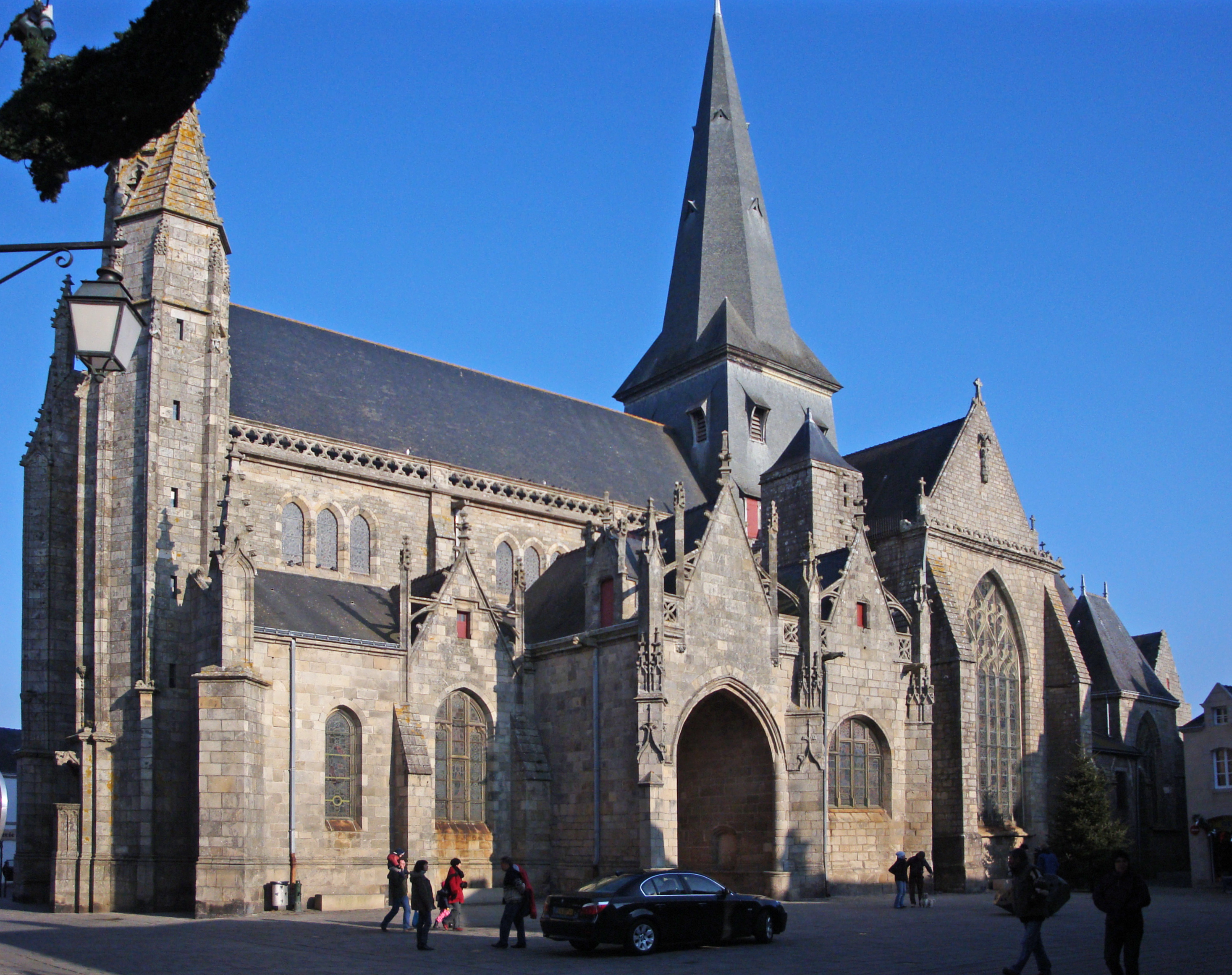
La collégiale Saint-Aubin.
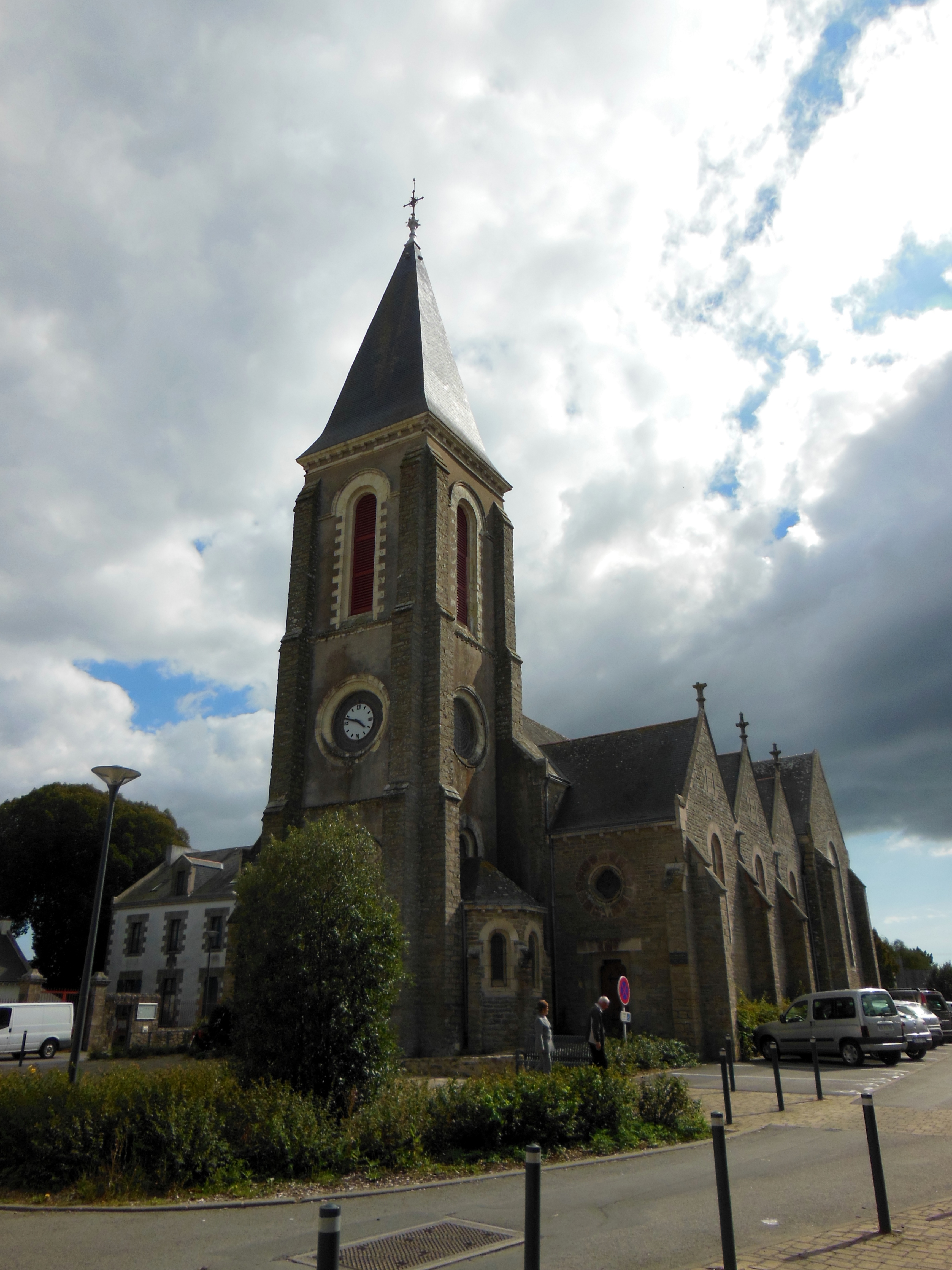
L'église de la Madeleine.
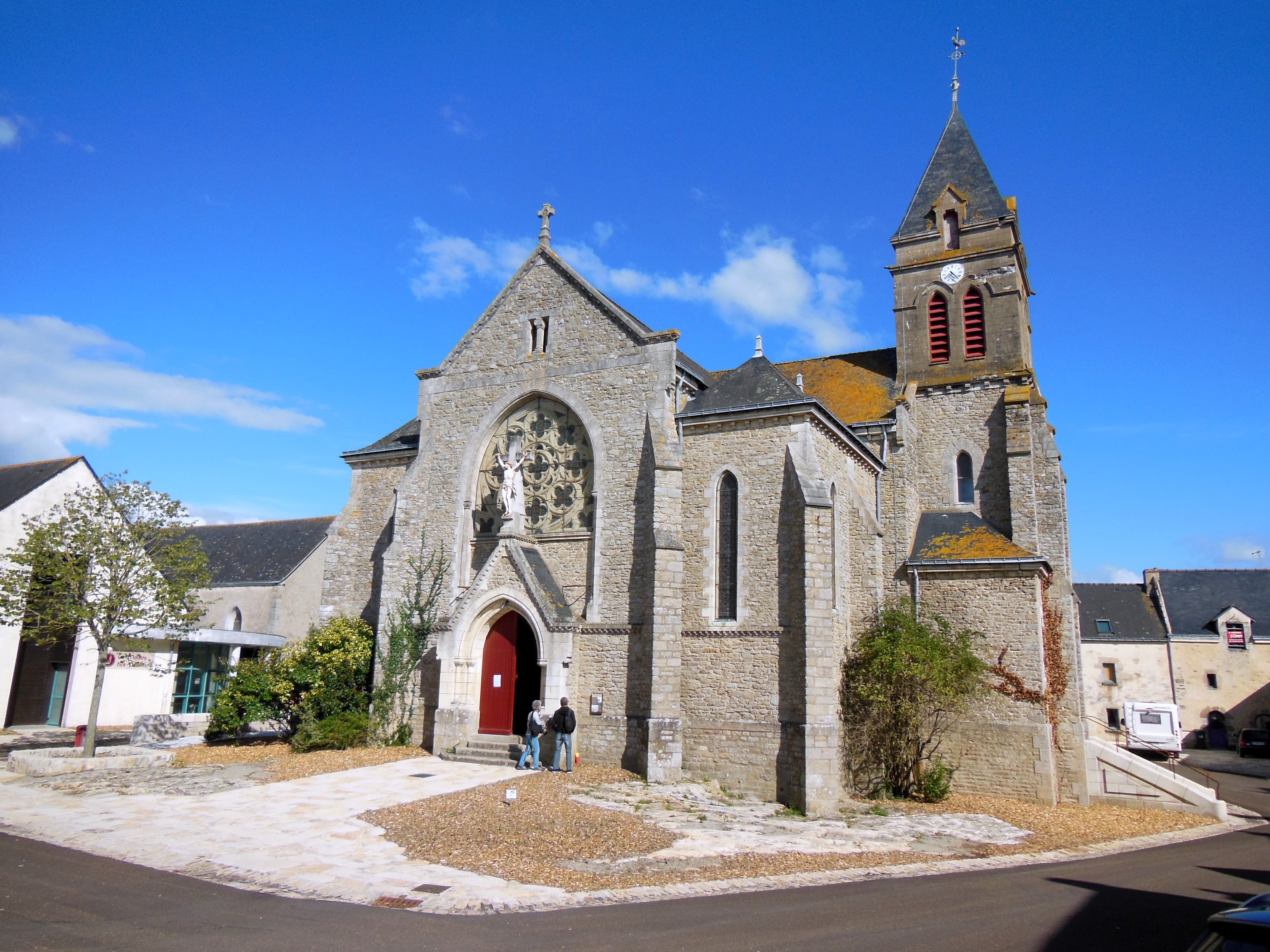
L'église Saint-Clair de Saillé.
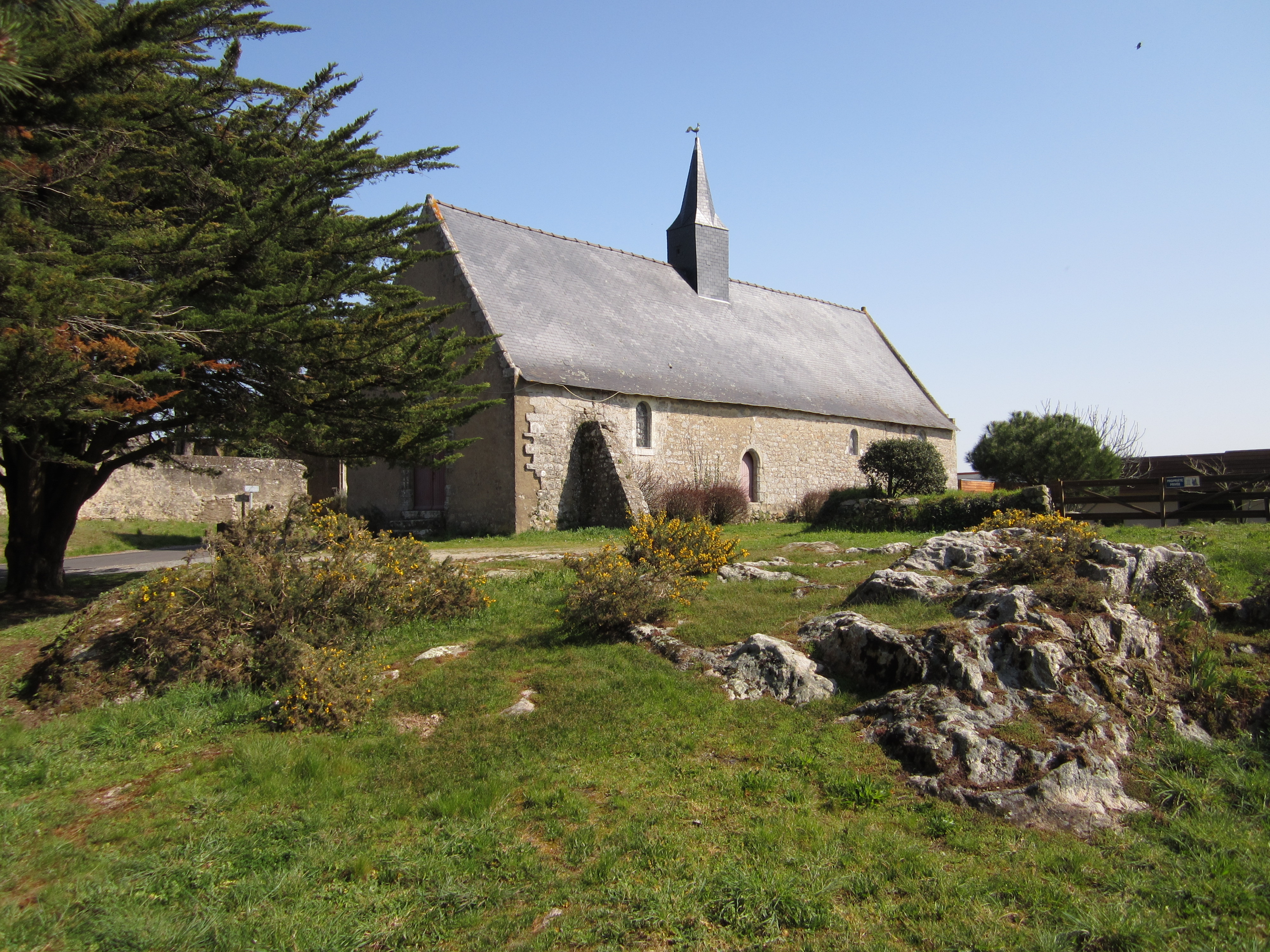
La chapelle de Careil.
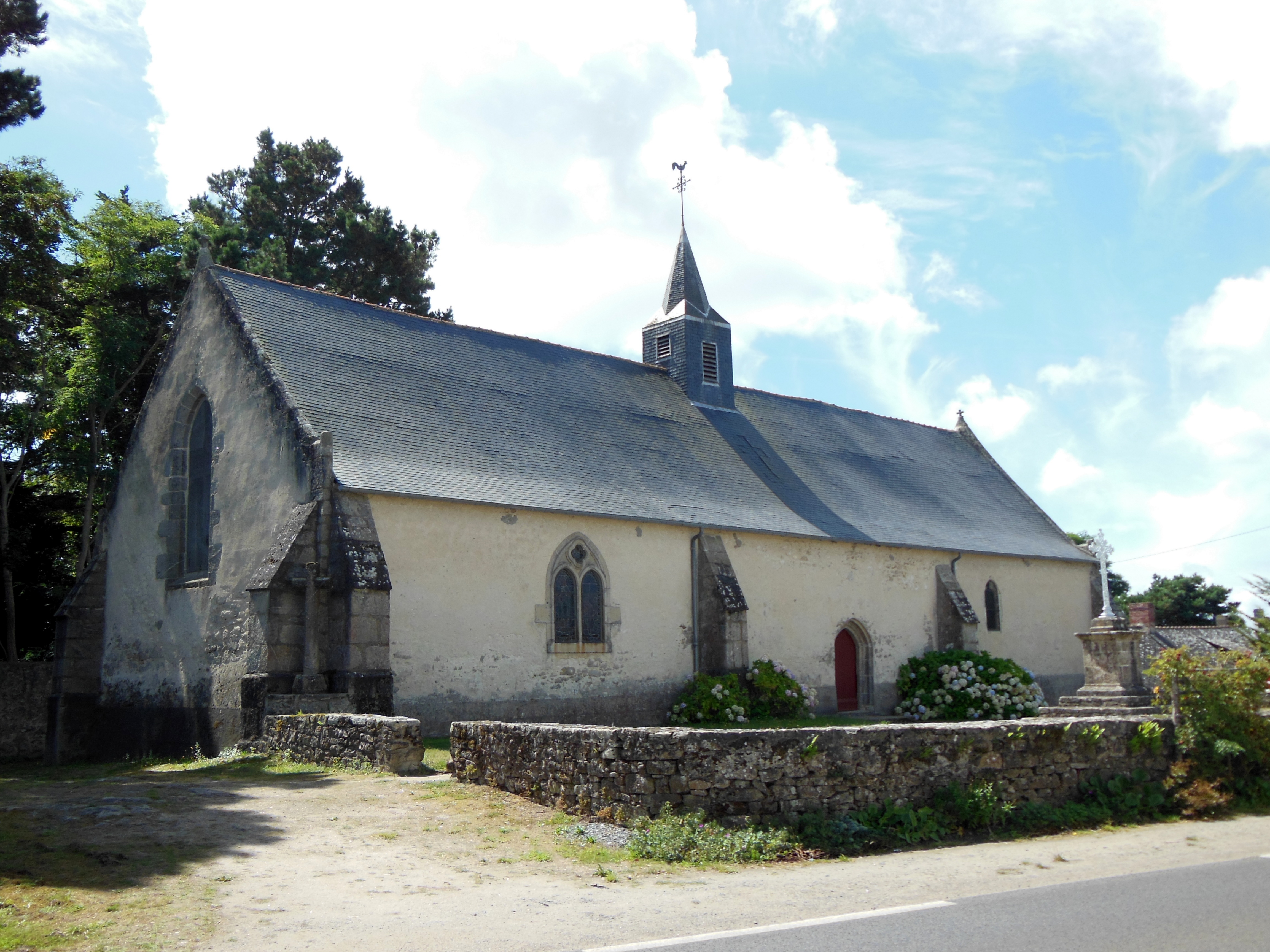
La chapelle Sainte-Catherine de Clis.

### Médias

Le logo de L'Écho de la Presqu'île.

L'Écho de la Presqu'île guérandaise et de Saint-Nazaire est un hebdomadaire régional d’information paraissant le vendredi, dont le siège social se situe à Guérande. Selon les chiffres de l’OJD, la diffusion totale pour 2015 a été de l’ordre de 15 000 numéros en moyenne sur l’année.
Outre au canton de Guérande, la diffusion du périodique s’étend aux cantons de La Baule-Escoublac, Canton de Muzillac, Pontchâteau, Savenay et Saint-Nazaire. Il appartient depuis 2007 au groupe SIPA Ouest-France par le biais de sa filiale Publihebdos.

## Économie

### Histoire économique
L'autosubsistance des habitants implantés dans les marais a justifié des activités parallèles à la culture et au transport du sel, et en particulier la culture agricole, attestée depuis au moins le XVe siècle. On cultive alors les plantes potagères et le seigle, tout en conservant des étendues de landes pour le bétail. La viticulture est également présente, puisque le hameau de Clis sur la commune voisine de Guérande compte dès 1636 un « presoir avecq son esquipaige ».
L‘Encyclopédie du commerçant de 1839 mentionne que « Guérande est la seule ville de l’arrondissement de Savenay qui possèdent quelques manufactures où l'on fabrique des toiles de lin et de coton dites basins de Guérande ». Jean-Baptiste Ogée en fait mention également dans son dictionnaire de 1843 et, au XXIe siècle, Ronan Durandière qualifie cette activité de proto-industrie.
Cette activité occupe, en 1796, 85 personnes sur la commune, dont 49 sergers et 22 tisserands, principalement installés dans les hameaux du nord de Guérande ; elles sont 130 en 1851, incluant 33 tisserands.
La culture du lin (Linum usitatissimum) est individuelle, sur des parcelles de 5  à   10 ares, le rouissage étant ensuite principalement effectué en Brière.

### Revenus de la population et fiscalité
En 2011, le revenu fiscal médian par ménage était de 33 020 €, ce qui plaçait Guérande au 10 700e rang parmi les 31 886 communes de plus de 49 ménages en métropole. En 2012, 30,2 % des foyers fiscaux n'étaient pas imposables.

### Emploi
En 2013, la population âgée de 15 à 64 ans s'élevait à 9 808 personnes, parmi lesquelles on comptait 73,4 % d'actifs dont 65,6 % ayant un emploi et 7,8 % de chômeurs.
On comptait alors 7 365 emplois dans la zone d'emploi, contre 6 788 en 2008. Le nombre d'actifs ayant un emploi résidant dans la zone d'emploi étant de 6 495, l'indicateur de concentration d'emploi est de 113,4 %, ce qui signifie que la zone d'emploi offre un peu plus d’un emploi par habitant actif.

### Entreprises et commerces
Au 31 décembre 2013, Guérande comptait 2 069 établissements : 63 dans l’agriculture-sylviculture-pêche, 181 dans l'industrie, 202 dans la construction, 1 364 dans le commerce-transports-services divers et 259 étaient relatifs au secteur administratif.
En 2014, 146 entreprises ont été créées à Guérande, dont 96 par des auto-entrepreneurs.
Le tableau ci-dessous détaille les établissements actifs par secteur d'activité au regard du nombre de salariés :
|                                                              | Total | %     | 0 salarié | 1 à 9 salariés | 10 à 19 salariés | 20 à 49 salariés | 50 salariés ou plus |
| ------------------------------------------------------------ | ----- | ----- | --------- | -------------- | ---------------- | ---------------- | ------------------- |
| Ensemble                                                     | 2 069 | 100,0 | 1 440     | 509            | 66               | 30               | 24                  |
| Agriculture, sylviculture et pêche                           | 63    | 3,0   | 47        | 15             | 1                | 0                | 0                   |
| Industrie                                                    | 181   | 8,7   | 139       | 29             | 6                | 3                | 4                   |
| Construction                                                 | 202   | 9,8   | 129       | 55             | 12               | 5                | 1                   |
| Commerce, transports, services divers                        | 1 364 | 65,9  | 928       | 379            | 37               | 14               | 6                   |
| dont commerce et réparation automobile                       | 408   | 19,7  | 226       | 157            | 15               | 7                | 3                   |
| Administration publique, enseignement, santé, action sociale | 259   | 12,5  | 197       | 31             | 10               | 8                | 13                  |
| Champ : ensemble des activités.                              |       |       |           |                |                  |                  |                     |

L'examen de ce tableau amène quelques remarques : l'essentiel de l'activité économique est assuré par des entreprises du secteur tertiaire ; l'agriculture et la pêche représentent une part encore significative de la vie économique de la localité avec 63 établissements actifs ; moins de 10 % de l'activité est assuré par des entreprises du secteur industriel, qui reste concentré sur des structures de moins de dix salariés, tout comme les activités liées à la construction ; l'administration publique, l’enseignement, la santé et l’action sociale forment une activité qui regroupe plus de 12 % des entreprises et comptent treize des vingt-quatre établissements employant plus de 50 salariés.
Le site de l'enseigne française de grande distribution E.Leclerc est le premier employeur privé de la commune avec 320 salariés. D’autres enseignes emploient plus de 50 salariés, telles Carrefour Market (85 employés), Intermarché (60 salariés) et Leroy Merlin (60 employés).
Le secteur industriel regroupe également des sociétés qui emploient plus de 50 salariés. Il en est ainsi des Charpentes métalliques David (125 salariés), de la Sodipa, société d’emballages en papier et plastiques (70 salariés) et d’AJ Tech, spécialisée dans le domaine des équipements thermiques (60 salariés). Enfin, au nombre des entreprises importantes de la localité, il faut citer Eurovia, société de travaux publics (50 salariés), la blanchisserie SNDI (85 salariés), la société d’assainissement Grandjouan du groupe Veolia (100 salariés) et les transports Maury (135 salariés).

### Agriculture

#### Viticulture
Au début du XIXe siècle, le vignoble guérandais, constitué de petites parcelles anciennement seigneuriales mises en vente après la Révolution, représente une superficie d’environ 355 ha ; il est caractérisé par une parcellisation poussée à l’extrême de près de 1 500 unités.
Des cépages alors utilisés ont été successivement introduits et le très ancien pineau d'Aunis, le chenin blanc et la folle-blanche en sont les principales variétés nobles. Les caves sont alors concentrées en deux pôles principaux, Guérande ville et le village de Saillé, avec des pressoirs principalement situés intra-muros.
Le vignoble subit, à partir de 1850 et comme dans nombre de régions viticoles françaises, l’arrivée de maladies cryptogamiques nord-américaines, l’oïdium (Erysiphe necator) puis, vers 1878, le mildiou (Plasmopara viticole).
Il est difficile de dater l’arrivée — assez tardive en comparaison d’autres régions françaises touchées dans les années 1860 — du phylloxéra (Daktulosphaira vitifoliae) dans le vignoble guérandais ; elle est, semble-t-il, postérieure à 1890.
Les agriculteurs pratiquent alors un ré-encépagement avec des vignes hybrides producteurs directs (HPD) très résistantes aux nouvelles attaques cryptogamiques et à hauts rendements. Faute de connaissance de la technique des assemblages, la tentative d’utilisation d’hybrides avorte. En 1914, le vignoble guérandais ne représente plus qu’une quinzaine d’hectares, dont quatorze d’hybrides.
Après la Première Guerre mondiale se développe la plantation de cépages hybrides de collection, au détriment des cépages de qualité, et les surfaces cultivées atteignent 113 ha en 1929 puis 500 ha en 1957. Trois cépages sont particulièrement exploités, le noah et les seibel 7053 et 54-55, suivis par l’othello et le seyve villard,.
En 1961, seules 5 % des surfaces cultivées produisent des vins de qualité, sur les 500 ha exploités. Le grolleau représente à cette période 33 % des cépages utilisés. La viticulture constitue alors le plus souvent un complément de revenus avec des surfaces exploitées inférieures à 0,30 ha.
L’étude menée en 1992 à l’initiative du SIVOM de La Baule décrit une population de 95 viticulteurs d’âge moyen supérieur à 63 ans, cultivant un territoire cumulé de 19 ha, couvert principalement de cépages hybrides. L’auteur conclut : « en fin de compte, aucun des viticulteurs n’est réellement viticulteur sur le coteau guérandais et leurs connaissances viticoles sont limitées, tant en ce qui concerne les modes de conduite que la vinification proprement dite […] Il en résulte des vins généralement acides qui constituent la boisson familiale, et qui ne s’apparentent en rien avec les produits plus élaborés vendus sous l’appellation […] vin de pays ».
Néanmoins, une association guérandaise, Les Clos du Coteau, s’emploie à partir d’avril 2008 à replanter le pineau d’Aunis et le chenin sur quelques dizaines d’ares. En parallèle et depuis 2005, un travail de prospection est entrepris afin de collecter des résurgences de plants nobles ayant résisté aux attaques des champignons phylloxériques et de valoriser la biodiversité viticole de la région.

#### Agriculture et saliculture

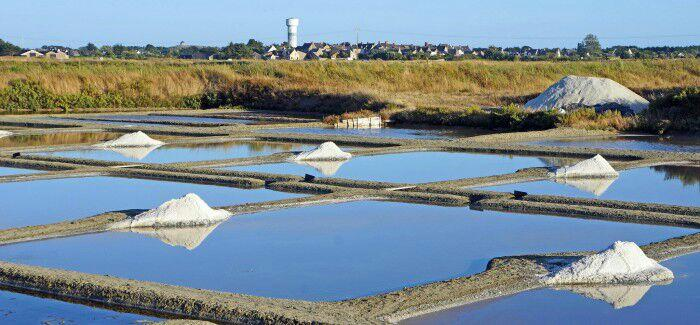
Les marais salants de Guérande.

Outre la viticulture, le pays guérandais a vécu un constant développement de son agriculture depuis la seconde moitié du XVIIIe siècle, période qui se signale par une politique de défrichement des landes, activité qui se poursuit jusqu’aux années 1840. De 1826 à 1843, les surfaces labourables passent de 3 212 ha à 5 930 ha, portant les surfaces en friche de 15 à 8 %. On note surtout le développement de la culture du blé, au détriment de celles du seigle et de l’avoine.
L'augmentation des surfaces cultivées se fait au détriment de l’aviculture ; on ne compte en 1930 que 300 moutons sur la commune, alors qu’à la fin du XIXe siècle, la foire au bétail de Guérande constitue l'une des plus importantes du département.
Le plan espace agricole pérenne (PEAN) développé par le PLU de 2013, s’applique à la zone Guérande - La Turballe et couvre 1 720 ha. Il a pour objectif la reconquête des espaces en friche et l’incitation des propriétaires à valoriser les surfaces agricoles. Il s’agit d’une démarche de gestion collaborative, rassemblant collectivités, agriculteurs et chambre d’agriculture dans une zone qui a vu sa surface agricole utile (SAU) diminuer plus sensiblement que celles des communes de l’estuaire ou du Sud-Loire — de 0 à - 15 % entre 2000 et 2010 à comparer à une situation stable sur la zone dite Pôle ouest. Les exploitations agricoles recensées en 2010 sont au nombre de 49, en diminution de plus de 50 % par rapport à 2000.
Les études montrent un développement marqué du maraîchage entre Guérande et Le Croisic, aux côtés de la saliculture qui a obtenu en 2012 l’Indication géographique protégée (IGP) européenne Sel de Guérande / Fleur de sel de Guérande.
Sur l’ensemble de la presqu’île, la saliculture constitue une activité agricole centrale, couvrant 2 000 ha et un chiffre d'affaires de l’ordre de 20 millions d’euros regroupant 250 paludiers,.
Le sel — dont les débouchés des années 2010 sont constitués à 75 % de sel de bouche, 20 % pour l’industrie agroalimentaire et 5 % pour l’agriculture et les activités de déneigement — est commercialisé par vente directe ou bien au travers de la coopérative des Salines de Guérande par des sociétés de négoce.
La culture du sel demeurant une activité centrale, tant du point de vue touristique qu’économique, le lycée professionnel de Guérande a ouvert une section de formation de paludiers.

### Commerces et tourisme
En 2016, sept hôtels sont établis dans la commune, auxquels 1 050 places réparties dans six campings viennent s’ajouter à l’offre de logement touristique,.
Vingt-quatre établissements Gîtes de France viennent compléter les capacités d’accueil de la localité.
Guérande propose des marchés plusieurs fois par semaine, soit à l’intérieur des remparts, soit dans les halles plus particulièrement adaptées au commerce du poisson frais. Un marché de plein air se tient également toute l’année, deux fois par semaine, en périphérie de la collégiale Saint-Aubin.
Outre les grandes enseignes déjà citées — E.Leclerc, Carrefour Market, Intermarché et Leroy Merlin —, la commune dispose également d’une offre de commerces de proximité et touristiques couvrant, entre autres, l’alimentation, l'art et l’artisanat et beauté et prêt-à-porter.

## Culture locale et patrimoine

### Lieux et monuments
La localité compte douze monuments répertoriés à l'inventaire des monuments historiques. Par ailleurs, elle compte soixante-dix-sept objets répertoriés à l'inventaire des monuments historiques et cent vingt-neuf objets répertoriés à l'inventaire général du patrimoine culturel.

#### Patrimoine civil et militaire
On compte parmi les monuments inscrits ou classés par le ministère de la Culture les premiers vestiges que l’Homme a laissé sur le territoire, comme le dolmen de Sandun, la pierre de Saillé et les menhirs de Bissin, de la Chapelle et de Keroland. Ces pointes granitiques sont ornées de rainures, de cupules ou de bassins.
Guérande a conservé ses remparts dans leur intégralité. Ils se développent sur 1 434 m et sont classés au titre des monuments historiques depuis 1877. Malgré l'homogénéité apparente de l’ensemble, ils sont le résultat d'ajouts successifs. Ainsi, près de la porte de Saillé se dresse un mur caractéristique du XIIe siècle. La porte Vannetaise est un châtelet caractéristique des constructions militaires définies sous le règne de Philippe II Auguste et du deuxième tiers du XIIIe siècle. La tour Saint-Jean date, quant à elle, du début du XVe siècle. Elle traduit une première adaptation à l’usage du canon, avec des ouvertures aménagées, plus larges que celles jusque-là destinées aux arbalétriers.
Les tours de Kerbenet, la Gaudinais, Sainte-Anne et Théologale, de forme semi-ronde, présentent les particularités des tours édifiées dans le deuxième tiers du XVe siècle, avec leurs meurtrières disposées en quinconce. Le même siècle voit la construction de la porte Saint-Michel, dont la couverture n’a été achevée qu’au début du XVIIe siècle. Il s'agit d'une porte monumentale, destinée à affirmer le prestige de la cité et son identité. Les armes de la ville y sont représentées, avec deux lions casqués soutenant l’écusson, rappelant la maison de Montfort. Les courtines, murailles reliant les tours entre elles, sont contemporaines de la porte Saint-Michel et ont été construites en grande partie au milieu du XVe siècle. Leur faible hauteur est caractéristique des constructions en vigueur à partir des années 1400 et est destinée à éviter l’ouverture de brèches provoquées par des tirs de canons.
La tour de l’Abreuvoir, en forme de fer à cheval, est destinée, avec ses canonnières, à défendre les courtines, selon les modèles militaires définis à partir de 1460. Enfin, la porte de Saillé date du XVIe siècle.
La tentation a été grande de pratiquer des ouvertures supplémentaires pour assurer le développement de la ville. Si la porte privative de la tour Sainte-Catherine, datant de 1818, n’en est qu’un exemple timide, la poterne du Tricot traduit la réflexion menée en 1850 par les édiles guérandais. Elle est aussitôt contrée par les défenseurs du patrimoine dont la démarche aboutit, en 1877, au classement de l’enceinte.
Des programmes de restauration successifs se sont appliqués, depuis les années 1970 à garantir l’intégrité de l’enceinte urbaine ; ces mesures ont été renforcées depuis 1993 par la mise en place d’un secteur sauvegardé selon les dispositions de la loi Malraux de 1962.
L'enceinte fortifiée n'était pas le seul élément défensif dont dispose la cité. Le mail ou boulevard, construit à la fin du XVe siècle ou au début du XVIe siècle, situé entre la porte Saint-Michel et la porte de Saillé pour la partie encore conservée, constitue une première ligne de défense, en renfort des remparts devenant de moins en moins efficaces avec le développement de l'artillerie d'attaque, et permet de plus d'y déployer des canons. Son aspect actuel résulte des aménagements du duc d'Aiguillon qui l'a faite rehausser et transformer en promenade arborée dans la seconde moitié du XVIIIe siècle. Les douves au pied de la courtine sont alors comblées.

L'enceinte fortifiée (sélection).
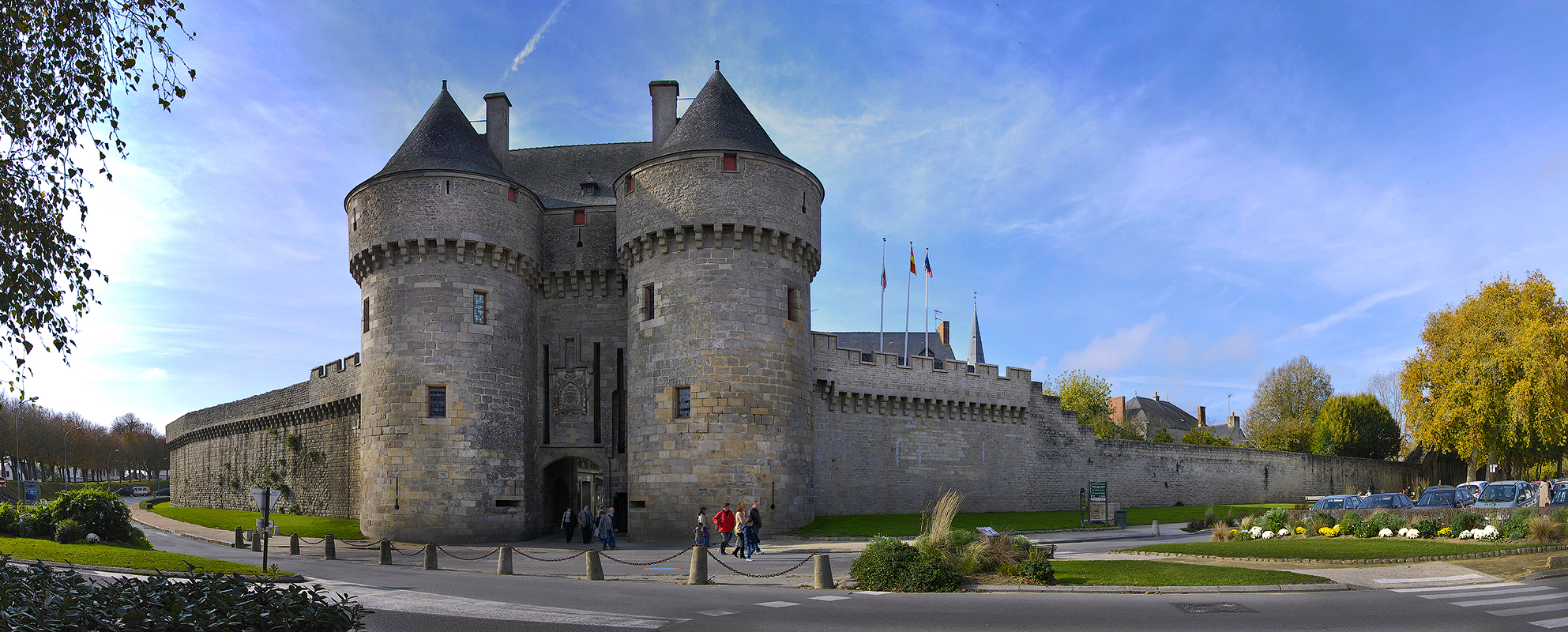
Vue panoramique.
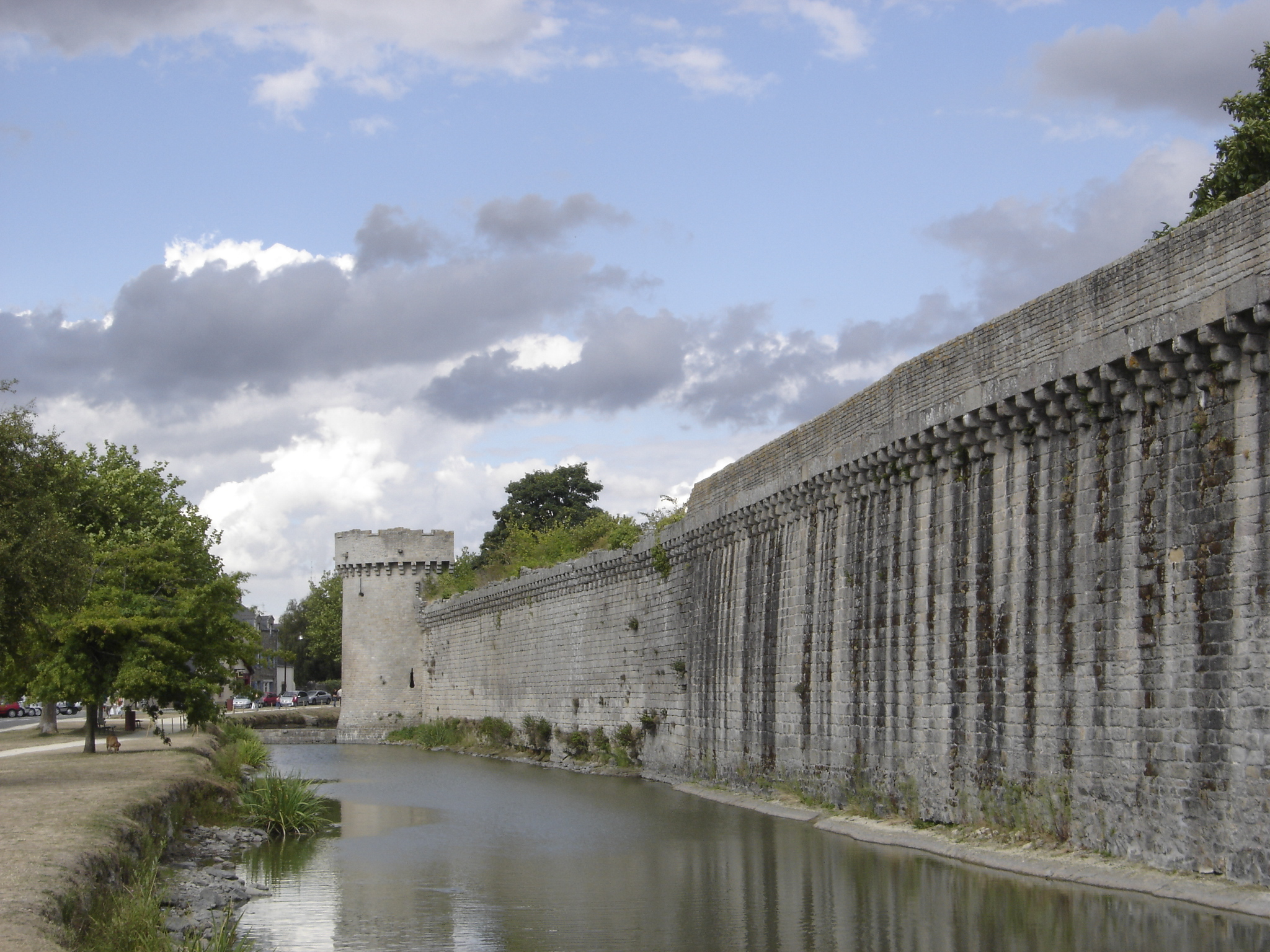
Les remparts et la tour de la Gaudinais.
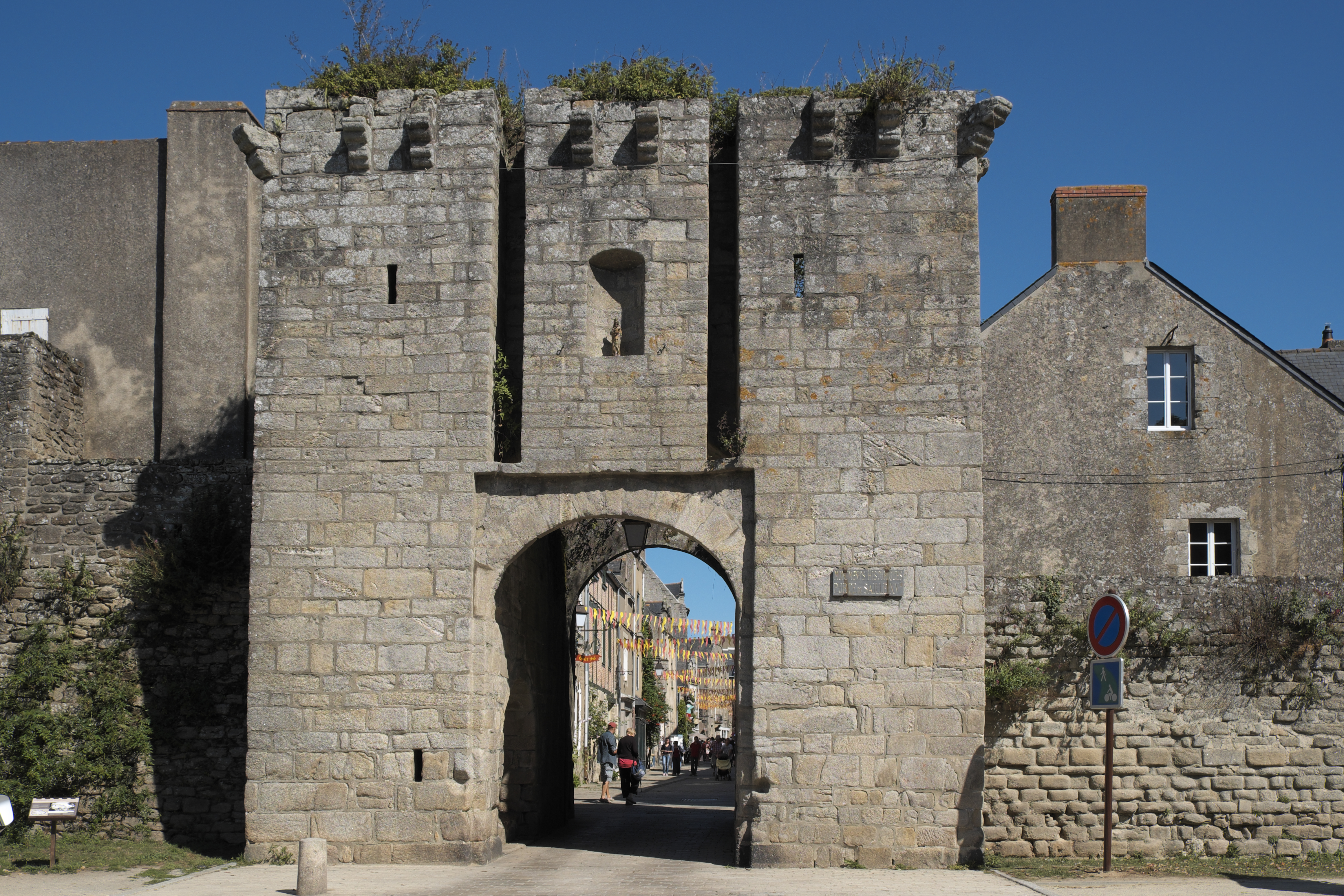
La porte de Saillé.
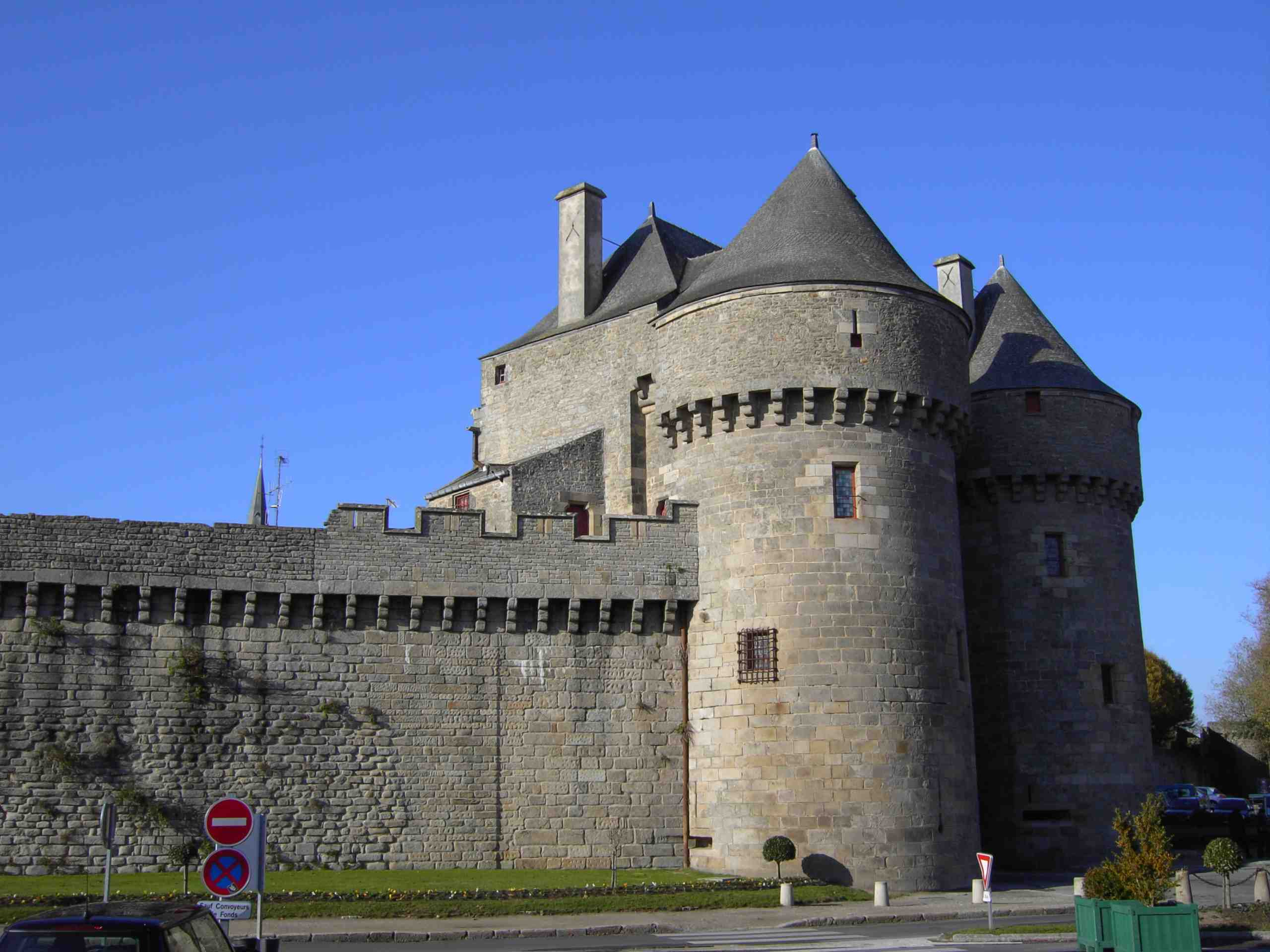
La porte Saint-Michel.
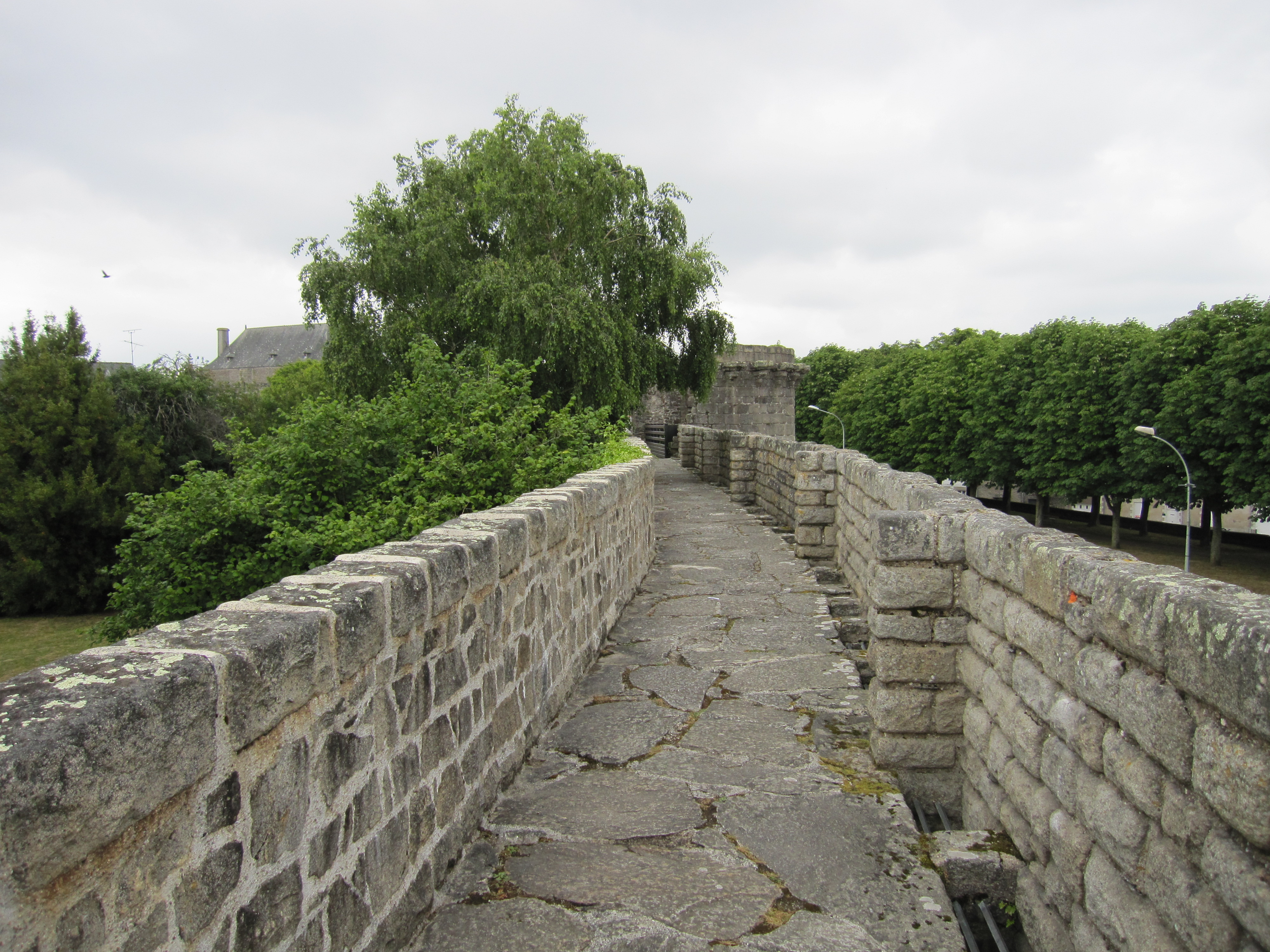
Courtines menant à la tour Saint-Jean.

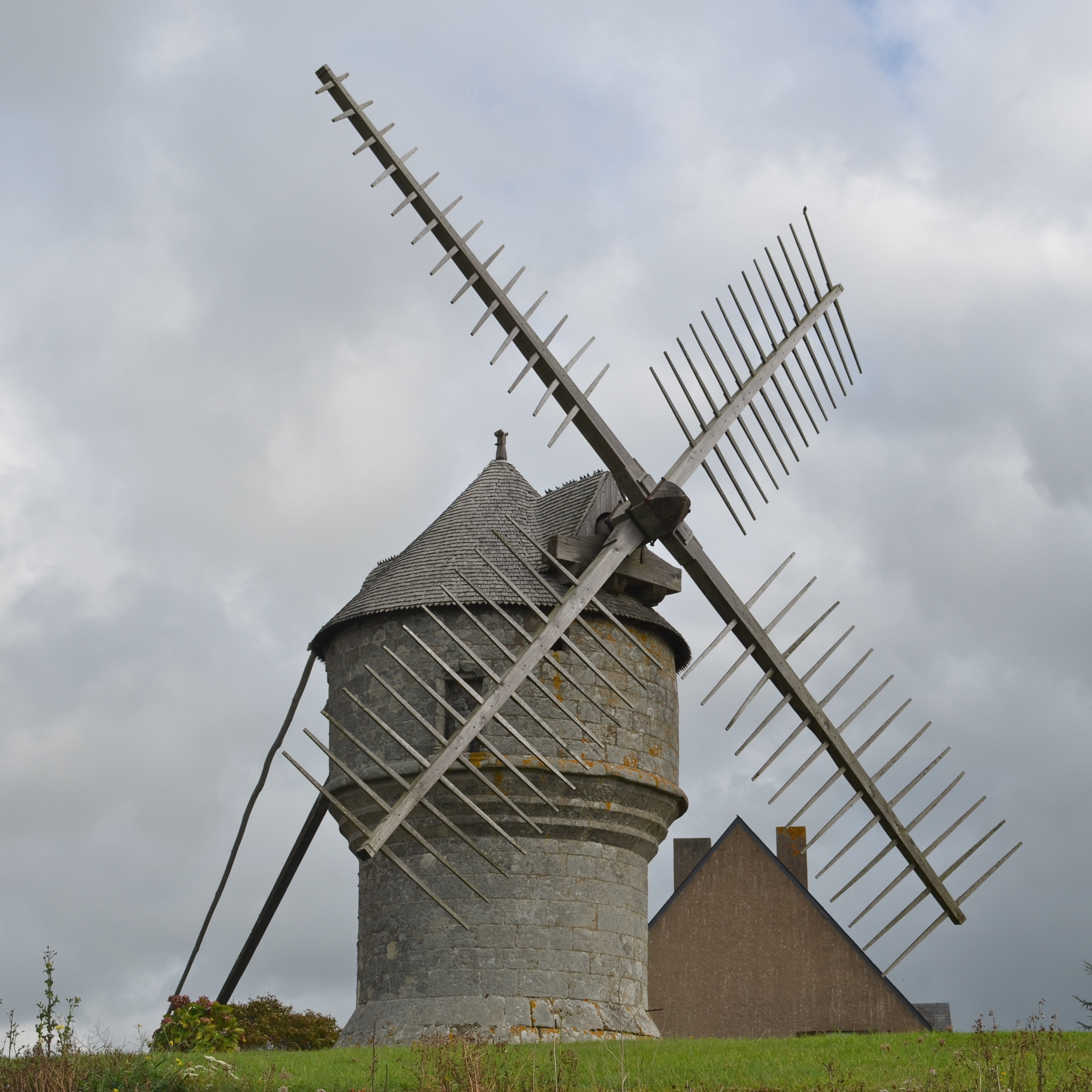
Le moulin de Crémeur.

Le moulin de Crémeur — appelé également « moulin du Diable » — date de la fin du XVe siècle ou du début du suivant ; il fait l’objet d’un classement par le ministère de la Culture depuis 1901. Il porte les armes de la famille de Carné, dont un gisant est visible dans la collégiale.
On compte au XXIe siècle trois moulins à vent, utilisés pour moudre la farine, sur le territoire de Guérande, les moulins de Kercabus, de Cardinal et de Crémeur. Les moulins du terrouer de Guérande sont de type « petit-pied breton », à l'instar de ceux que l'on retrouve du sud du Morbihan jusqu’au sillon de Bretagne, ou au nord de la Bretagne. Il s’agit de tours de granit s’élevant sur un socle largement évasé et servant de support à un étage en fort encorbellement, lui-même coiffé d’un chapeau conique. Le pied de diamètre plus étroit accueille l’escalier tournant qui conduit à la chambre des meules. Avant 1880 et l’apparition des ailes Berton dans la région, le petit-pied est de faible hauteur ; ceci s’explique par le fait que « [ses] ailes étaient de toile et qu’il fallait monter dans les [barreaux] pour déployer la voilure avant de détendre le frein, et pour le replier quand la mouture était finie ». L’architecture du petit-pied change alors et sa silhouette s’agrandit au point que le vocable « grosse-tête » remplace le « petit-pied », bien que techniquement ils fassent tous deux partie de la famille des grands moulins à meules multiples et à technologie moderne. On recense quatorze de ces moulins sur la presqu’île depuis le XIVe siècle mais seuls six sont encore conservés, dont les trois guérandais.

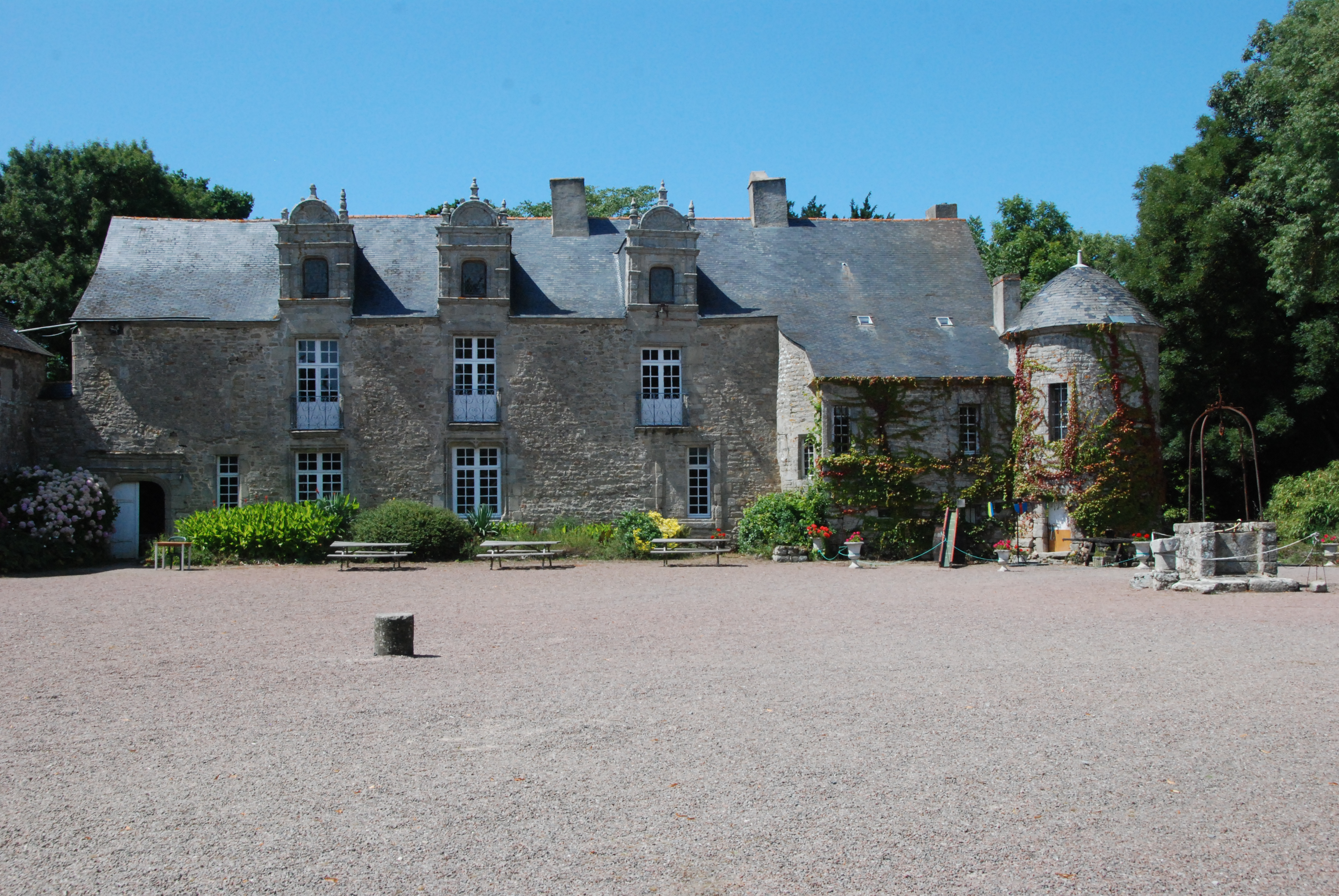
Le château de Careil.

Le moulin de la Falaise, actuellement sur la commune de Batz-sur-Mer — mais initialement construit à Guérande au XVIe siècle et nommé alors « moulin du Bout-de-la-Rue » —, a été déplacé et reconstruit pierre par pierre entre 1924 et 1925,. Les moulins de Guérande ont cessé leur activité industrielle à la fin du XIXe siècle ou au début du XXe siècle.
Le château de Careil est un manoir fortifié faisant l’objet d’une inscription depuis 1925. Sa construction date de la fin du XIVe siècle, dans un style Renaissance bretonne. Propriété de Jean du Bois, sieur de Baulac dans la deuxième moitié du XVIe siècle, il accueille les Protestants chassés du Croisic en 1558. Le château présente toujours, au XXIe siècle, des éléments d'architecture militaire médiévale, tels que des chemins de ronde, des mâchicoulis bretons et des meurtrières.

#### Patrimoine religieux
La collégiale Saint-Aubin, située au centre de la cité médiévale, est classée monument historique depuis 1840. Elle date partiellement du XIIe siècle ; c’est le cas en particulier des piliers et des arcades de la nef qui se rapprochent de l'architecture poitevine. Elle bénéficie d'une recherche architecturale donnant l'illusion d'un chœur plus allongé, plus élevé et plus lumineux que la nef, comme c'est l'usage en Bretagne à la fin du XVe siècle et au début du suivant. Le vaisseau s’étend sur près de 63 m et est bordé par deux bas-côtés, tandis que la nef, à cinq travées est longue de 26 m. La nef se distingue également par la présence de chapiteaux historiés, assez similaires à ceux que l’on peut trouver à Merlevenez, dans le Morbihan ; ces chapiteaux pourraient avoir été réalisés par la même équipe. L’église est fortement remaniée aux XVe et XVIe siècles ; seule la nef semble n’avoir pas été concernée par les travaux importants, qui témoignent du développement économique de la cité.

La collégiale Saint-Aubin (sélection).
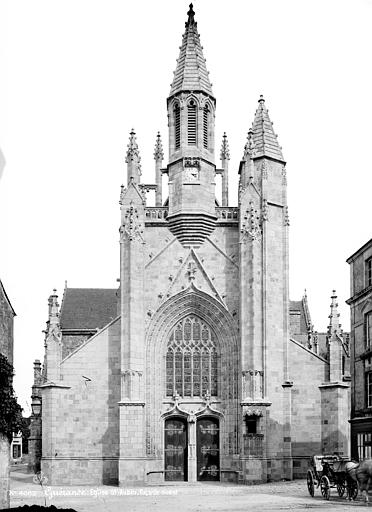
L'église en 1904.
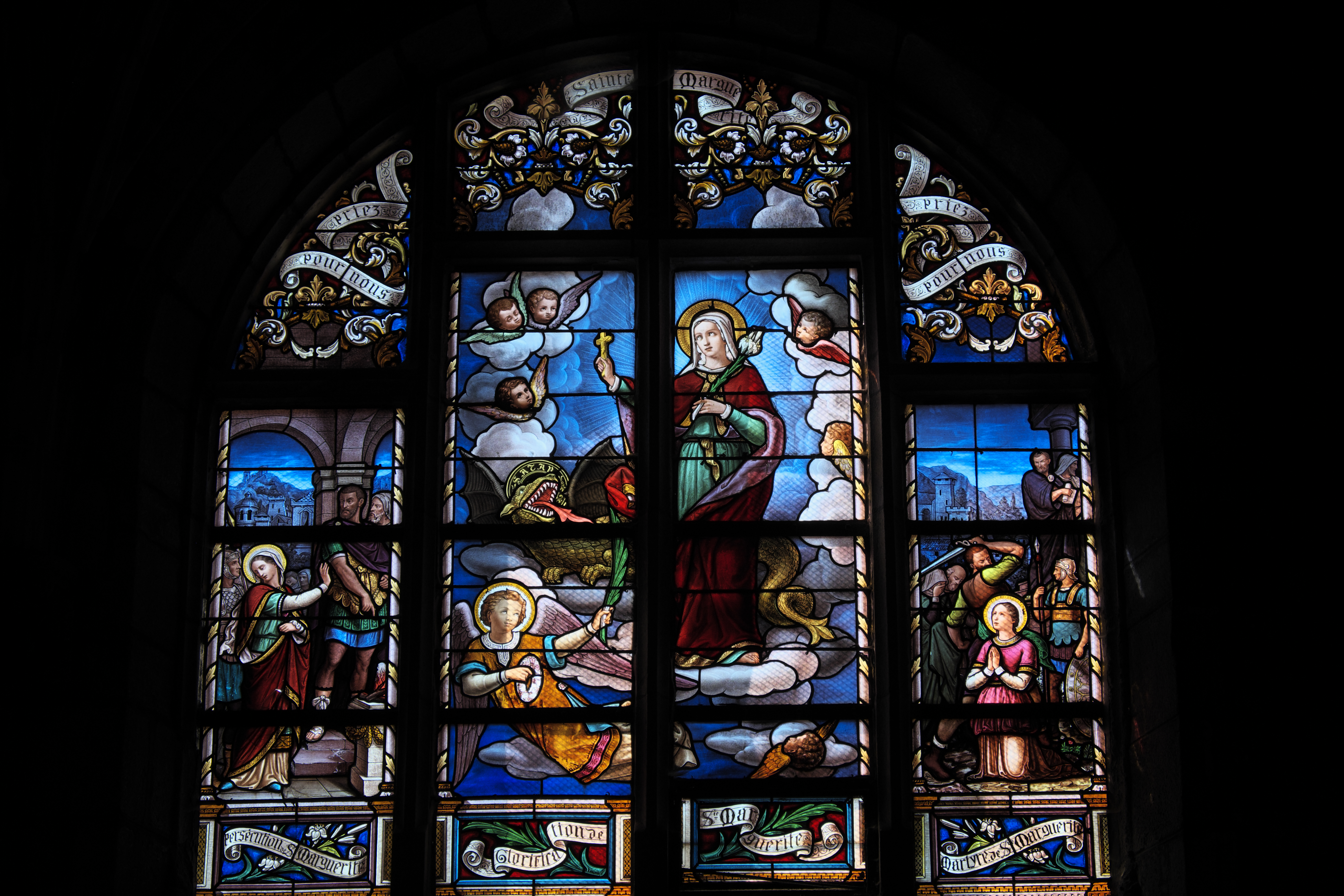
Marguerite d'Antioche.
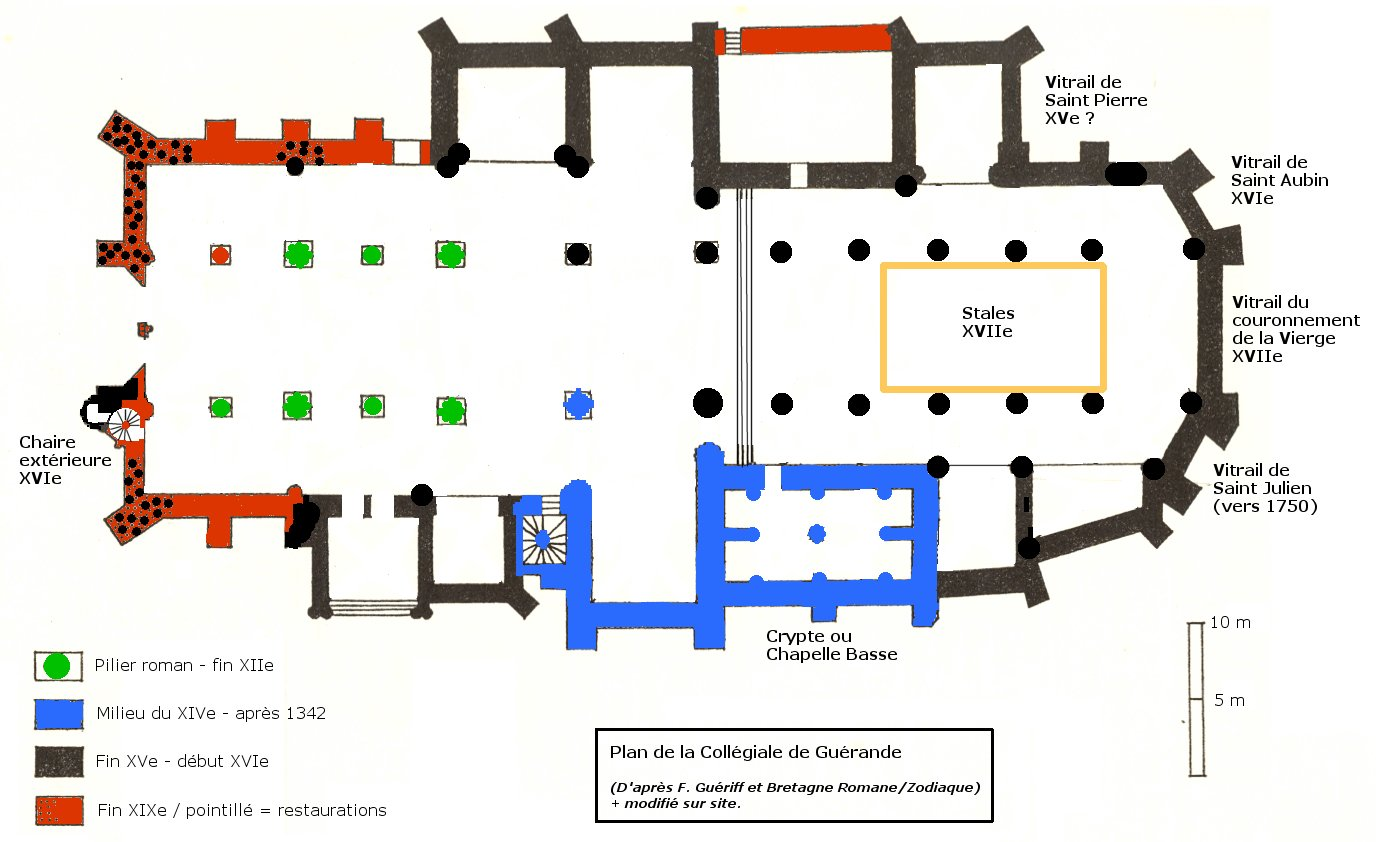
Plan de la chronologie de la construction.
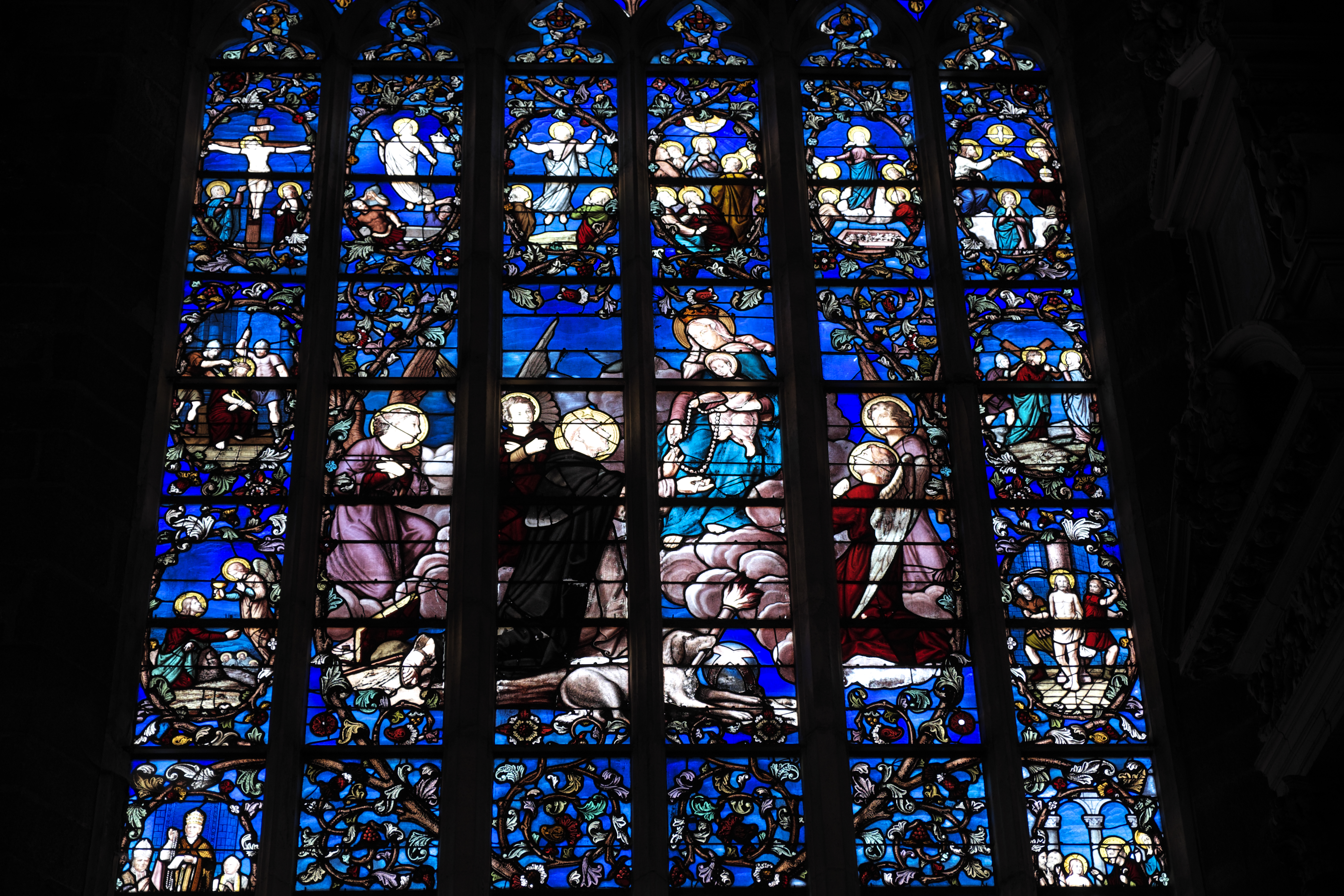
Saint Dominique recevant le rosaire.
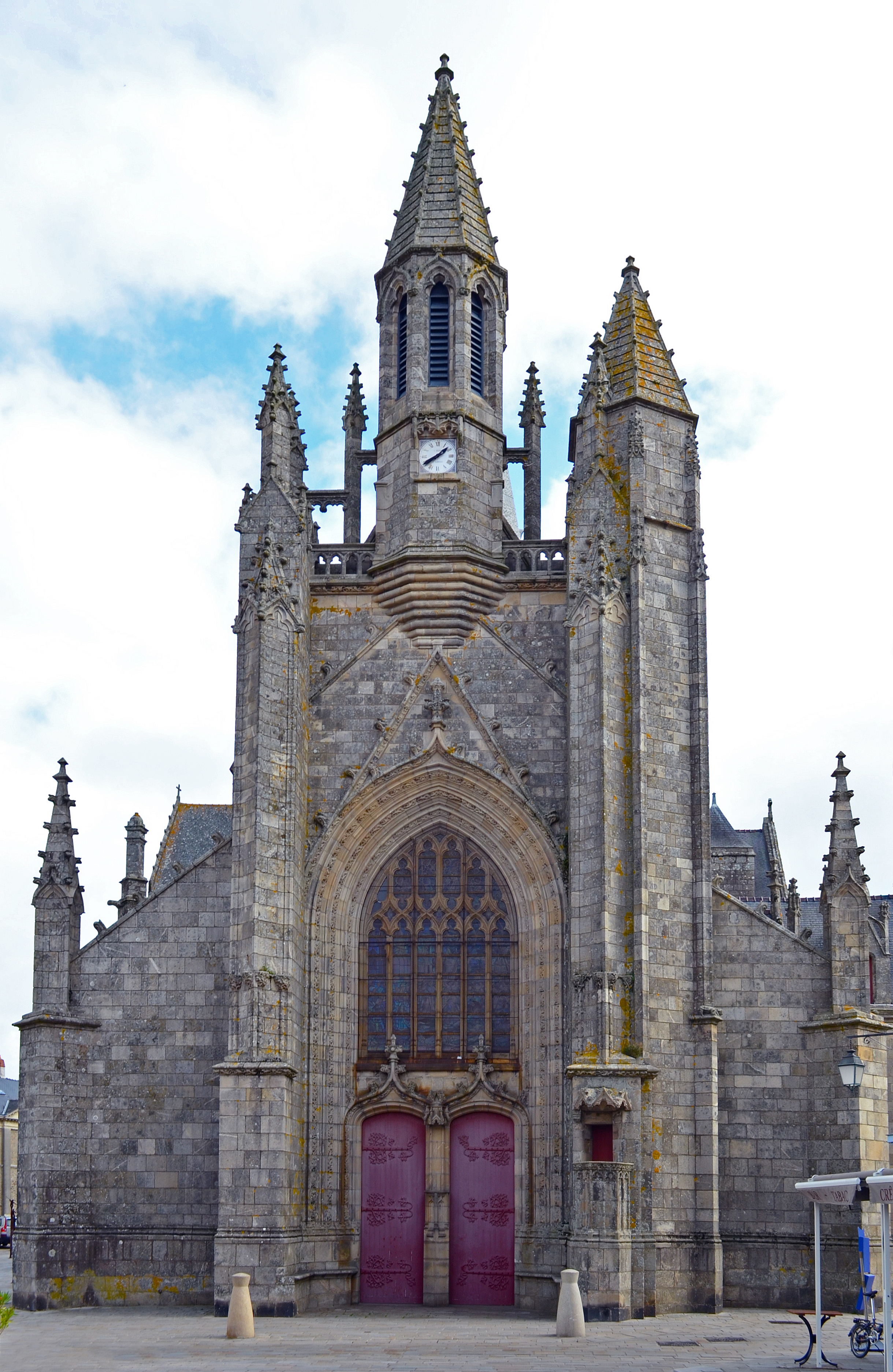
L'église en 2011.

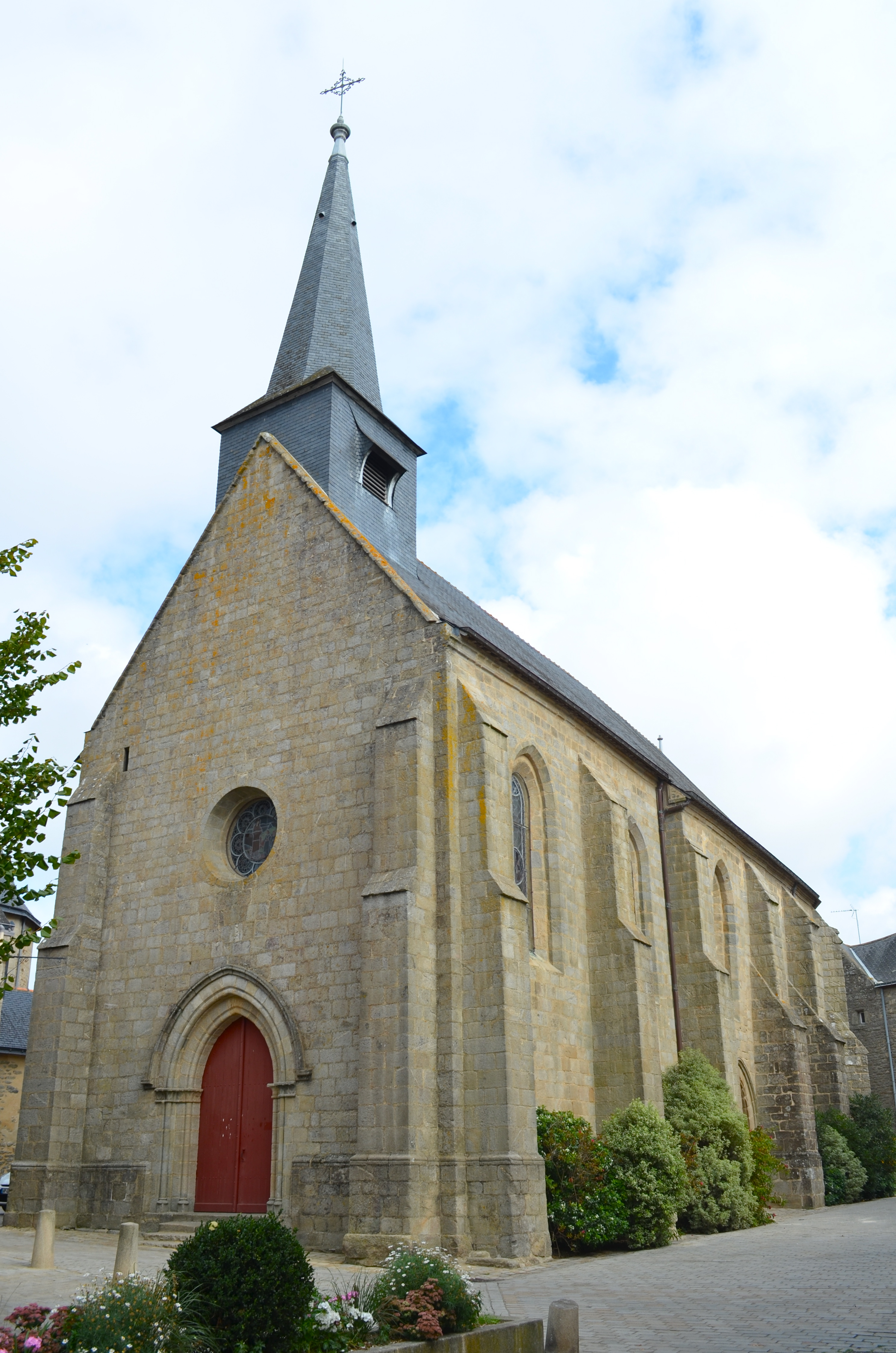
La chapelle Notre-Dame-la-Blanche.

La chapelle Notre-Dame-la-Blanche est classée monument historique en 1910. Construite à proximité de la rue de Bizienne, elle a été édifiée en deux campagnes successives au début du XIIIe siècle, la partie ouest étant postérieures à celle s’ouvrant sur l’est, aux contreforts plus massifs. C'est dans cette chapelle qu'est signé le second traité de Guérande, le 4 avril 1381, qui rétablit Jean IV comme duc de Bretagne, le premier traité de 1365 ayant été signé à la collégiales Saint-Aubin. Cette chapelle est vendue comme bien national durant la Révolution française avant d'être rachetée par l'abbé Sorin, alors curé de Guérande, en 1853. Elle fait alors l’objet d’un remaniement important, avec la construction d’un clocher et le réaménagement de l’intérieur.
La chapelle Saint-Jean appartient à un ensemble de bâtiments qui constitue le premier hôpital de Guérande et qui présente encore, côté place Saint-Jean, un corps de bâtiment à deux étages. La chapelle a été construite au début du XVe siècle et est citée sous le vocable hôpital Saint-Jean le 7 juin 1418. L’édifice est fortement modifié au début du XVe siècle. Cet ensemble a été transformé au XIXe siècle en école publique, puis en bibliothèque municipale. À partir de 1913, il accueille la justice de paix, diverses salles municipales puis l’hôtel des impôts.
Le couvent des Ursulines de Guérande est inscrit monument historique en 2001.
Situé dans le faubourg Saint-Michel, il tire son nom des religieuses qui s'y installent en 1646. Elles construisent un grand corps de couvent à aile en retour, achevé en 1704. L'ensemble est complété de deux ailes en retour et d'une grande chapelle au XIXe siècle. En 1823, il devient petit séminaire diocésain et est étendu à plusieurs reprises jusqu'en 1906. Les autorités ecclésiastiques en reprennent possession après 1919 et y réinstallent un petit séminaire de 1922 à 1966.
La croix du Requer est inscrite au titre des monuments historiques en 1944. La chapelle Saint-Michel est désacralisée dans les années 1980 pour devenir un lieu d'exposition.

### Patrimoine naturel

#### Les espaces protégés
Le territoire de Guérande appartient partiellement à quatre espaces protégés et gérés, inscrits à l'Inventaire national du patrimoine naturel (INPN). Il s'agit du site du bois de Villeneuve, des marais de Grande Brière et du Brivet, des marais salants de Guérande et du Mès et de la Brière.
Le bois de Villeneuve est une zone boisée de plus de 5 ha, protégée par l’arrêté préfectoral du 3 janvier 1992. Le biotope est remarquable par la présence de la Grande Aigrette (Ardea alba), de l’Aigrette garzette (Egretta garzetta) et du Héron cendré (Ardea chinera), espèces qui ont motivé la création de l’espace.
Les marais de Grande Brière et du Brivet sont comme les marais salants de Guérande et du Mès, une zone humide protégée par la Convention de Ramsar. Les premiers couvrent une zone de plus de 17 000 ha et les seconds plus de 5 000 ha. La zone humide des marais salants de Guérande et du Mès abrite en particulier une sous-espèce de la Philoscie des mousses (Philoscia muscorum). Ces marais, qui s’étendent également sur les communes d’Assérac, Batz-sur-Mer, Le Croisic, Herbignac, Mesquer, Le Pouliguen, Saint-Molf, La Turballe et Pénestin, abritent de nombreux oiseaux. Ainsi les passereaux comptent dans leurs rangs la Phragmite des joncs (Acrocephalus schoenobaenus) ; les barboteurs se signalent par la présence de la Sarcelle d'hiver (Anas crecca) alors que les Ardéidés sont représentés par le Héron cendré (Ardea cinerea) et l’Aigrette garzette (Egretta garzetta) et les laridés par la Guifette moustac (Chlidonias hybrida). Le biotope abrite également des échassiers tels que la Cigogne blanche (Ciconia ciconia), l’Ibis sacré (Threskiornis aethiopicus) et la Spatule blanche (Platalea leucorodia) et des rallidés comme la Foulque macroule (Fulica atra). On remarque également le Grand Cormoran (Phalacrocorax carbo).
Du côté des amphibiens, il faut nommer la Rainette verte (Hyla arborer) et la Grenouille comestible (Pelophylax kl. esculentus) et pour les sauriens, le Lézard à deux bandes (Lacerta bilineata). L’espace protégé compte également des insectes remarquables comme des coléoptères de l’espèce Leptura quadrifasciata.
Quelques serpents sont à signaler, telle la Couleuvre à collier (Natrix natrix) ou la Vipère péliade (Vipera berus).
Nombre de ces représentants de la faune se retrouvent sur le territoire de la Grande Brière toute proche.

#### Les zones d'intérêt
Le territoire de la commune présente partiellement un intérêt écologique reconnu par un classement en zone naturelle d'intérêt écologique, faunistique et floristique (ZNIEFF) de types I et II et de 2e génération ; ce classement ne s'accompagne d'aucune mesure de protection réglementaire. Le territoire communal de Guérande comprend dix ZNIEFF.
L’espace Marais salants de Batz - Guérande - Le Croisic est une ZNIEFF de type I qui constitue la zone naturelle emblématique du territoire de Guérande. Elle s’étend sur 2 658,75 hectares, essentiellement des marais salants inondés par les marées, à l’origine de productions piscicoles ou conchylicoles. Cette vaste étendue est caractérisée par des vasières (slikkes alimentées par les Petit et Grand traicts). Si la flore recèle un patrimoine d'une grande richesse, la zone humide concentre de nombreuses espèces d’oiseaux d’un intérêt exceptionnel qui a justifié la création d’une zone importante pour la conservation des oiseaux (ZICO) en commun avec les effectifs des marais du Mès. La zone accueille également trois espèces prioritaires de la directive européenne habitats : la Loutre d'Europe, (Lutra lutra), le Triton crêté (Triturus cristatus) et l'Agrion de Mercure (Coenagrion mercuriale). D’autres espèces déterminantes sont relevées tels que la Belette d’Europe (Mustela nivalis) et le Campagnol amphibie (Arvicola sapidus). La faune avicole accueille entre autres l’Aigrette garzette (Egretta garzetta), le Chevalier gambette (Tringa totanus), le Busard des roseaux (Circus aeruginosus), le Busard cendré (Circus pygargus), le Râle d'eau (Rallus aquaticus), l’Échasse blanche (Himantopus himantopus), l’Avocette élégante (Recurvirostra avosetta) et le Tadorne de Belon (Tadorna tadorna). D’autres petits échassiers sont présents, comme le Pluvier à collier interrompu (Charadrius alexandrinus) et le Vanneau huppé (Vanellus vanellus). On observe également des laridés comme la Sterne pierregarin (Sterna hirundo) ou des passereaux comme le Pipit farlouse (Anthus pratensis), la Panure à moustaches (Panurus biarmicus), le Bruant des roseaux (Emberiza schoeniclus) et le Gorgebleue à miroir (Luscinia svecica). La flore se distingue avec la Spiranthe d’été (Spiranthes aestivalis) et l’asperge (Asparagus officinalis).

Spécimens de la faune de Guérande.
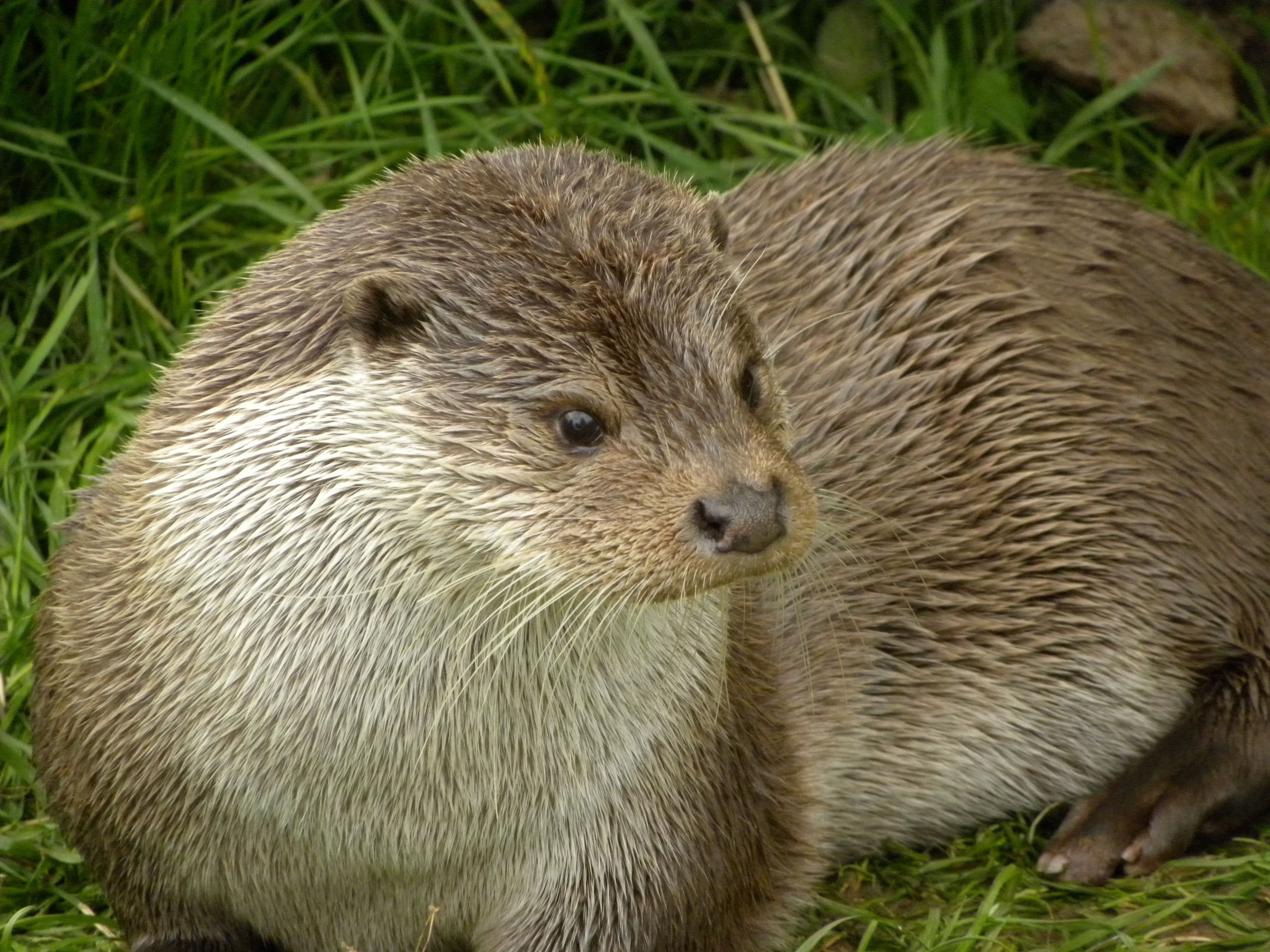
Loutre d'Europe.
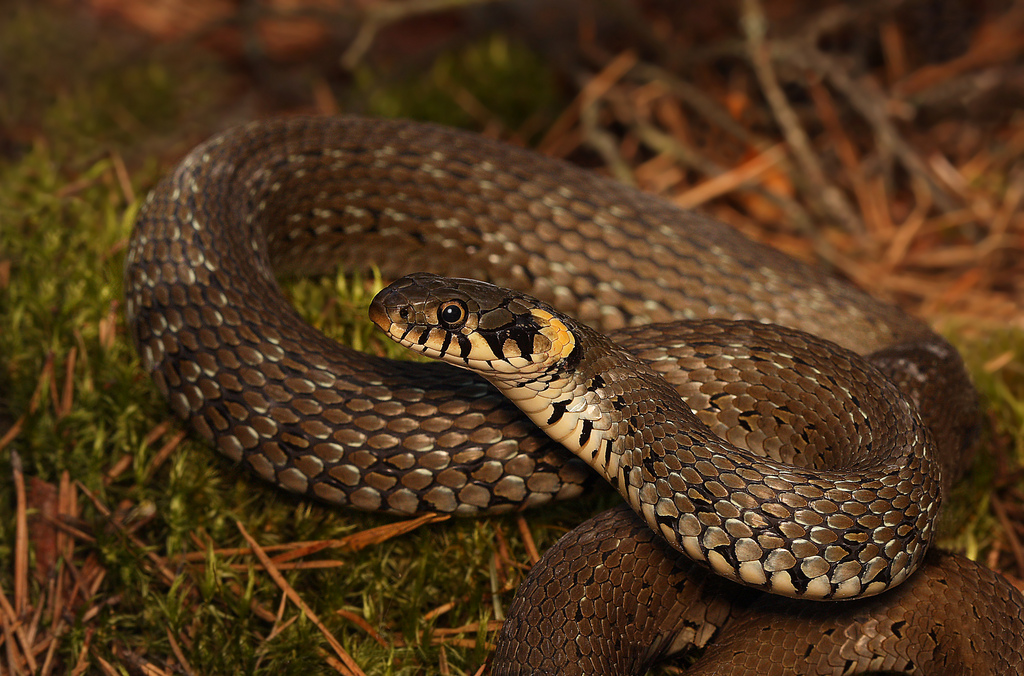
Couleuvre à collier.
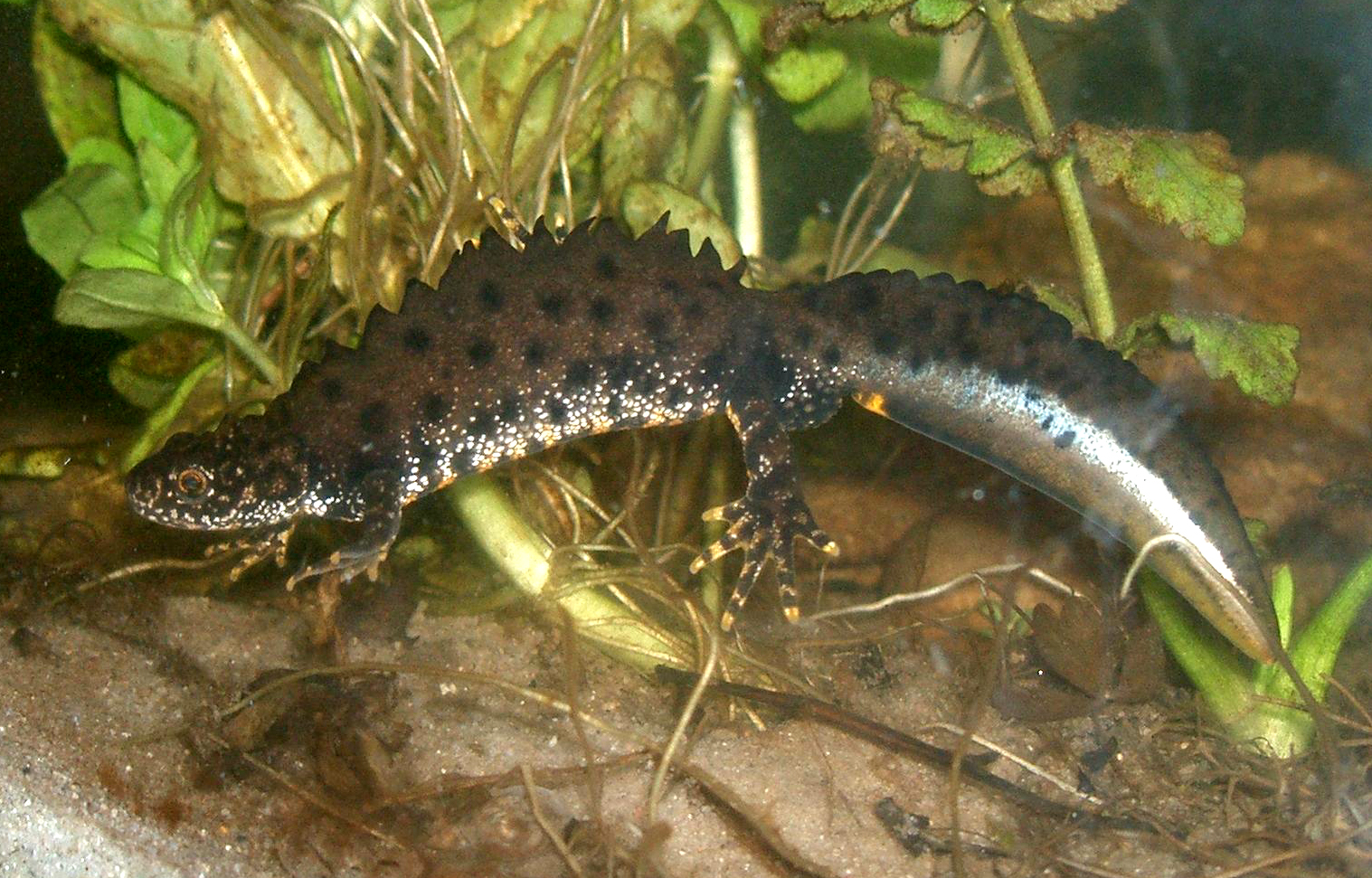
Triton crêté.
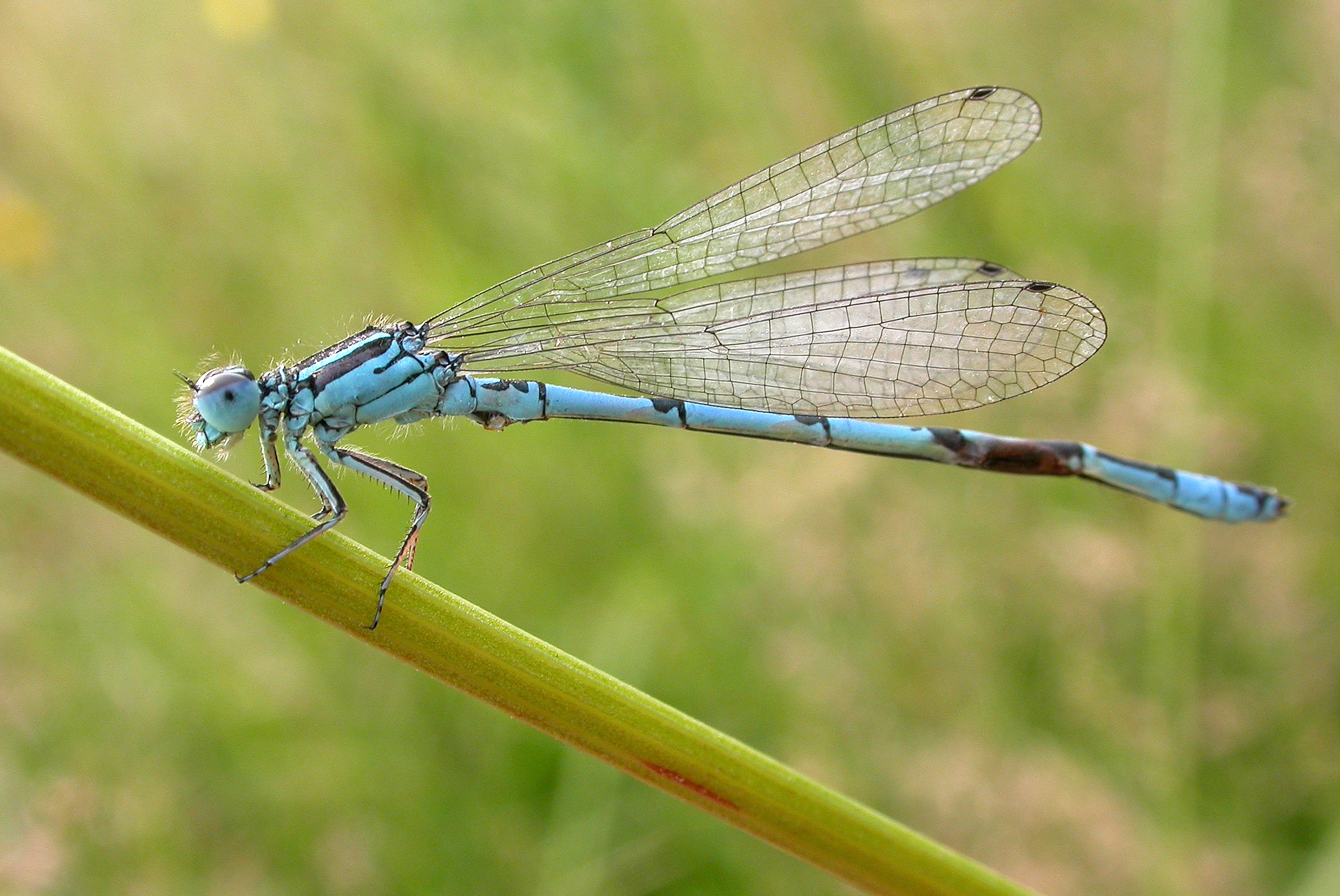
Agrion de Mercure.

L'espace marin précédent est complété par la ZNIEFF de type II Pointe de Pen-Bron, marais salants et coteaux de Guérande qui recouvre 3 832 ha de plages, dunes et coteaux. Elle est remarquable par la présence de la Loutre d'Europe, du Triton crêté et de l'Agrion de Mercure.
La zone Butte et étang de Kerbabus est une autre ZNIEFF de type I, de 26,45 ha s’étalant entre 7 et 15 m d’altitude. Ce biotope, caractérisé par une butte, un vallon, un étang et un ruisseau intermittent, et recouvert à 40 % de bocages et à 37 % par des fourrés, recèle des espèces botaniques phanérogames rares ou quasi menacées comme le flûteau fausse-renoncule (Baldellia ranunculoides) et l’Illécèbre verticillé (Illecebrum verticillatum).
Un autre étang fait l'objet d'une ZNIEFF de type I, dénommée Étang du Cardinal à Domhéry, qui couvre 9 ha. Elle présente sur les coteaux des boisements de conifères et de Chênes verts (Quercus ilex). L'étang est colonisé par des plantes aquatiques telles que le Cornifle nageant (Ceratophyllum demersum) et le Nénuphar jaune (Nuphar lutea). Les pelouses recèlent le très rare Isoetes histrix. L'étang est également un élément important de la présence de la Loutre d'Europe dans la région.

Spécimens de la faune aviaire de Guérande.
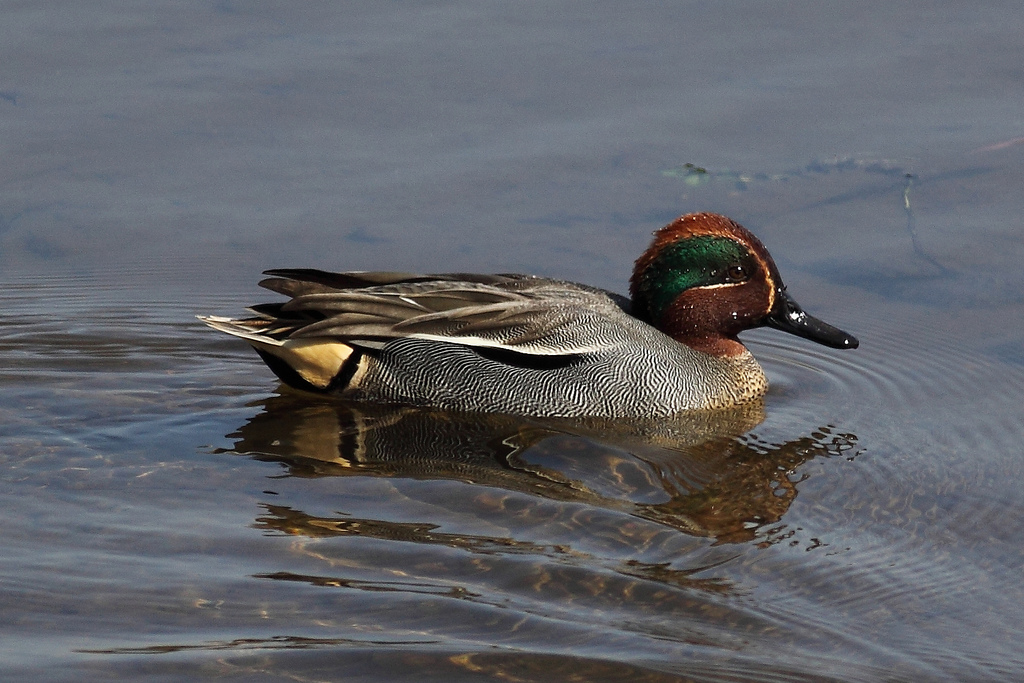
Sarcelle d'hiver.
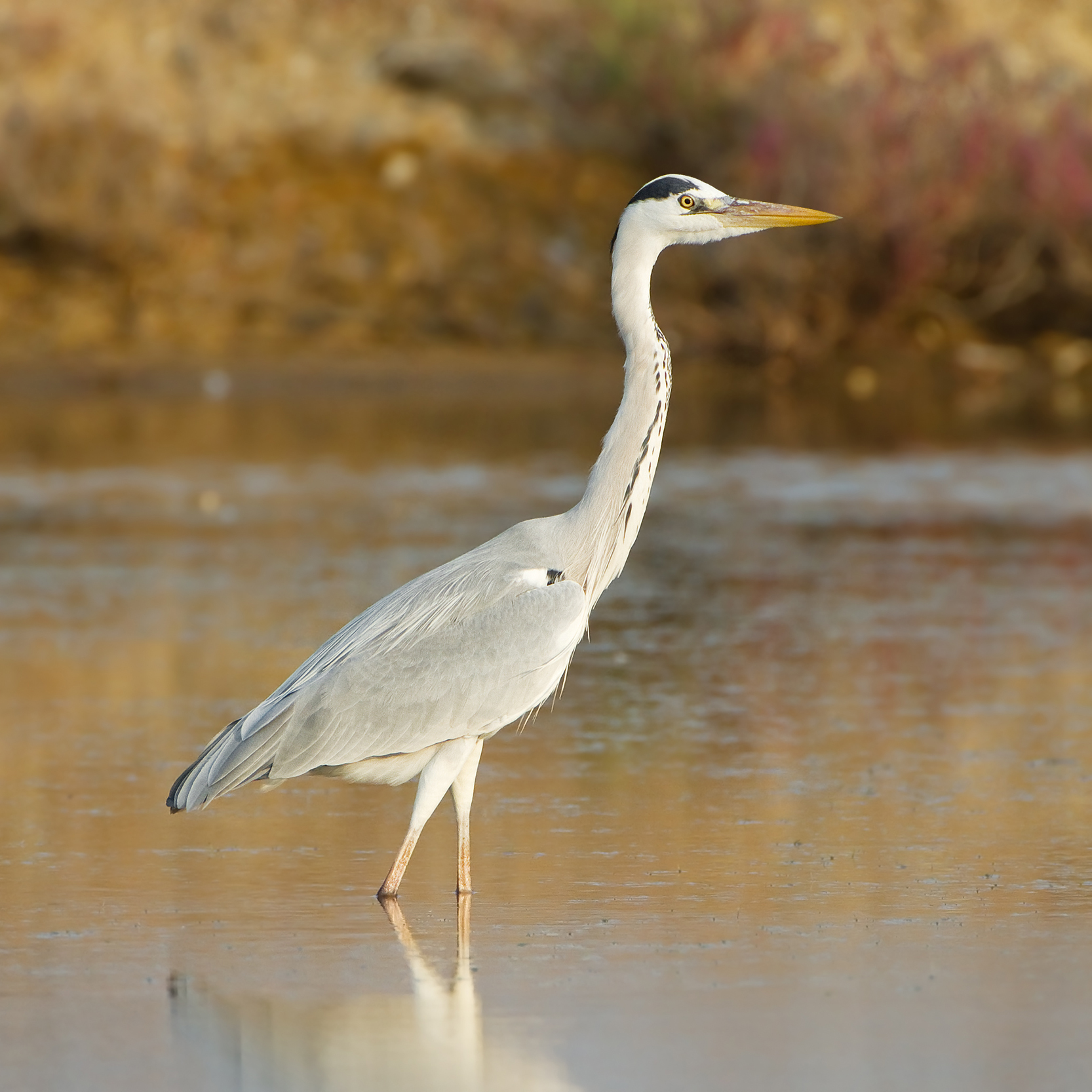
Héron cendré.
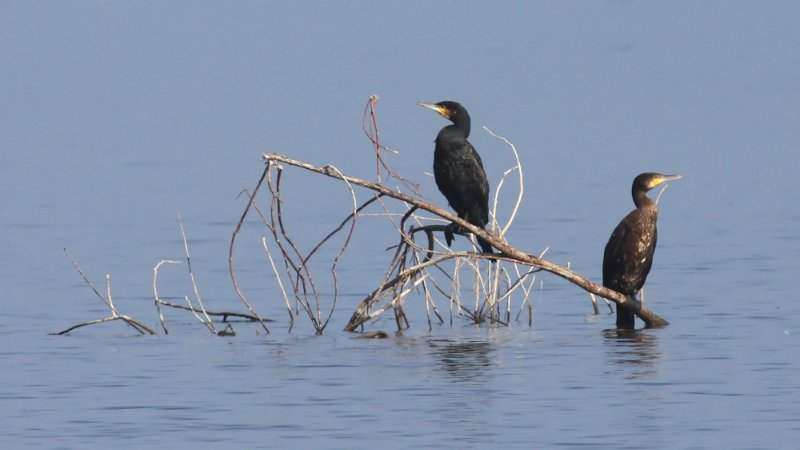
Grand Cormoran.
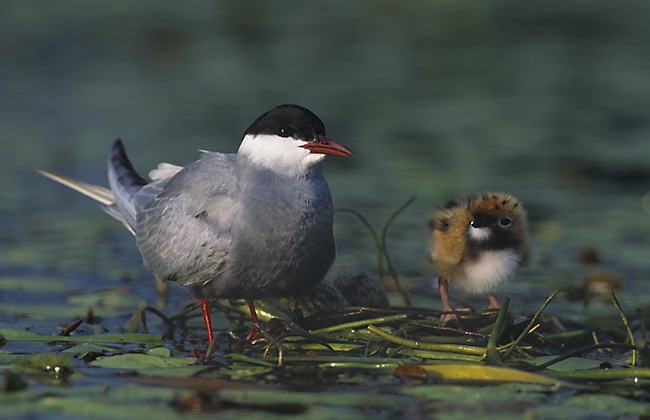
Guifette moustac.
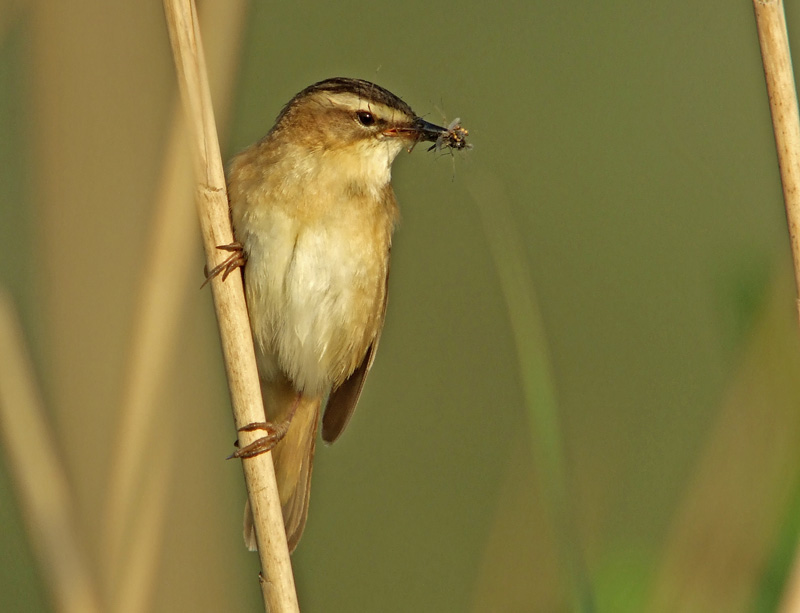
Phragmite des joncs.

La Butte et étang de Sandun est une ZNIEFF de type II de 71 ha, comprenant un étang, qui recouvre 60 % de l'ensemble, et des landes et pelouses accueillant une flore originale comme l'Alisma lanceolatum, l'Asphodèle blanc (Asphodelus albus) ou l'Amarante sauvage (Amaranthus blitum).
L'espace Les Faillies Brière est une ZNIEFF de type I de près de 37 ha sur Guérande et Herbignac, à une altitude qui varie entre 2 et 6 m. Elle représente un condensé écologique, botanique et ornithologique de la Grand Brière, concentré sur un espace restreint. Elle est remarquable par la présence de la Loutre d'Europe et d'un amphibien rare sur cette partie de la côte Atlantique, le Crapaud persillé (Pelodytes punctatus), ainsi que par l'existence de frayères à brochet. Son territoire se partage entre 34 % de forêts mixtes, 30 % de roselières, 20 % de communautés à grandes Laiches, 10 % de bois marécageux d'aulne (Alnus), de saule (Salix) et de Myrthe des marais (Myrica gale) et, enfin, 5 % de végétations aquatiques.

Spécimens de la flore de Guérande.
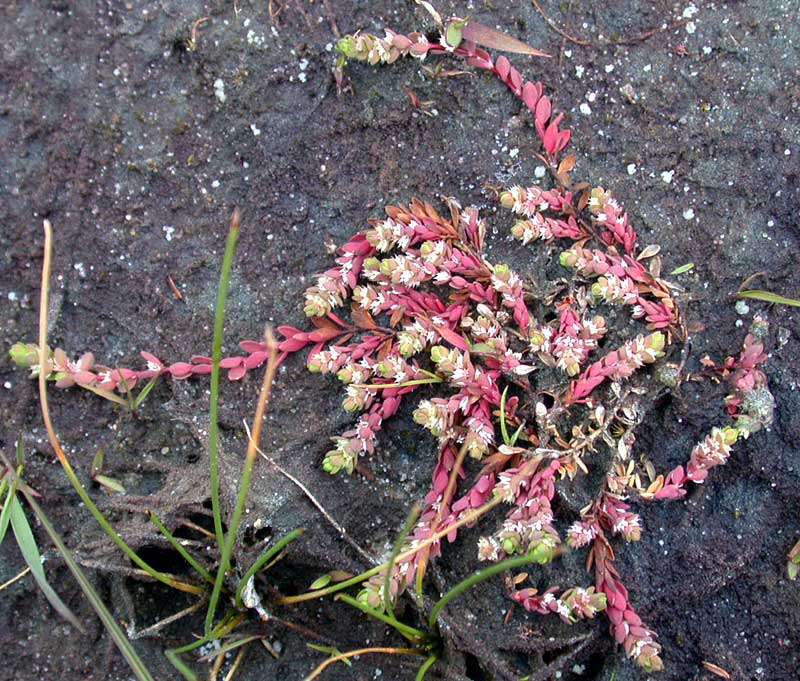
Illécèbre verticillé.
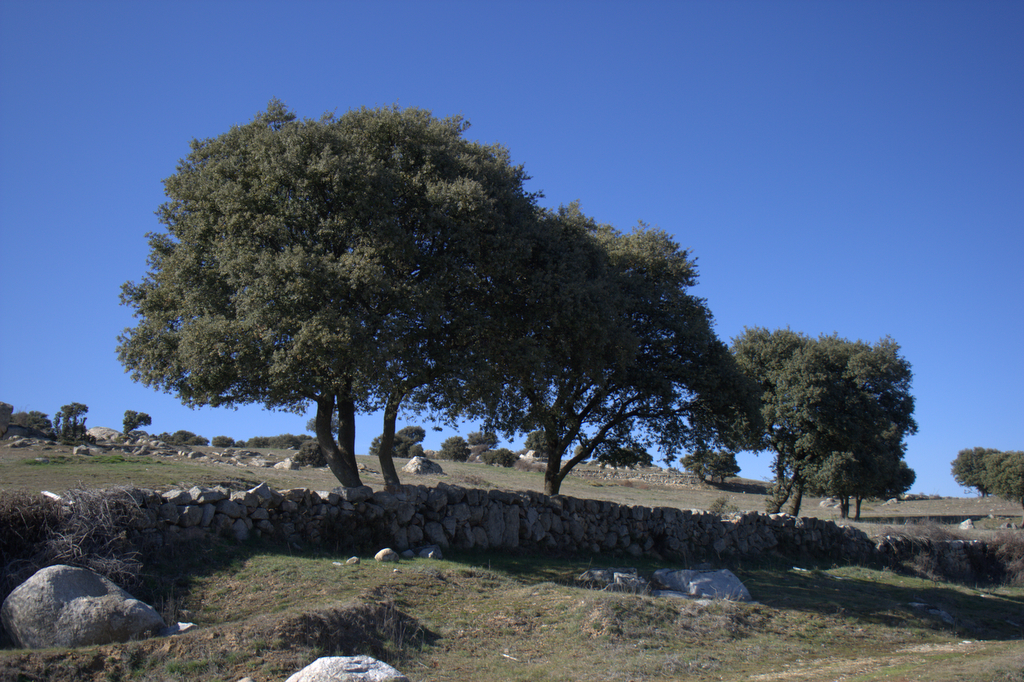
Chênes verts.
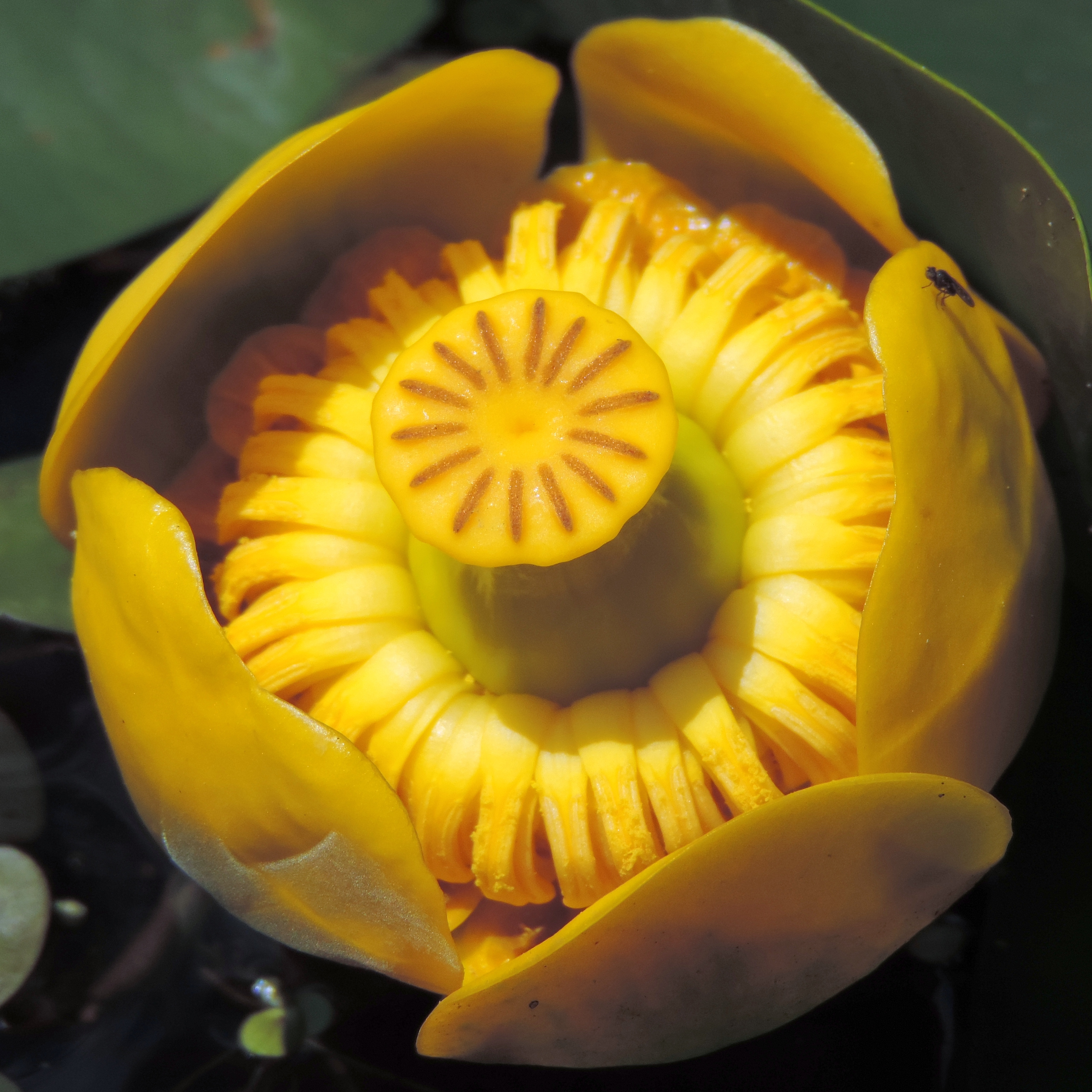
Nénuphar jaune.
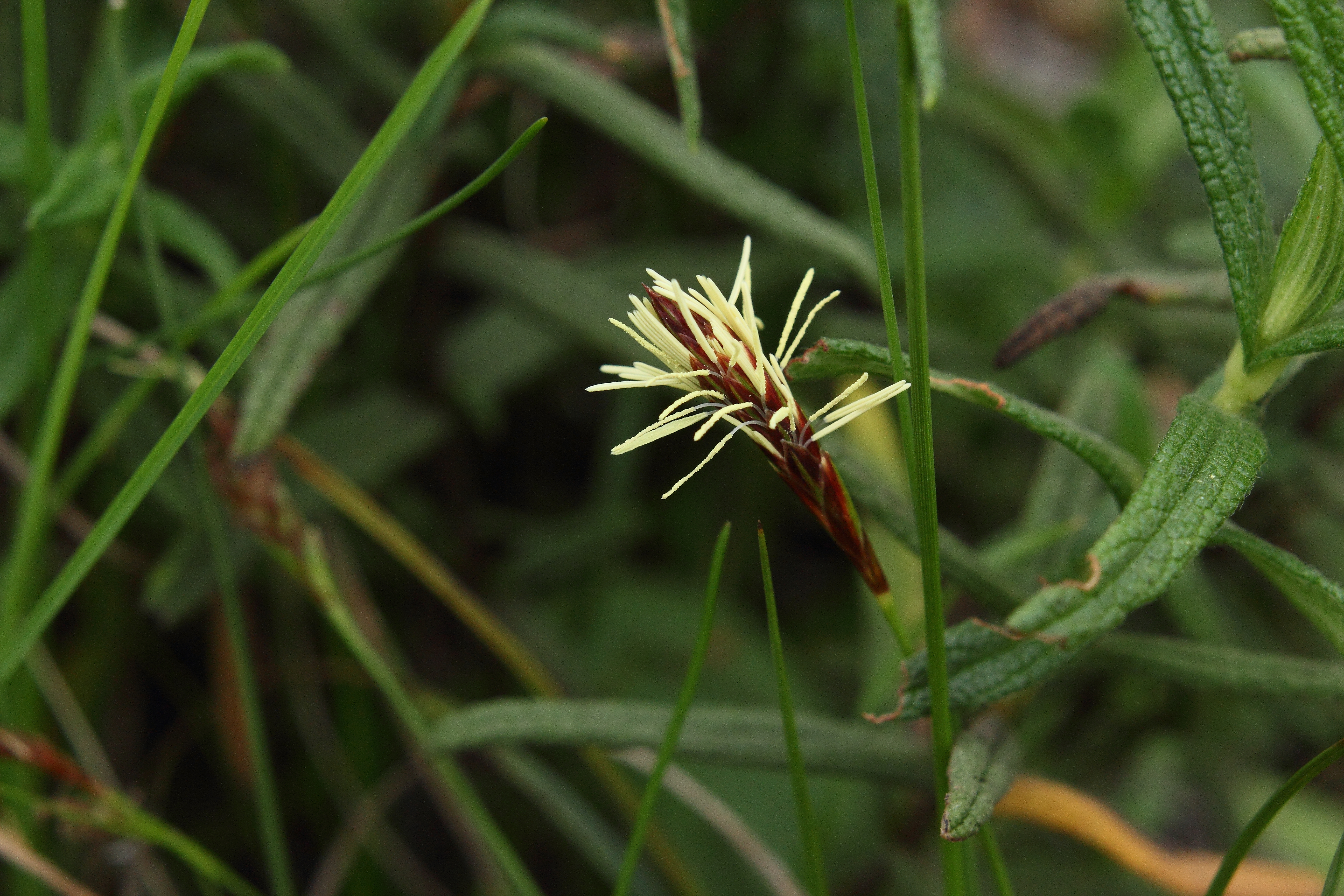
Laîches.
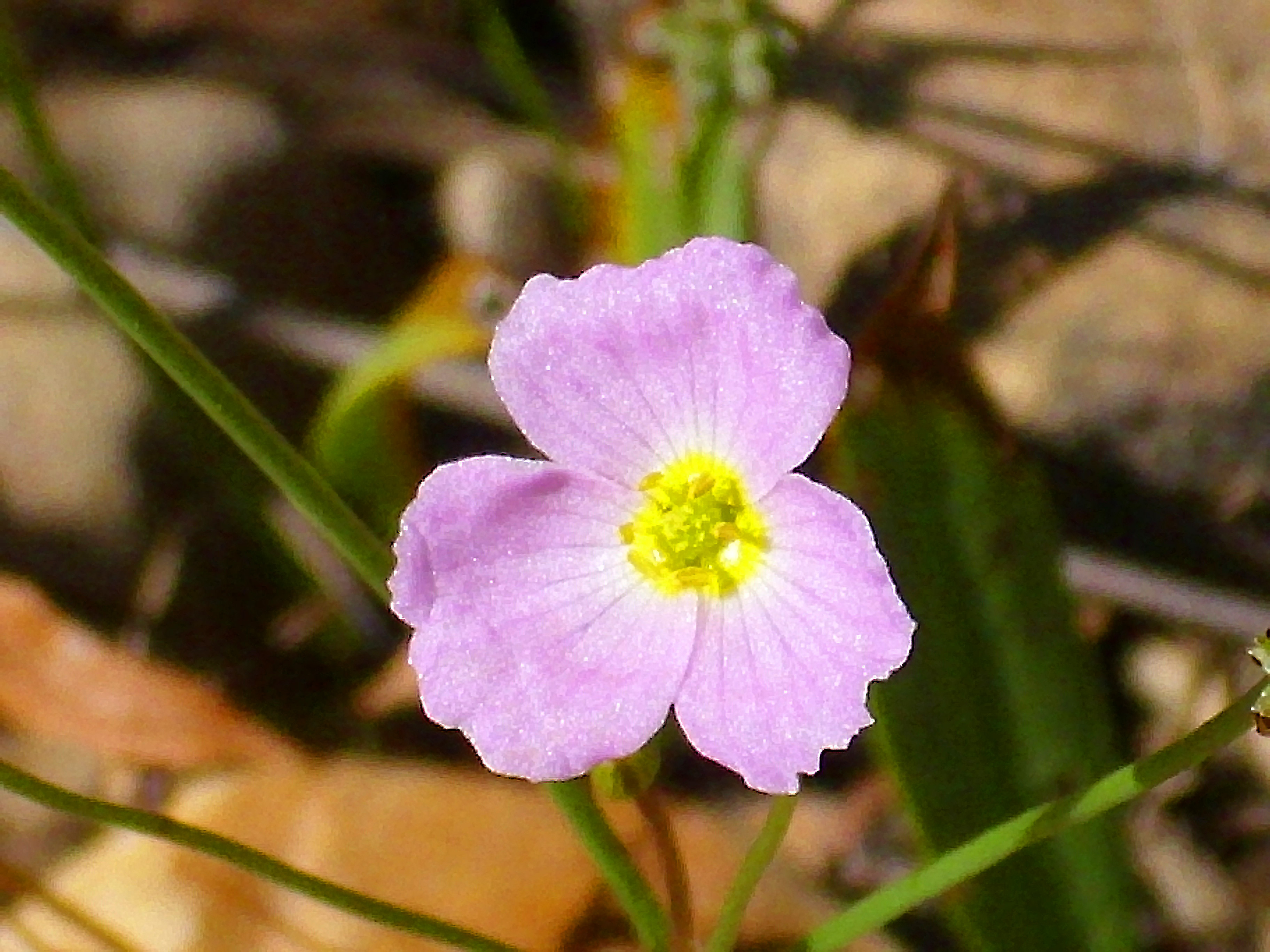
Flûteau fausse-renoncule.

La Héronnière de Villeneuve est une autre ZNIEFF de type I qui couvre 6 ha sur un territoire dont l'altitude varie de 0 à 50 m. Cette zone entièrement couverte de forêts est propice à la reproduction de l'Aigrette garzette (Egretta garzetta) et du Héron cendré (Ardea cinerea).
Aux marges du territoire guérandais s’étendent deux immenses zones marécageuses, la zone Marais de Grande Brière, une ZNIEFF de type I, qui couvre 10 582 ha qui consistent principalement en 73 % de roselières et 15 % de prairies humides eutrophes, auxquelles s’ajoutent 5 % de végétations aquatiques et 5 % de communautés à grandes Laîches (Carex) et la ZNIEFF de type II Marais de Grande Brière, de Donges et du Brivet ; celle-ci couvre une superficie de 21 054 ha d’une altitude maximale de 6 m, mosaïque de milieux palustres concernant près de 19 000 ha de surfaces inondables d’un grand intérêt ornithologique.
Cette ceinture marécageuse est complétée par une ZNIEFF de type II, le Marais de Mesquer - Assérac - Saint-Molf et pourtours, couvrant 2 270 ha.

#### Autres espaces verts
Guérande obtient en 2010 une première fleur au concours des villes et villages fleuris, accompagné du prix de l’environnement. En 2015, elle reçoit sa 3e fleur ainsi que le prix de la biodiversité.
Les services municipaux entretiennent 55 ha d'espaces verts — stades, écoles, aires de jeux, cimetières — et 33 ha d'espaces naturels.

### Patrimoine culturel

#### Langue bretonne
Guérande a fait partie de la zone bretonnante jusqu'au XVIIIe siècle et des locuteurs bretons sont attestés à Batz-sur-Mer, localité limitrophe, jusque dans les années 1960.
L’adhésion de Guérande à la charte Ya d'ar brezhoneg a été signée le 20 novembre 2010 à l'occasion de la cérémonie d'ouverture du festival du livre en Bretagne de Guérande.
À la rentrée 2013, 33 élèves sont scolarisés à l’école Diwan.

#### Guérande dans la littérature
Guérande, tant par son histoire et son architecture médiévale que par son patrimoine naturel, a inspiré nombre d'auteurs. Ainsi, Honoré de Balzac, dans son roman Béatrix  publié en 1839 y place une partie de l'action : 

« Une des villes où se retrouve le plus correctement la physionomie des siècles féodaux est Guérande. […] Guérande est enceinte de ses puissantes murailles : ses larges douves sont pleines d'eau, ses créneaux sont entiers, ses meurtrières ne sont pas encombrées d'arbustes, le lierre n'a pas jeté de manteau sur ses tours carrées ou rondes […] »

— Honoré de Balzac, Béatrix.
À leur tour, Gustave Flaubert, dans sa nouvelle Par les champs et par les grèves (voyage en Bretagne) — écrit avec son ami Maxime Du Camp lors de leur séjour à Guérande en 1847 — et Émile Zola dans son texte Les Coquillages de M. Chabre, évoquent Guérande en la plaçant au centre de l'œuvre. De même, Alphonse Daudet publie en 1889 une chronique intitulée Les courses à Guérande dans le recueil publié sous le titre Souvenirs d'un homme de lettres.
Plus récemment, aux XXe et XXIe siècles, Guérande est de nouveau le cadre ou le personnage secondaire d'œuvres littéraires. Charles Le Goffic place en 1921 L'abbesse de Guérande dans le cadre de la vieille ville et du pays blanc et Julien Gracq, dans sa nouvelle La Presqu'île publiée en 1970, fait parcourir la presqu'île de Guérande à son personnage désœuvré, en la rebaptisant Coatliguen,. En 1977, Bernard Clavel prête sa plume pour la rédaction de la préface de Fleur de sel, un ouvrage rassemblant des photographies des marais salants de Guérande réalisées par Paul Morin. Enfin, à partir des années 2000, Jean-François Parot, évoque en Guérande la ville natale de son héros Nicolas Le Floc'h pour sa série policière initiée par L'énigme des Blancs-Manteaux.

Auteurs inspirés par la localité (sélection).
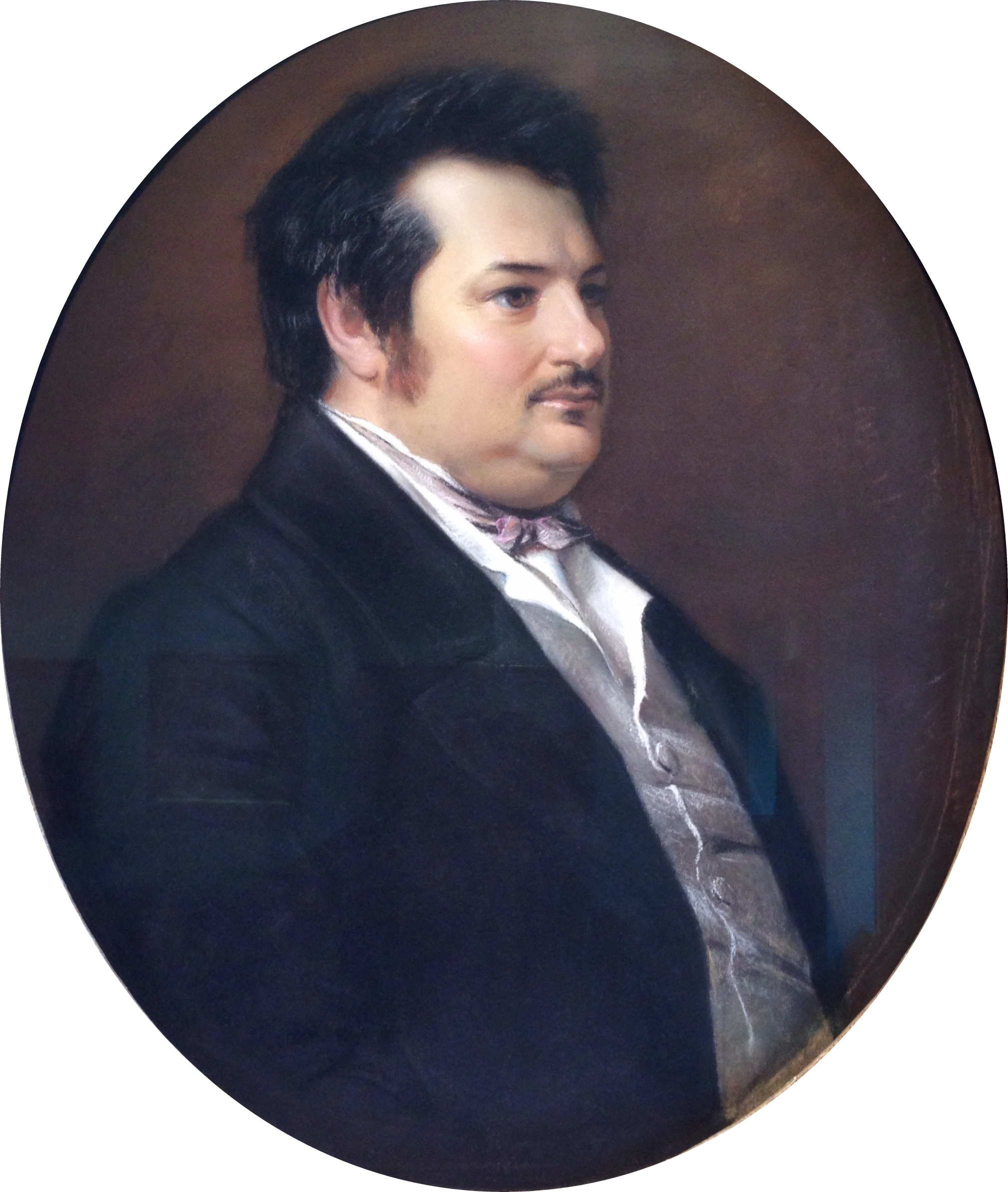
Honoré de Balzac.
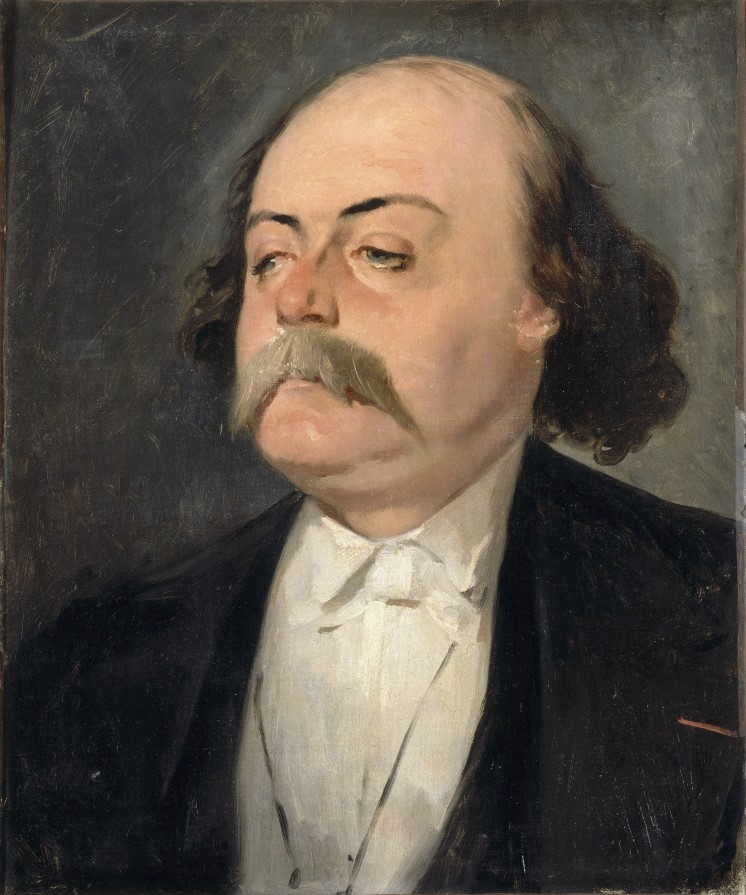
Gustave Flaubert.
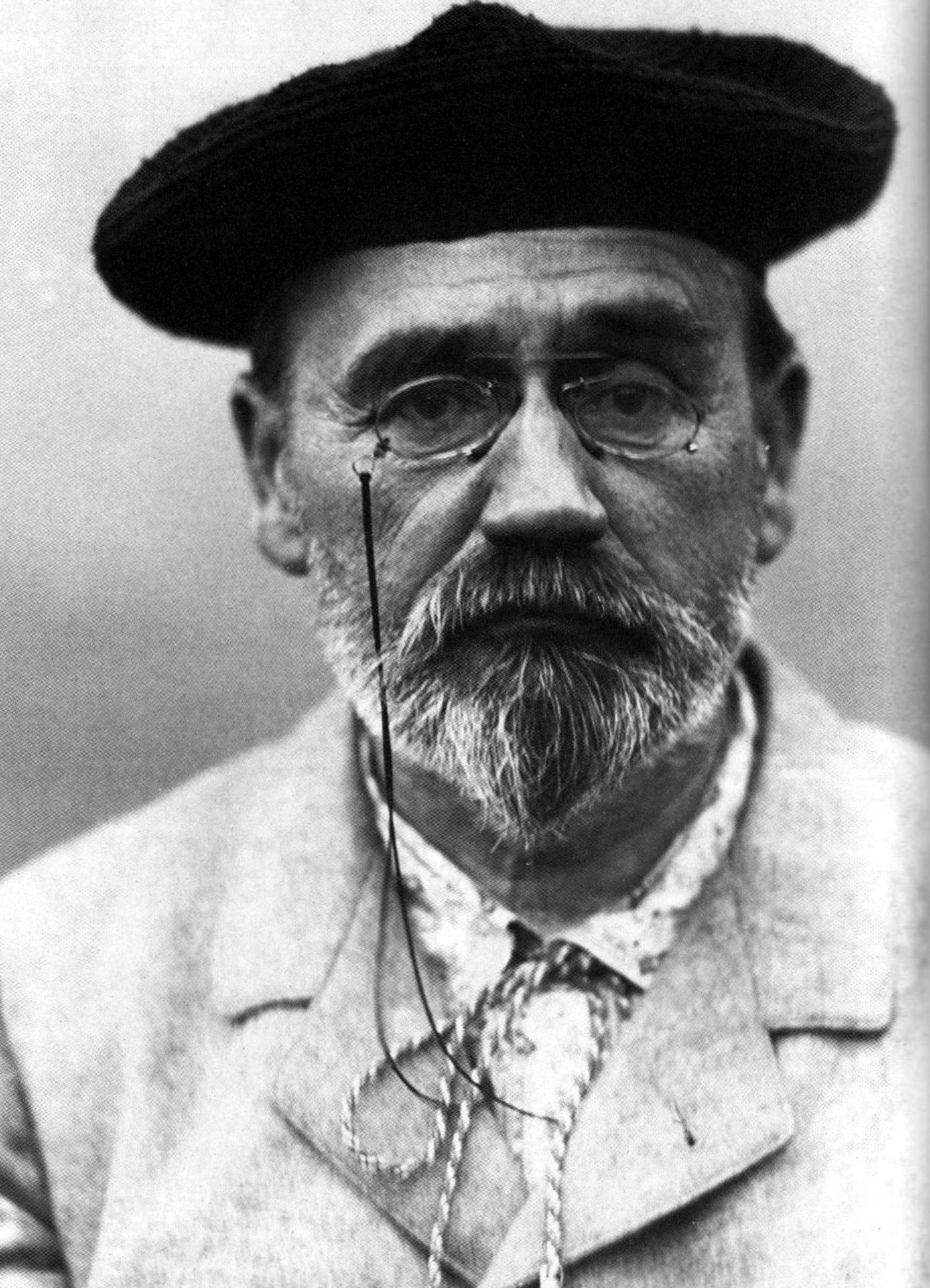
Émile Zola.
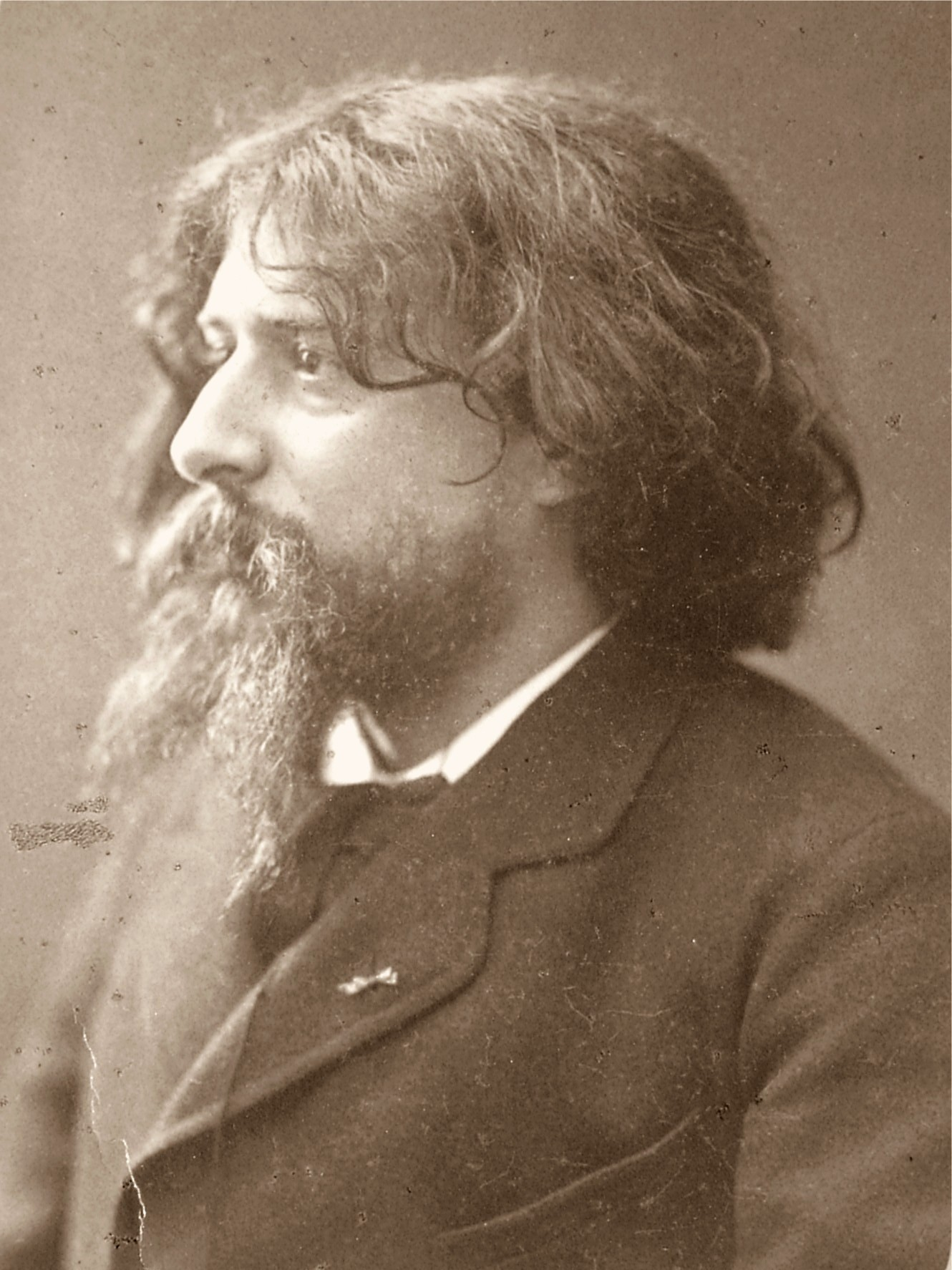
Alphonse Daudet.
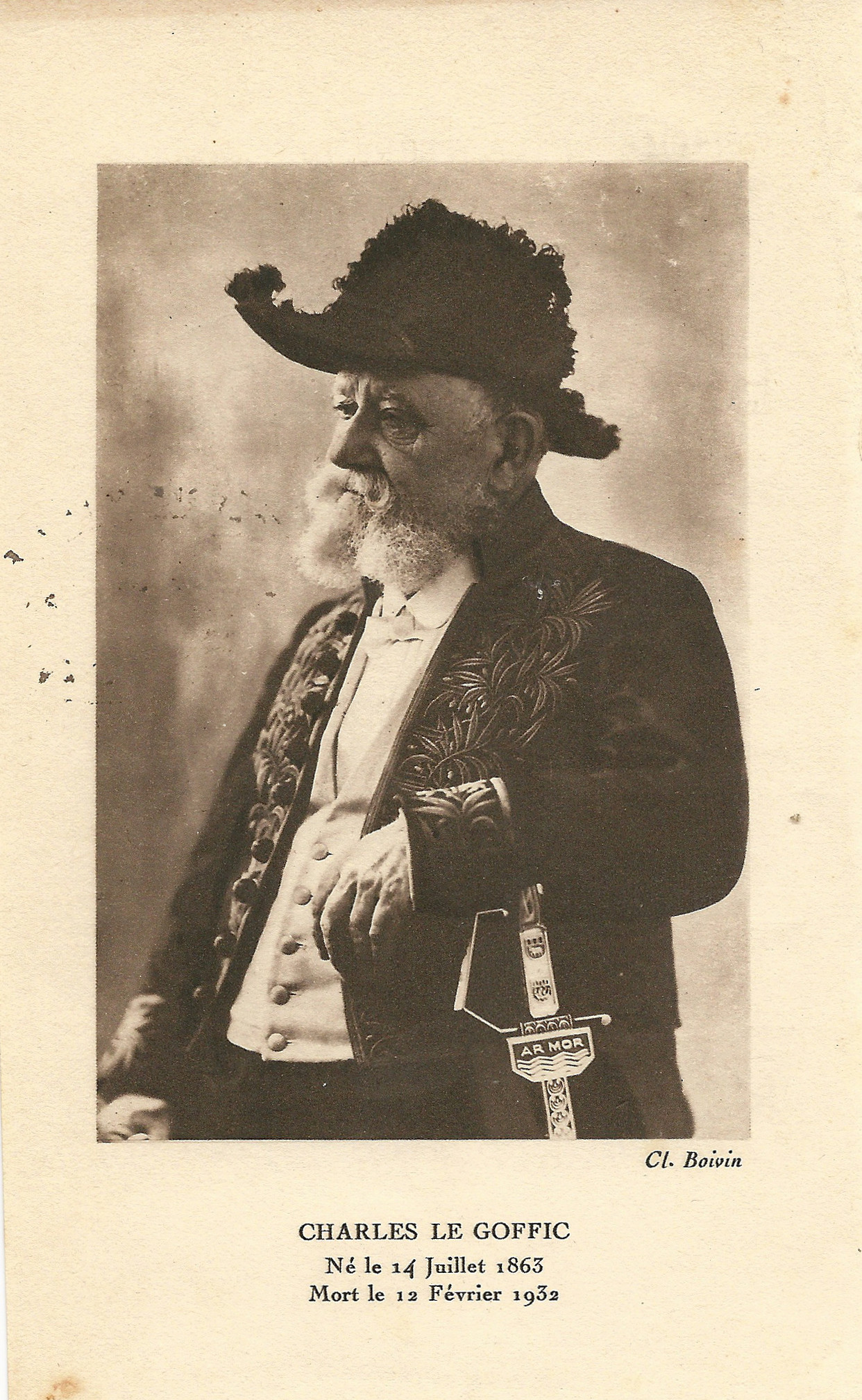
Charles Le Goffic.

#### Guérande au cinéma
Quelques scènes de longs métrages ont été réalisées dans la commune, parfois avec la participation de ses habitants.
Les Eaux dormantes est un film français réalisé par Jacques Tréfouël et sorti en 1992. Plusieurs scènes ont été tournées en décors naturels autour et dans les marais de Brière et du Mès — à proximité du pont mégalithique de Gras-Kerlo — et sur la commune de Guérande.
En 1997, Jean-Loup Hubert réalise Marthe, en partie dans des décors guérandais. Pour les besoins d'une scène, la place Saint-Aubin est entièrement restituée en époque 1910-1920. D'autres scènes ont été tournées à Pen-Bron et dans les dunes proches de La Turballe.
En octobre et novembre 2007, le tournage de la saga télévisuelle de l'été 2008 en quatre épisodes, La Main blanche, a demandé la réalisation de nombreuses scènes dans la cité médiévale, les marais salants et au manoir de Drézeux,.

#### Guérande en musique
Le chanteur Gilles Servat rend hommage à la presqu'île d'où était originaire sa mère avec la chanson Le Moulin de Guérande, qui paraît en 1991 sur l'album L'Albatros fou et fait partie des succès du chanteur. Enfant, quand il séjournait au Croisic, il apercevait les ailes d'un moulin qui tournaient.

### Personnalités liées à la commune
De nombreuses personnalités ont eu un attachement particulier à la ville de Guérande, notamment celles appartenant à la liste ci-après :
Anne de Bretagne est sans conteste un personnage incontournable de la cité. Si ses séjours, à la fin du XVe siècle, y ont été relativement brefs, l'imaginaire populaire guérandais lui conserve toute son affection. Son évocation figure aux premiers rangs des thèmes retenus pour la Fête médiévale de Guérande ; la couleur sang de bœuf des meubles des maisons des marais salants de la presqu'île est un privilège donné aux paludiers qui lui est attribué.
Louis de Sol de Grisolles, né en 1761 à Guérande et mort en 1836 à Bordeaux est un officier de la marine royale puis officier chouan, lieutenant de Georges Cadoudal. Sa mémoire est toujours honorée à Guérande où une plaque commémorative a été déposée en 2007. Autre contemporain de Napoléon Ier, Louis François Foucher de Careil est né à Guérande en 1762 ; il est général de division durant les guerres napoléoniennes et son nom apparaît sur la 11e colonne des noms gravés sous l'arc de triomphe de l'Étoile.
Des historiens comme Henri Quilgars, né à Guérande en 1877, ou Fernand Guériff (1914 - 1994), se sont intéressés à la richesse patrimoniale de la cité et de la presqu'île.
Les paysages guérandais ont attiré de nombreux peintres tels Claude-Marie Vasselon dit Marius Vasselon (1841-1924), ou Maurice Denis, (1870 - 1943) qui séjourne en 1903 à Guérande ; ce dernier se lie avec plusieurs peintres de la région, dont Eugène-Jean Chapleau. Gustave Tiffoche (1930 - 2011) est un céramiste, sculpteur et peintre, installé à Guérande dont les œuvres figurent dans les musées de Nantes et de Saint-Nazaire.
Dans un autre domaine artistique, deux auteurs de bande dessinée sont nés à Guérande, Pascal Bertho, en 1944, et Denys Quistrebert, en 1971.
Guérande a vu la naissance de Pierre Loquet en 1930, militant nationaliste breton et créateur du festival du livre en Bretagne de Guérande. De son côté, Pierre-Yves Le Rhun, né en 1936 dans le Finistère, est géographe et, lui aussi, militant breton ; il est un ardent défenseur des marais salants de la presqu'île de Guérande.

Personnalités liées à la commune (sélection).
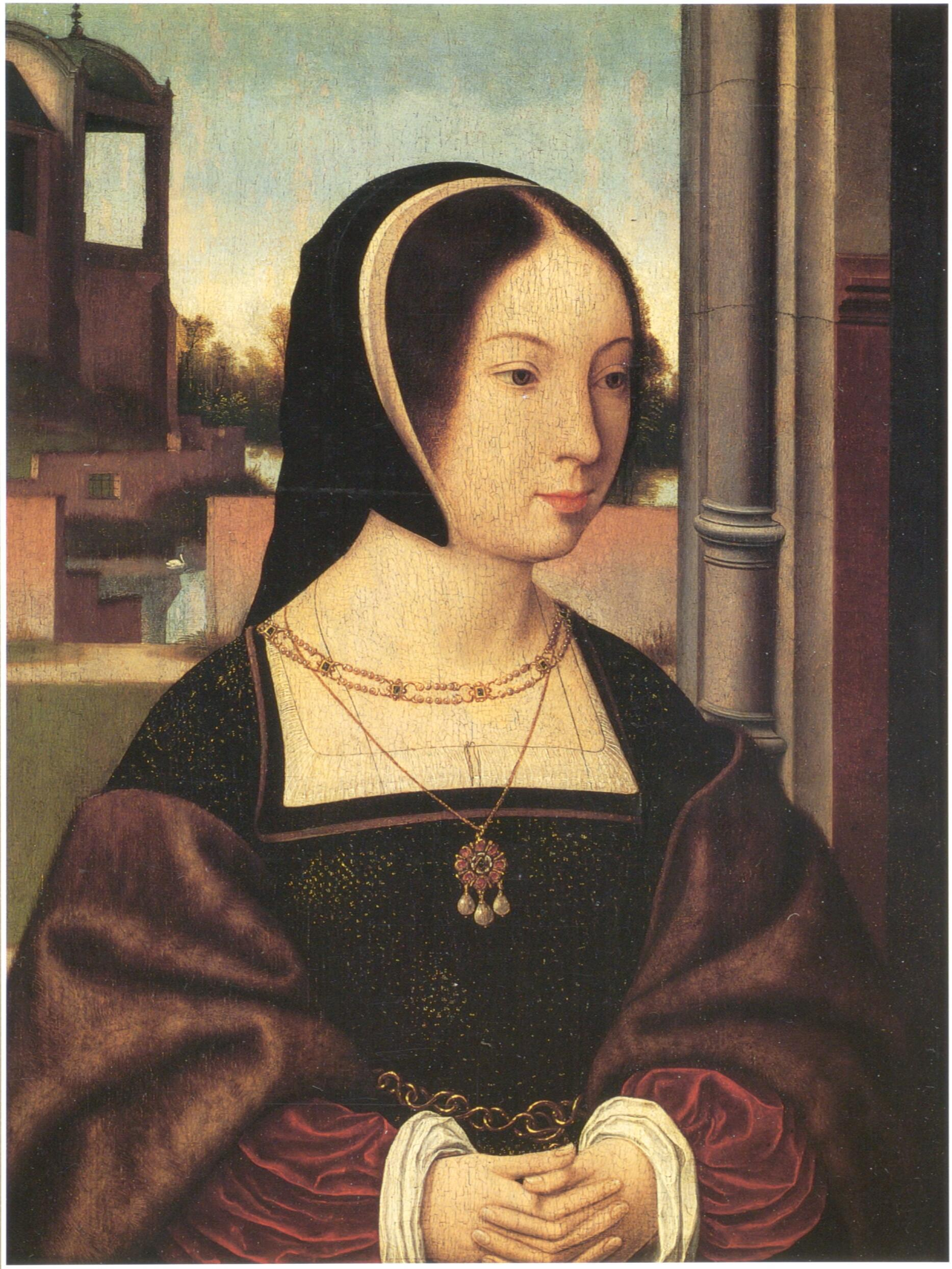
Anne de Bretagne.
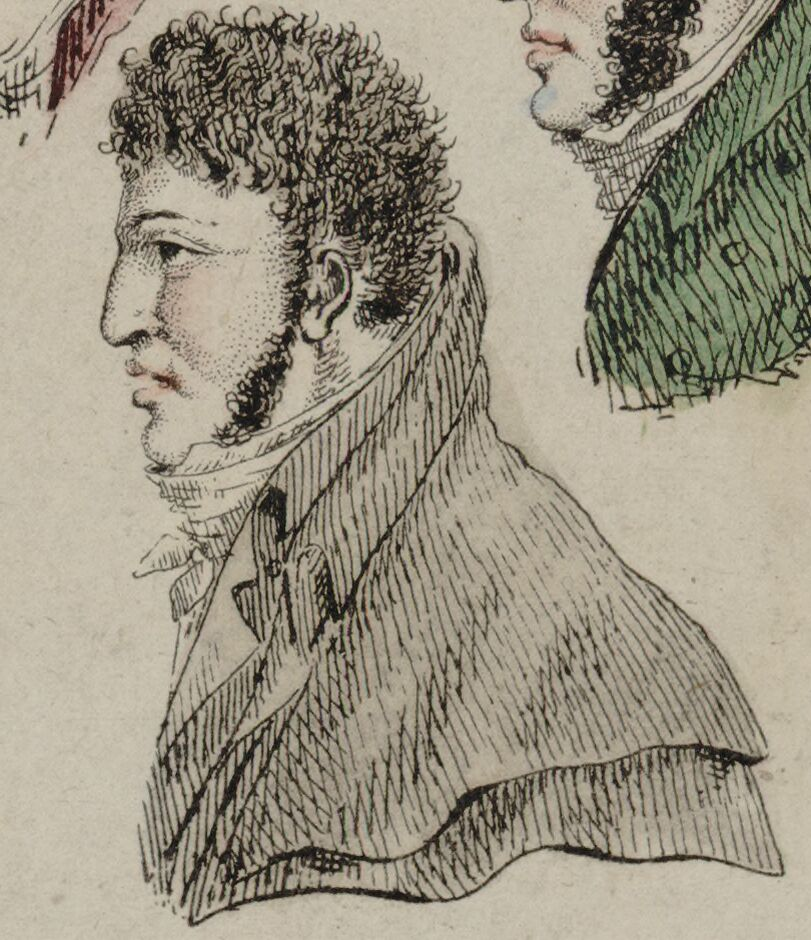
Louis de Sol de Grisolles.
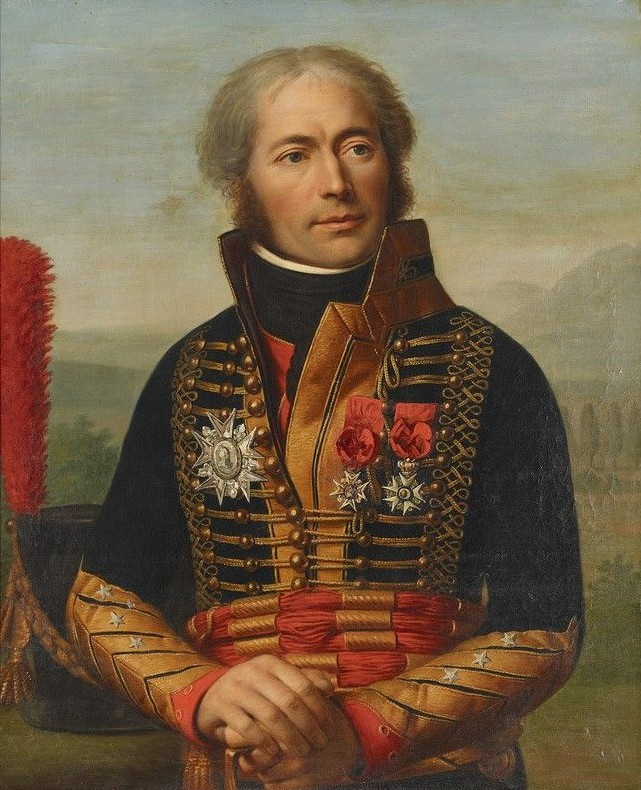
Louis François Foucher de Careil.

### Héraldique
| Blason | Blasonnement : D'argent à quinze mouchetures d'hermine de sable posées 5, 4, 3, 2 et 1, l'écu timbré d'une couronne de duc et entouré d'une cordelière. Commentaires : Ces armes, qui sont celles des ducs de Bretagne à partir de Jean IV, seigneur de Guérande en 1352, le fondateur de l'Ordre de l'hermine, figurent, jusqu'aux années 1990, sur les documents municipaux officiels. Elles figurent aussi sur le timbre d'une cloche du carillon de la collégiale daté de 1642. Les mouchetures d'hermine plain sont les anciennes armes de la Bretagne, indiquant l'appartenance ancienne de la ville au duché de Bretagne. La cordelière, que l'on trouve aussi sur les armoiries d'une porte de Nantes, est l'insigne de l'ordre fondé par Anne de Bretagne en l'honneur de saint François d'Assise, saint patron de son père, devenu ornement de la reine dont elle introduit la mode à la cour de France. Les anciennes armes de Bretagne ont été concédées à la ville en 1819 par le roi de France Charles X, confirmées par son ordonnance du 11 décembre 1829. |

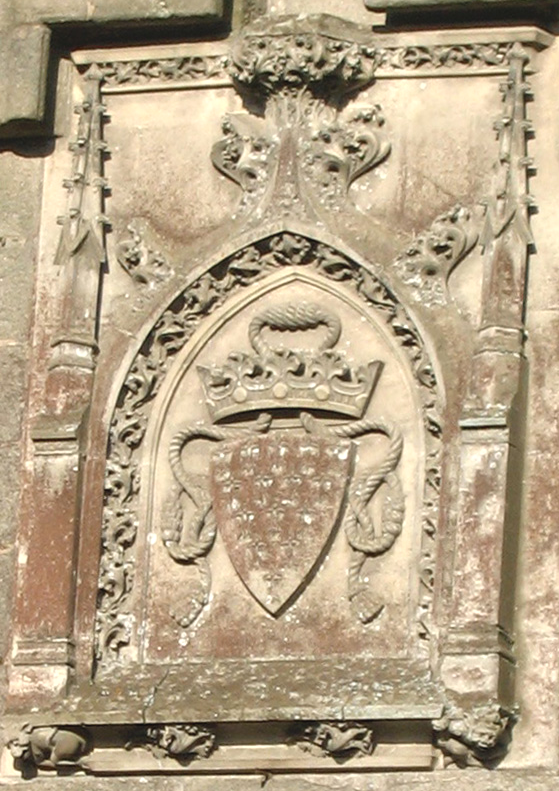
Blason apposé au-dessus de l'entrée de la porte Saint-Michel.

Il existe une variante de ce blason d'hermine plain dans un écu en losange avec pour supports deux lions casqués. Le losange est l'écu des dames.
Le timbre de l'horloge de la collégiale, daté de 1642, présente un exemple d'ornements extérieurs dont la description est d'argent à quinze mouchetures d'hermine, posées 5, 4, 3, 2 et 1 ; l'écu timbré d'un lion casqué d'argent, et soutenu par deux lions aussi casqués du même. Ce blason — timbré de la couronne, et entouré de la cordelière de la duchesse Anne de Bretagne — est aussi celui qui figure au-dessus de l'entrée de la porte Saint-Michel.
Pour Victor Adolphe Malte-Brun, les armes de la ville de Guérande sont : de gueules, à deux lions passants d'argent qui rappellent peut-être la possession de Guérande par Geoffroy II Plantagenet, comte de Bretagne par son mariage en 1182 à Constance de Bretagne.